# Limburg an der Lahn

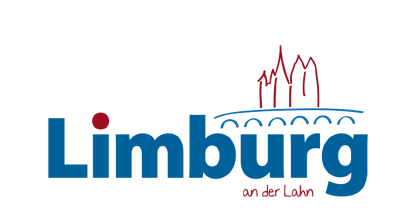
Stadtlogo (seit 2013)

Limburg an der Lahn (amtlich Limburg a. d. Lahn) ist die Kreisstadt des mittelhessischen Landkreises Limburg-Weilburg und mit 35.938 Einwohnern (31. Dezember 2024) zugleich dessen bevölkerungsreichste Stadt.
Die Stadt Limburg erfüllt nach hessischer Landesplanung die Funktion eines Mittelzentrums mit oberzentraler Teilfunktion und bildet zusammen mit der angrenzenden rheinland-pfälzischen Stadt Diez ein länderübergreifendes Doppelzentrum mit rund 47.000 Einwohnern. Limburg hat aufgrund seiner Lage eine Zentrumsfunktion für den dünn besiedelten westlichen Teil Hessens sowie für Teile des Westerwaldkreises und des Rhein-Lahn-Kreises im Land Rheinland-Pfalz.
Überregional bekannt ist die Stadt hauptsächlich durch das gleichnamige Bistum mit seiner Kathedralkirche, dem spätromanischen Dom St. Georg, und den Bahnhof Limburg Süd an der Schnellfahrstrecke Köln–Rhein/Main. Weniger bekannt, aber nicht weniger bedeutend, ist die in einer aufwändigen Altstadtsanierung erneuerte, gut erhaltene mittelalterliche Altstadt Limburgs.

## Geographie

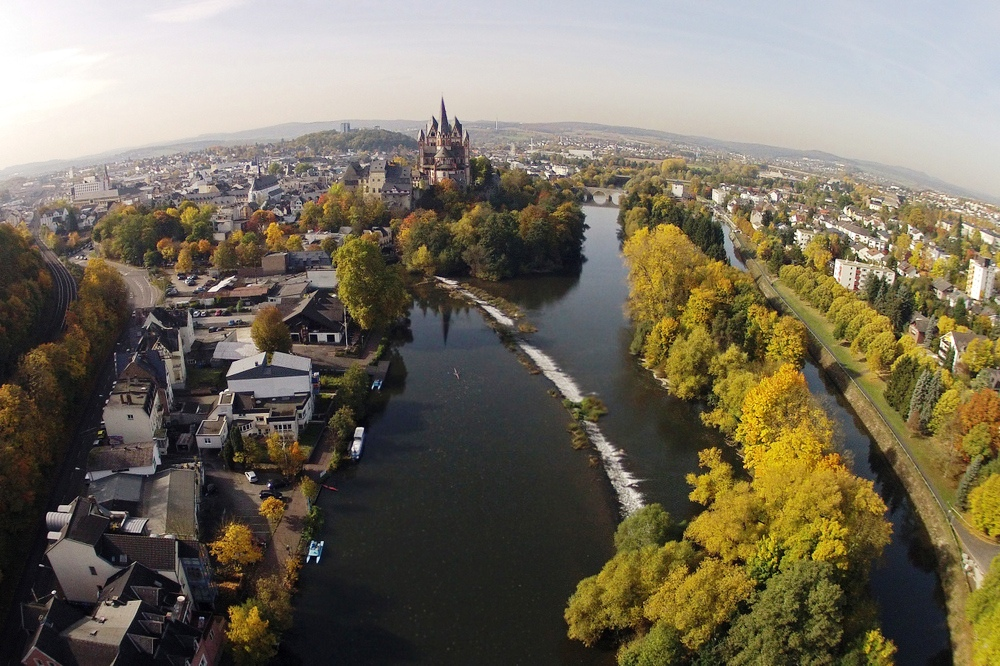
Blick über die Kernstadt von Osten

### Lage
Limburg liegt unmittelbar an der Westgrenze Hessens zwischen Taunus und Westerwald zu beiden Seiten des Flusses Lahn.
Die Stadt liegt relativ zentral im Limburger Becken innerhalb des Rheinischen Schiefergebirges, das von den Mittelgebirgshöhen des Taunus und des Westerwalds umgeben ist. Dank seines fruchtbaren Bodens und seines günstigen Klimas bildet das Limburger Becken eine der ertragreichsten Agrarlandschaften Hessens und hat darüber hinaus als Lahnübergang seit dem Mittelalter eine hohe verkehrsgeographische Bedeutung. Innerhalb des Beckens weist das sonst recht enge Tal der unteren Lahn einige deutliche Weitungen auf, sodass die mittlere Höhenlage Limburgs lediglich 117 Meter beträgt.
Entscheidende Faktoren für die Herausbildung von Herrschaftssitz und Stadt an diesem Standort waren zum einen der besonders günstige Lahnübergang im Verlauf von Handelsstraßen zwischen dem Rheinland und dem Rhein-Main-Raum und zum anderen der exponierte Kalkfelsen, der sich nach Nordosten steil über dem Lahntal erhebt und nach Süden bzw. Südwesten sanft abdacht.
Ein Teilstück des Stadtteils Staffel liegt als Exklave westlich außerhalb des Stadtgebiets. Zwischen der Exklave und der Hauptgemarkung Limburgs liegen die hessische Gemeinde Elz und die rheinland-pfälzische Ortsgemeinde Gückingen.

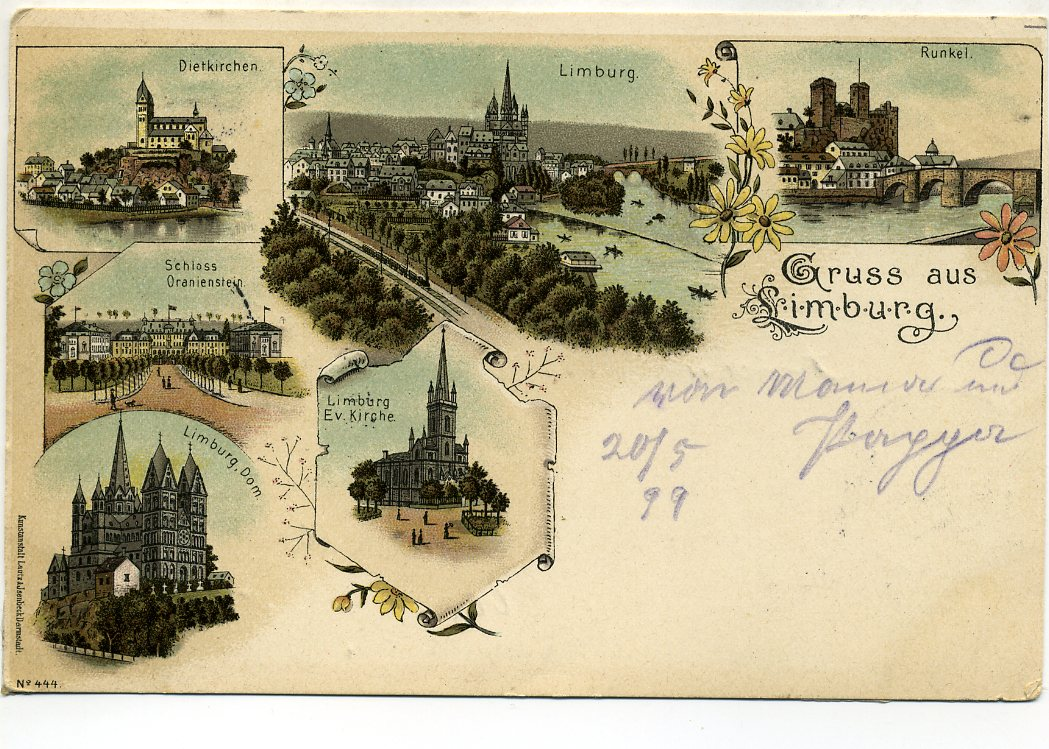
Ansichtskarte von 1899

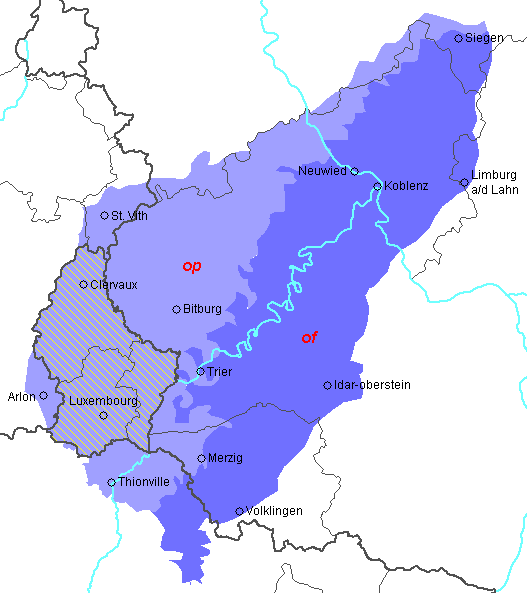
Limburg an der Grenze der moselfränkischen Mundarten

Limburg liegt an der dat-das-Linie, auf der Seite der südmoselfränkischen Mundarten, unmittelbar an der Grenze zum rheinfränkischen Hessisch.

### Nachbargemeinden
Der Siedlungsbereich der Stadt Limburg reicht über die Stadtgrenze hinaus. Die Stadt Diez im benachbarten Rheinland-Pfalz schließt sich nahtlos an Limburg an.
Umliegende Städte und Gemeinden sind die Gemeinde Elz und die Stadt Hadamar im Norden, die Gemeinde Beselich im Nordosten, die Stadt Runkel im Osten, die Gemeinden Villmar und Brechen im Südosten, die Gemeinde Hünfelden im Süden (alle im Landkreis Limburg-Weilburg), die Gemeinde Holzheim im Südwesten sowie im Westen die Stadt Diez und die Gemeinden Aull und Gückingen (alle im Rhein-Lahn-Kreis in Rheinland-Pfalz).
Die nächsten größeren, zwischen 40 und 60 Kilometern entfernten Städte sind Siegen im Norden, Wetzlar und Gießen im Nordosten, Frankfurt am Main im Südosten, Wiesbaden im Süden und Koblenz im Westen.

### Geologie
Die Verhältnisse im Gesteinsuntergrund sind komplex. Als Teil des Limburger Beckens, das im Neogen an Bruchlinien gegenüber seiner Umgebung abgesenkt wurde, sind im Stadtgebiet von Limburg verschiedene bei der variskischen Gebirgsbildung entstandene Schuppen und Decken des Rheinischen Schiefergebirges erhalten, die in westsüdwestlich-ostnordöstlicher Richtung verlaufen. Von besonderer Bedeutung – auch hinsichtlich der Formung der Erdoberfläche – ist dabei das mächtige Gesteinspaket aus Riffkalk (aus dem oberen Mitteldevon), das den Domberg aufbaut, den Untergrund für den größten Teil der Limburger Altstadt bildet und sich über die Lahninseln auf der anderen Flussseite fortsetzt. Weitere paläozoische Gesteinsformationen sind der oberdevonische Schalstein und verschiedene Schieferlagen, die nach Südosten auf den Riffkalk folgen. Diese paläozoischen Formationen werden vielfach von Sedimenten des Neogen überlagert (Tone, Tonsande) sowie von eiszeitlichen Ablagerungen, insbesondere von mächtigem Löss.
Im Miozän reichten darüber hinaus auch die Ausläufer des Basaltvulkanismus des Westerwalds bis nach Limburg; so bilden der Schafberg im Westen der Stadt und der Stephanushügel südlich des Bahnhofs Reste von Basaltschloten aus dieser Zeit.

### Klima
Limburg liegt in der Wetterregion Mittelhessens und damit in einer gemäßigten Klimazone der mittleren Breiten. Aus den Talverläufen und unterschiedlichen Geländehöhen ergeben sich unterschiedliche kleinklimatische Verhältnisse. Auf den Anhöhen südlich und nördlich des Lahntals regnet es mit 800 Millimetern genau den Durchschnittswert.
|                       | Jan | Feb | Mär | Apr | Mai | Jun | Jul | Aug | Sep | Okt | Nov | Dez |   |     |
| Mittl. Tagesmax. (°C) | 3   | 5   | 10  | 14  | 19  | 22  | 24  | 24  | 20  | 14  | 8   | 4   | ⌀ | 14  |
| Mittl. Tagesmin. (°C) | −2  | −2  | 1   | 4   | 8   | 11  | 13  | 12  | 9   | 5   | 2   | −2  | ⌀ | 5   |
|                       |     |     |     |     |     |     |     |     |     |     |     |     |   |     |
| Niederschlag (mm)     | 57  | 49  | 58  | 53  | 70  | 74  | 62  | 66  | 53  | 56  | 67  | 73  | Σ | 738 |
|                       |     |     |     |     |     |     |     |     |     |     |     |     |   |     |
| Sonnenstunden (h/d)   | 1   | 3   | 4   | 6   | 7   | 7   | 7   | 6   | 5   | 3   | 1   | 1   | ⌀ | 4,3 |
|                       |     |     |     |     |     |     |     |     |     |     |     |     |   |     |
| Regentage (d)         | 10  | 8   | 8   | 9   | 10  | 10  | 10  | 10  | 8   | 8   | 10  | 10  | Σ | 111 |

| −2 |

| −2 |

| 1 |

| 4 |

| 8 |

| 11 |

| 13 |

| 12 |

| 9 |

| 5 |

| 2 |

| −2 |

| −2 |

| −2 |

| 1 |

| 4 |

| 8 |

| 11 |

| 13 |

| 12 |

| 9 |

| 5 |

| 2 |

| −2 |

| N i e d e r s c h l a g | 57  | 49  | 58  | 53  | 70  | 74  | 62  | 66  | 53  | 56  | 67  | 73  |
|                         | Jan | Feb | Mär | Apr | Mai | Jun | Jul | Aug | Sep | Okt | Nov | Dez |

## Stadtgliederung

### Stadtteile

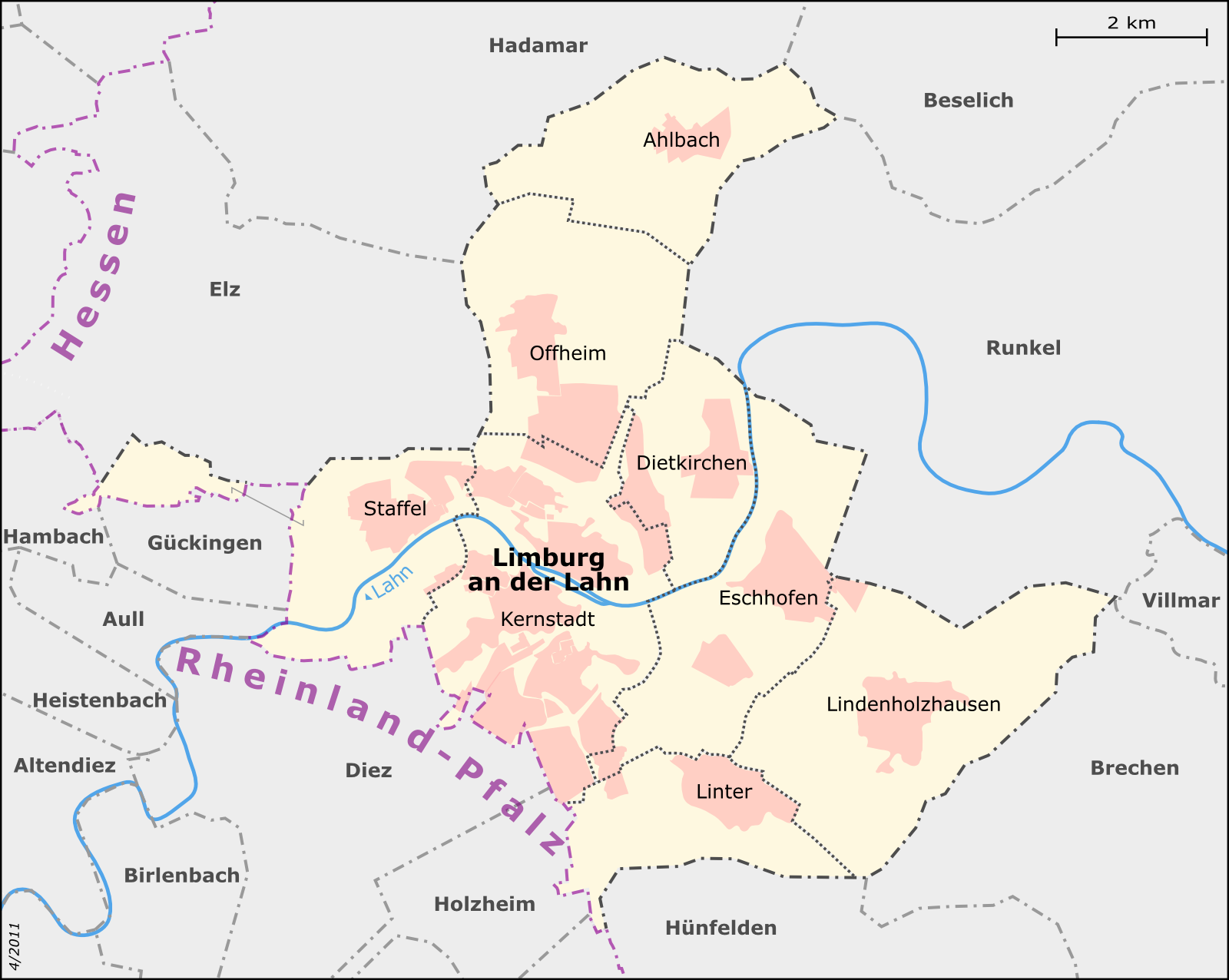
Karte von Limburg mit Stadtteilen und angrenzenden Gemeinden

Die Stadt besteht neben der Kernstadt aus den sieben ehemals selbstständigen Gemeinden, die im Zuge der hessischen Gebietsreform eingemeindet wurden. Am 1. Oktober 1971 wurde die Gemeinde Dietkirchen auf freiwilliger Basis eingegliedert. Am 31. Dezember 1971 kamen Ahlbach und Lindenholzhausen hinzu. Eschhofen, Linter, Offheim und Staffel folgten am 1. Juli 1974 kraft Landesgesetz. Gleichzeitig wurde der amtliche Name in „Limburg a. d. Lahn“ geändert.
Für alle ehemals eigenständigen Gemeinden sowie für die Kernstadt wurden Ortsbezirke gebildet.
Die Stadtteile (nach HGO: Ortsbezirke) nach Einwohnerzahl:
| Nr. | Wappen | Stadtteil           | Einwohner | Gemarkungs- fläche [km²] |
| --- | ------ | ------------------- | --------- | ------------------------ |
| 1   |        | Limburg (Kernstadt) | 20.323    | 8,78                     |
| 2   |        | Lindenholzhausen    | 3.443     | 8,30                     |
| 3   |        | Linter              | 3.168     | 3,38                     |
| 4   |        | Eschhofen           | 3.059     | 5,67                     |
| 6   |        | Staffel             | 2.914     | 5,29                     |
| 5   |        | Offheim             | 2.699     | 5,58                     |
| 7   |        | Dietkirchen         | 1.804     | 3,10                     |
| 8   |        | Ahlbach             | 1.248     | 5,04                     |

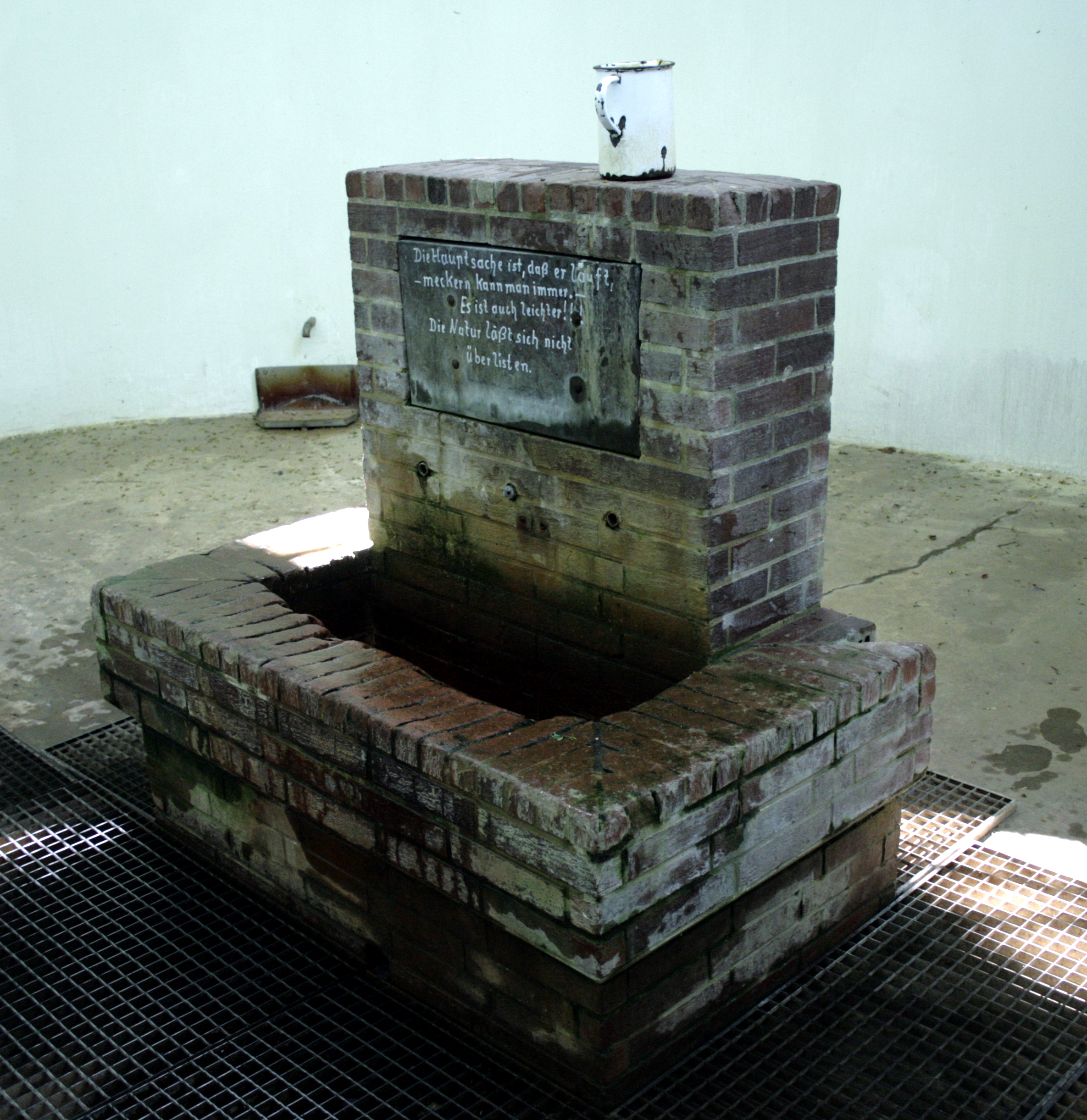
Sauerborn in Lindenholzhausen
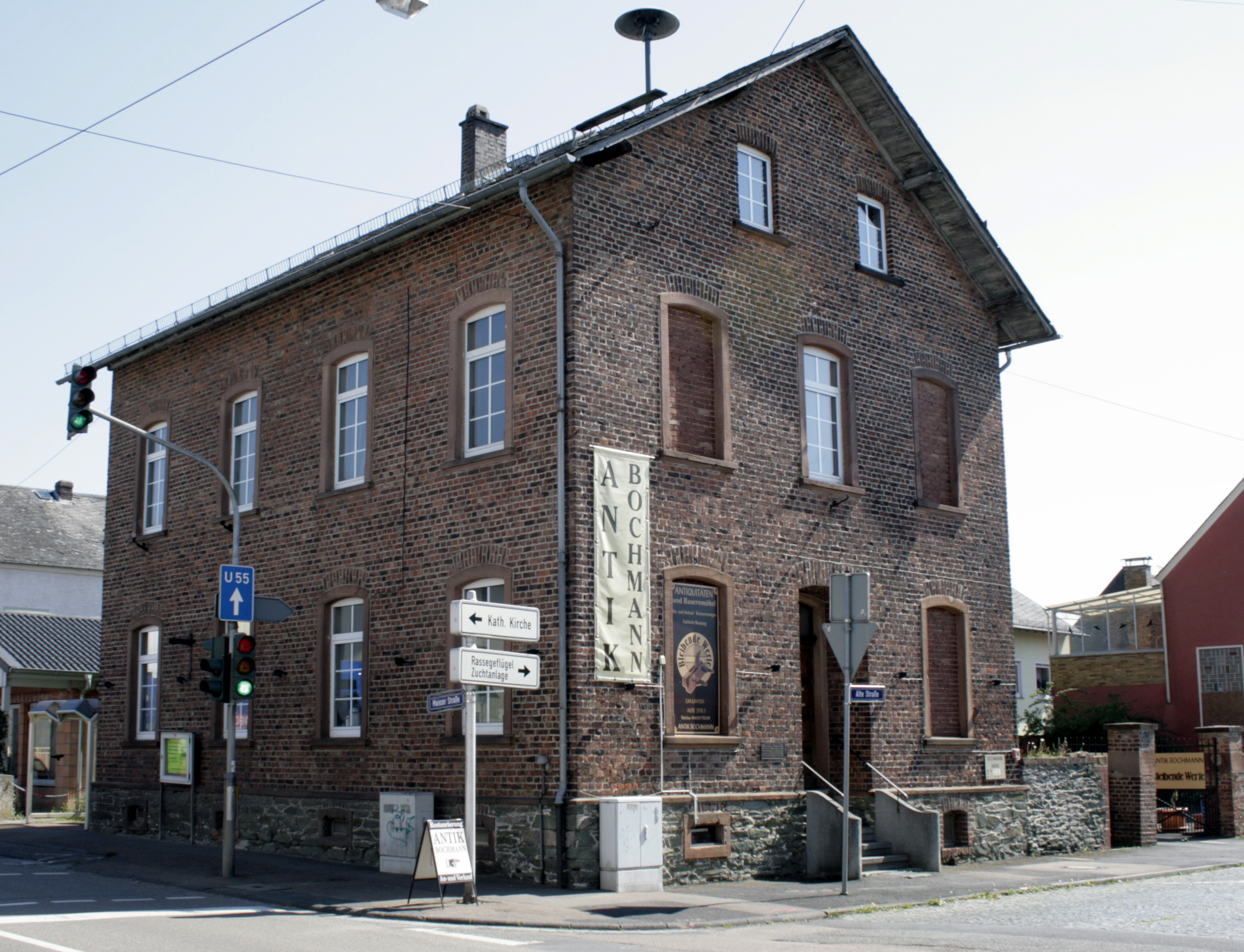
Alte Schule in Linter
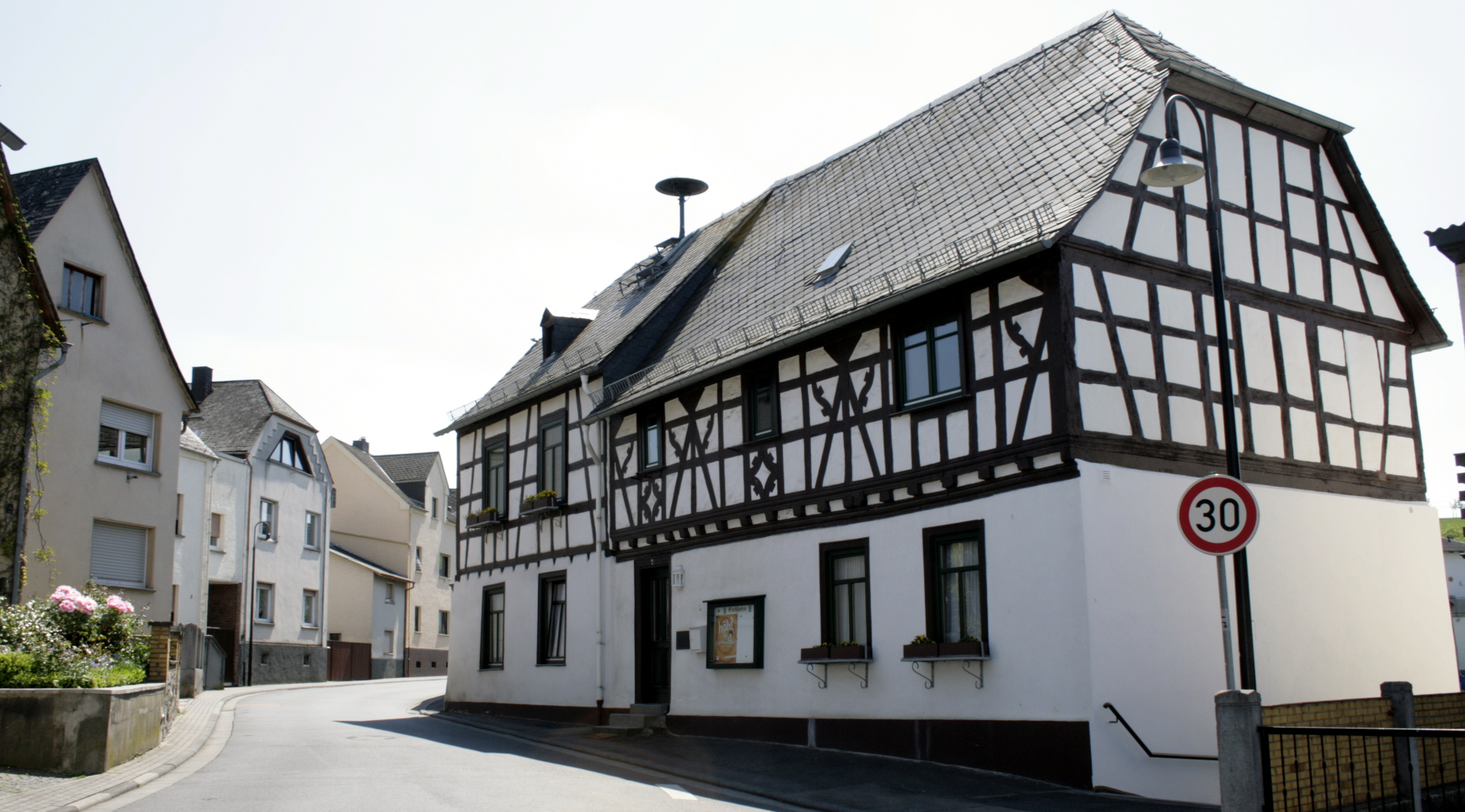
Altes Rathaus in Eschhofen
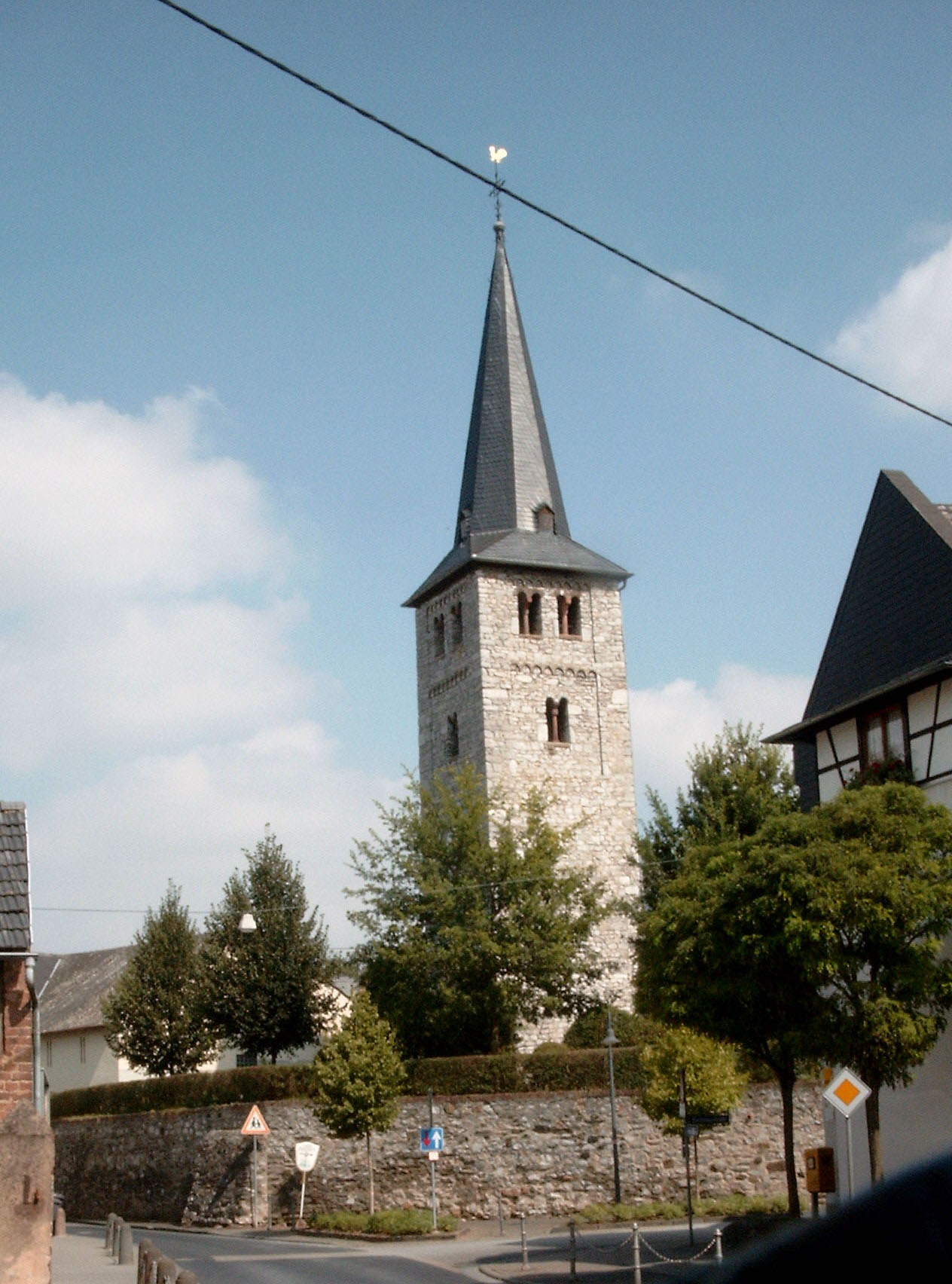
Alter Kirchturm in Offheim
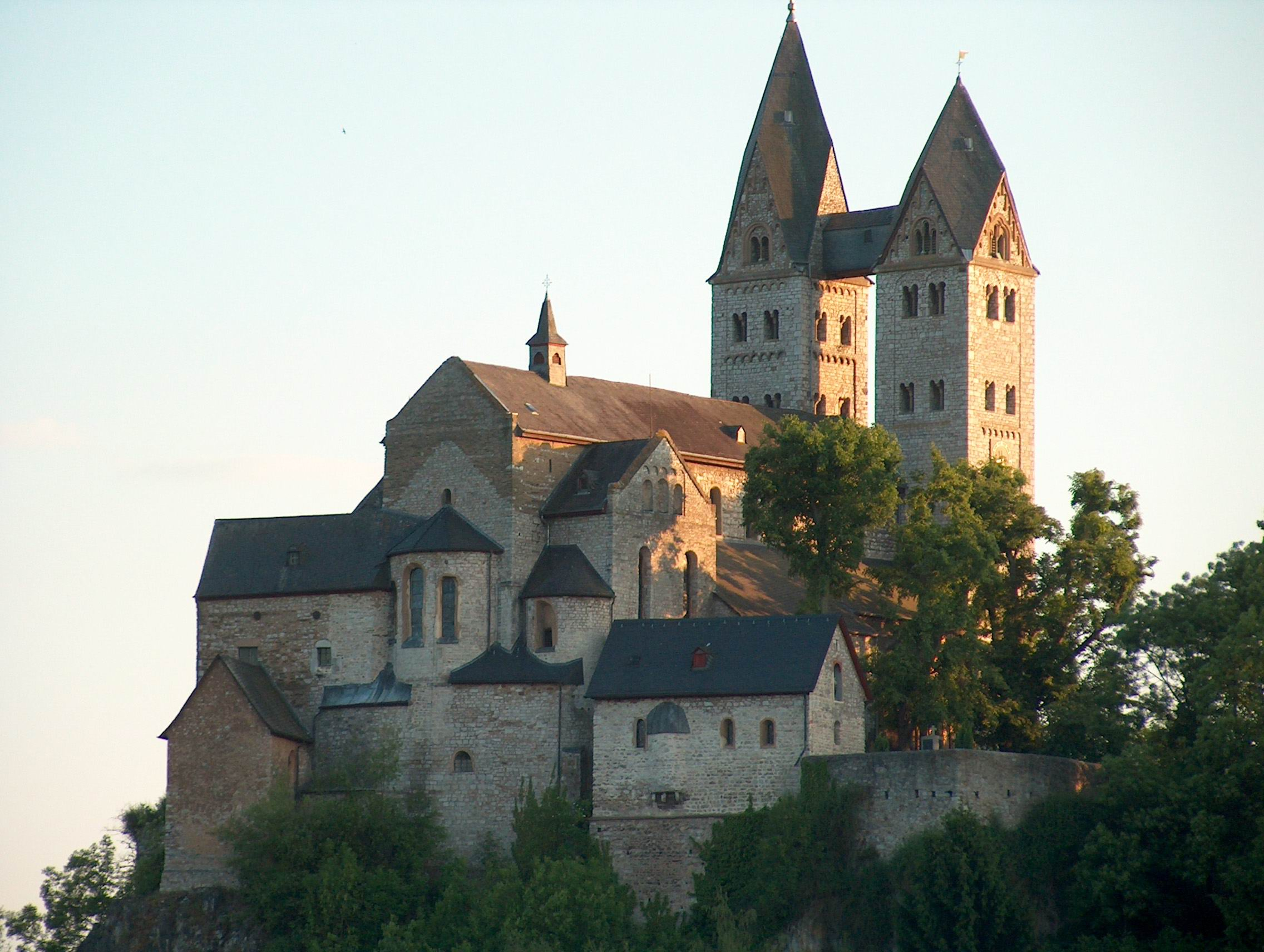
Lubentiusbasilika in Dietkirchen
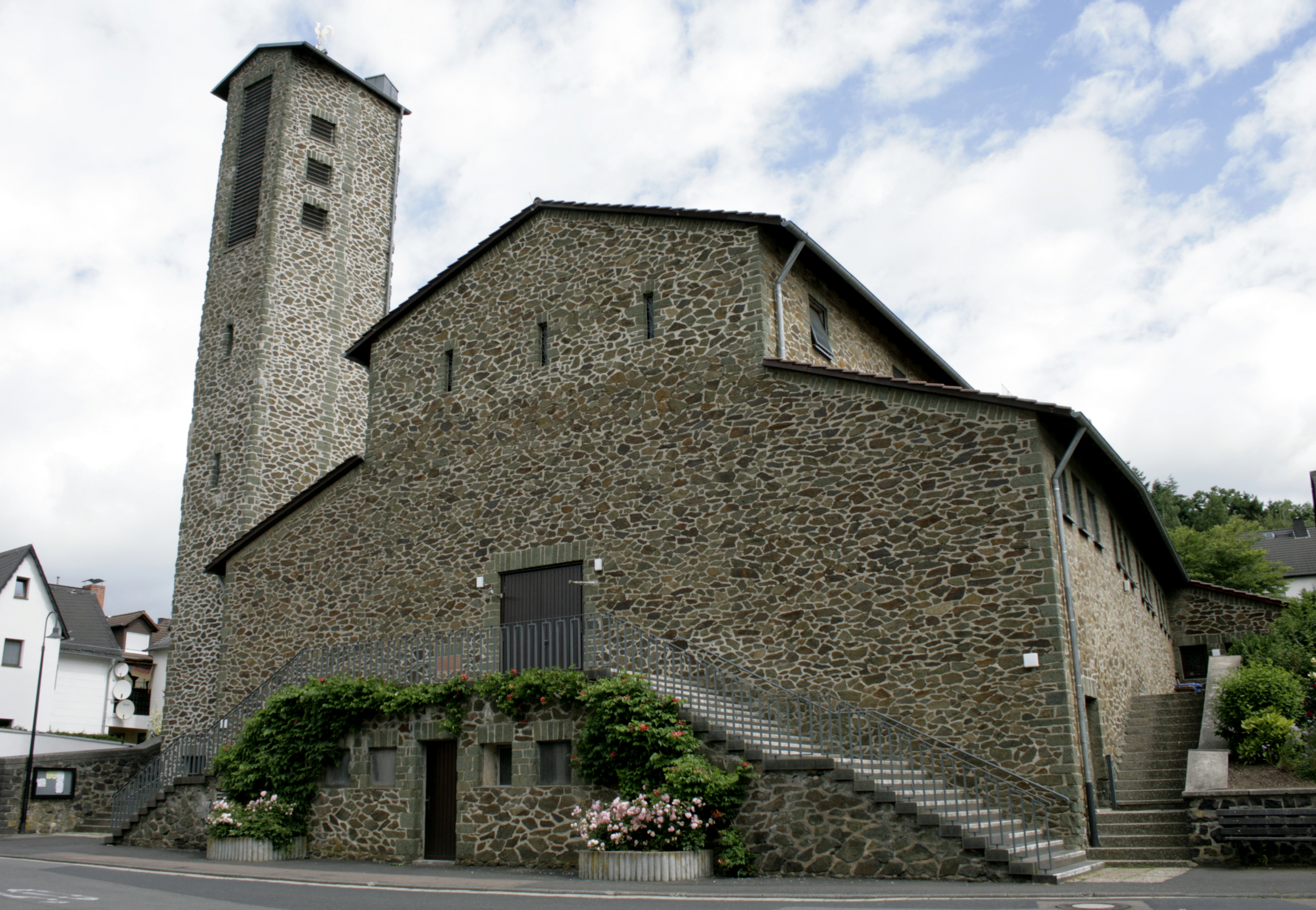
Kath. Kirche in Ahlbach
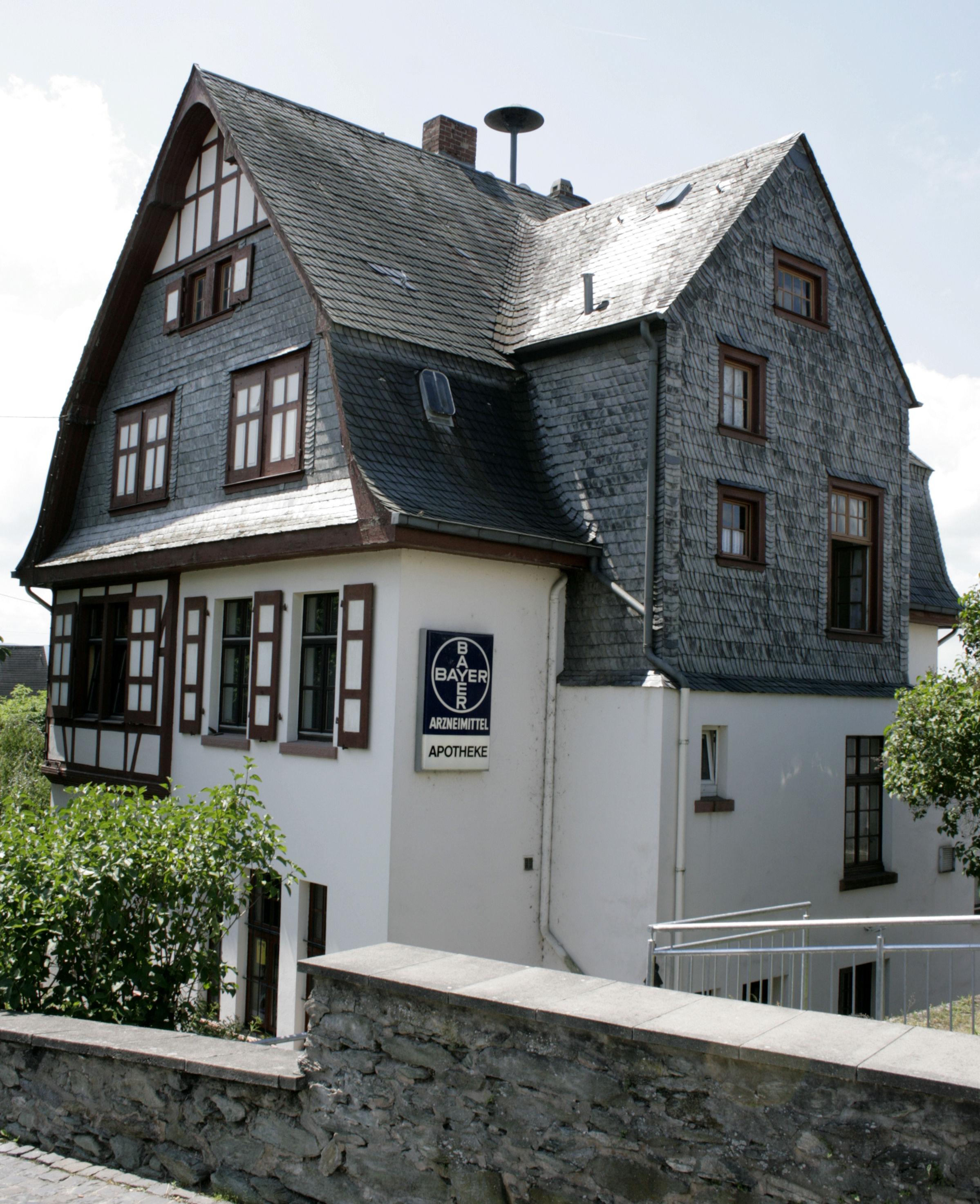
Altes Rathaus in Staffel

### Siedlungsgebiete
In der Anschrift beispielsweise wird von Einheimischen und Unternehmen als ein weiterer Stadtteil oftmals Blumenrod genannt, das jedoch nur ein Siedlungsgebiet im Süden der Kernstadt ist. Namensgebend für das im Jahr 1967 neu entstandene Siedlungsgebiet und heutiges Wahrzeichen ist die Domäne Blumenrod, ein ehemaliges Hofgut, das von der Freien evangelischen Gemeinde Limburg saniert und umgebaut wurde (siehe auch: Burgstall Blumenrod). Gleiches gilt für die Brückenvorstadt auf der anderen Lahnseite der Kernstadt, die schon im Jahr 1564 unter dem Namen Keuch erwähnt wurde und 1795, nach dem Einmarsch französischer Truppen, fast vollständig abbrannte. Das neueste Siedlungsgebiet ist seit 2002 die ICE-Stadt Limburg.
Weitere Unterteilungen der Kernstadt in Siedlungsgebiete sind die Frankfurter Vorstadt, die Diezer Vorstadt und die Nordstadt mit einem eigenen Gemeindezentrum. Die Innen- und Altstadt von Limburg zählen ebenso zu den abgegrenzten Siedlungsgebieten innerhalb der Kernstadt, haben in der Stadtgliederung jedoch nur informellen Charakter.
Dies gilt auch für das Siedlungsgebiet Am Meilenstein, ein kleines in den 1960er Jahren entstandenes Wohngebiet in Stadtrandlage, das aufgrund seiner zahlreichen, teilweise sehr farbenfroh gestalteten Reihenhäuschen einen eigenen Siedlungscharakter entwickelt hat.

## Etymologie
Der Ursprung des Namens Limburg ist nicht vollständig geklärt. Er geht wahrscheinlich auf eine dort gegründete Burg in merowingischer Zeit zurück. Im Jahr 910 wurde das erste Mal der Ort unter dem Namen Lintpurc erwähnt. Zwei der gängigsten Thesen sind:
- Der Name wurde aufgrund der Nähe zum heute versiegten Linterer Bach gewählt (Linda ist das gallische Wort für Wasser), der am Domfelsen in die Lahn mündete.
- Eher unwahrscheinlich, aber sehr populär ist die Verbindung mit einer Drachensaga (siehe Lindwurm) und der Zusammenhang mit dem in Limburg gegründeten Stift des Heiligen Georg, des Drachentöters, da das Stift erst nach der Errichtung der Burg und zusammen mit der ersten schriftlichen Erwähnung Limburgs entstand.

## Geschichte

### Historische Namensformen
In erhaltenen Urkunden wurde Limburg unter den folgenden Ortsnamen erwähnt (in Klammern das Jahr der Erwähnung):
- Lintburk (910) (Struck, Quellen zur Geschichte der Klöster 1, Nr. 1)
- Limburg (1062) (Struck, Quellen zur Geschichte der Klöster 1, Nr. 7)
- Limburc (1122) (Struck, Quellen zur Geschichte der Klöster 1)
- Limpurg (1616) (Kupferstichkarte von Nassau)

### Vor- und Frühzeit
Archäologische Grabungen legten 2012 auf dem heutigen Areal der neu erbauten Lahntal-Autobahnbrücke bedeutende Artefakte frei. Zum einen entdeckte man eine weilerartige Siedlung aus der Jungsteinzeit. Gefundene Scherben von Töpfen stammen aus der Zeit um ca. 5000 v. Chr. und sind damit die bisher ältesten entdeckten Spuren einer Besiedlung des Limburger Raums. Zum anderen wurden auf einer Fläche von insgesamt 14 Hektar zwei römische Militärlager aus der Zeit von Kaiser Augustus freigelegt, die an dieser Stelle aufgrund der großen Entfernung zum Limes nicht erwartet worden waren. Vergleichbare Spuren blieben bei Grabungen 1935 zum Bau der Reichsautobahn teils unentdeckt und wurden zerstört (siehe Römerlager Limburg).
Frühere Funde auf dem Limburger Domberg lassen darauf schließen, dass dieser bereits um 500 v. Chr. eine keltische Siedlung trug. Ihr Zentrum lag auf dem heutigen Domplatz.
Um das Jahr 760 entstand die erste merowingische Befestigung auf dem späteren Domberg. Sie wurde wahrscheinlich zur Überwachung einer Furt der Lahn errichtet. Dieser Übergang dürfte zu diesem Zeitpunkt vor allem Verkehr auf der Hohen Straße zwischen den Räumen um Mainz und Frankfurt im Süden und dem Eisenverarbeitungsrevier bei Siegen aufgenommen haben, der von Limburg aus über die Lange Meil verlief. Übergänge in Richtung Rhein befanden sich zu diesem Zeitpunkt wohl weiter westlich in Diez und Staffel. Im Schutz der Burg entstand eine Ansiedlung, aus der sich später die Stadt entwickelte.

### 10. bis 13. Jahrhundert

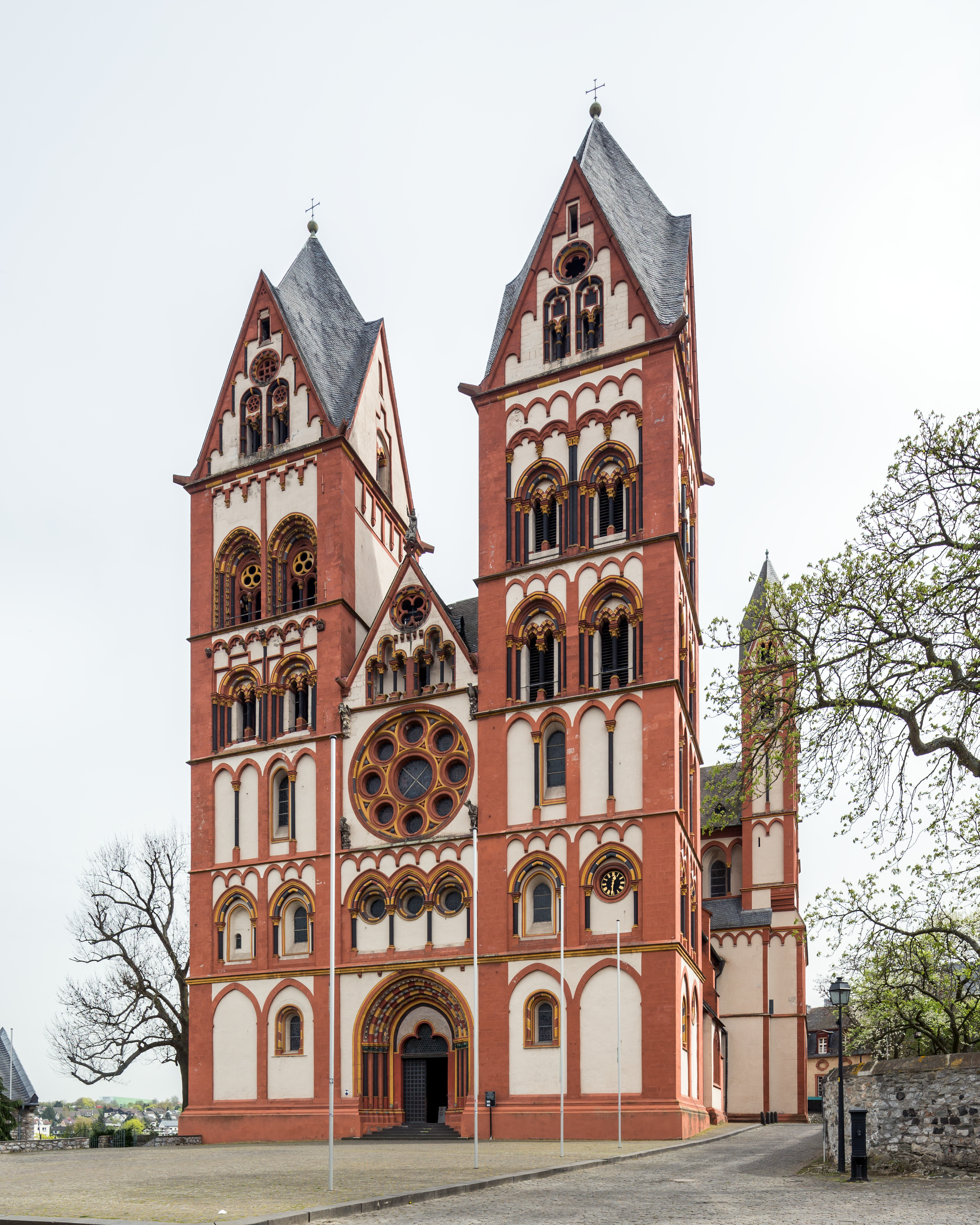
Limburger Dom

Der Name „Limburg“ erscheint erstmals 910 in einer Urkunde und bezeichnet keine Ansiedlung, sondern eine topographische Gegebenheit, nämlich einen Berg (mons), der als „Lintpurc“ bekannt sei: Ludwig das Kind überließ dem Gaugrafen Konrad Kurzbold einen Hof in Oberbrechen samt Zubehör und Ländereien zur Bewirtschaftung. Mit diesem Gut konnte Konrad das von ihm in seiner Burg auf dem Kalkfelsen oberhalb der Lahn gegründete und laut Ausweis der Urkunde noch zu errichtende Kanonikerstift St. Georg ausstatten (von dieser Burg gibt es heute keine Überreste mehr). Die darüber ausgestellte Urkunde befindet sich heute im Hauptstaatsarchiv Wiesbaden. Der Bau der Stiftskirche, des heutigen Limburger Doms, begann vermutlich kurz nach der Ausstellung der Urkunde. Mit der Gründung des Stifts erlangte der Ort schnell an Bedeutung und profitierte durch den regen Warentransfer der Höhenstraße (Via Publica). Mit dem Stift und dem in der Familie verbleibenden Vogteirecht hatten die Konradiner in Limburg eine beträchtliche Machtbasis geschaffen.
Im Jahr 940 erhielt das Stift auf Bitten von Kurzbold und Bischof Diethard von Hildesheim erneut eine urkundlich erwähnte Zuwendung, diesmal von König Otto I. Dieser überließ ihm das zuvor von dem Adligen Eberhard aus Niederzeuzheim besessene Gut zwecks Vermehrung des Unterhalts der Geistlichen. Ausgestellt wurde die Urkunde in Quedlinburg. Kurz darauf nahm Otto I. das Limburger Stift mitsamt dessen Besitztümern in seinen Schutz. Dadurch musste jeder königliche Repressalien fürchten, der es wagte, das Stift anzugreifen. Auch verfügte er, dass nach dem Tod Kurzbolds das Limburger Stift niemals mehr zu Lehen gegeben oder übereignet werden durfte. Diese und ähnliche Rechtsakte führten dazu, dass das Stift und damit Limburg vermutlich schon im 10., spätestens aber Anfang des 12. Jahrhunderts rechtlich und politisch nicht mehr als Teil des Niederlahngaus anzusehen war.
In der zweiten Hälfte des 10. Jahrhunderts verloren die Konradiner die Gaugrafenwürde im Niederlahngau an das Haus Diez, das wohl erst kurz zuvor in die Region gekommen war, hielten sich aber in Limburg als Stiftsvögte. Die Diezer bauten ihren unmittelbar benachbarten neuen Sitz Diez zum Machtzentrum aus. Im 11. Jahrhundert übereignete Kaiser Konrad II. dem Stift St. Georg neben Weinbergen auch den „Hof zu Kamp“ (heute Kamp-Bornhofen). Das Georgsstift besaß spätestens zum Beginn des 12. Jahrhunderts einen weit über die Stadt ausgreifenden Bannbezirk, in dem seine Vögte für die Rechtsdurchsetzung zuständig waren und damit Herrschaftsmacht ausübten. Limburg wurde also zum Zentrum einer Territorialherrschaft.
Im 11. Jahrhundert dehnte sich die Stadt vom rund 1,8 ha großen Stifts- und Burgbezirk aus in Richtung Westen den Burgberg hinab aus und wurde im frühen 12. Jahrhundert mit einer Stadtmauer umfriedet. Diese verlief in etwa am Südrand des späteren Erbacher Hofs, auf der östlichen Seite der späteren Rosengasse, südlich der heutigen Böhmergasse und östlich der heutigen Kolpinggasse wieder hinauf zur Burg. Die Stadtmauer umschloss, inklusive Burgbezirk rund 11 ha.

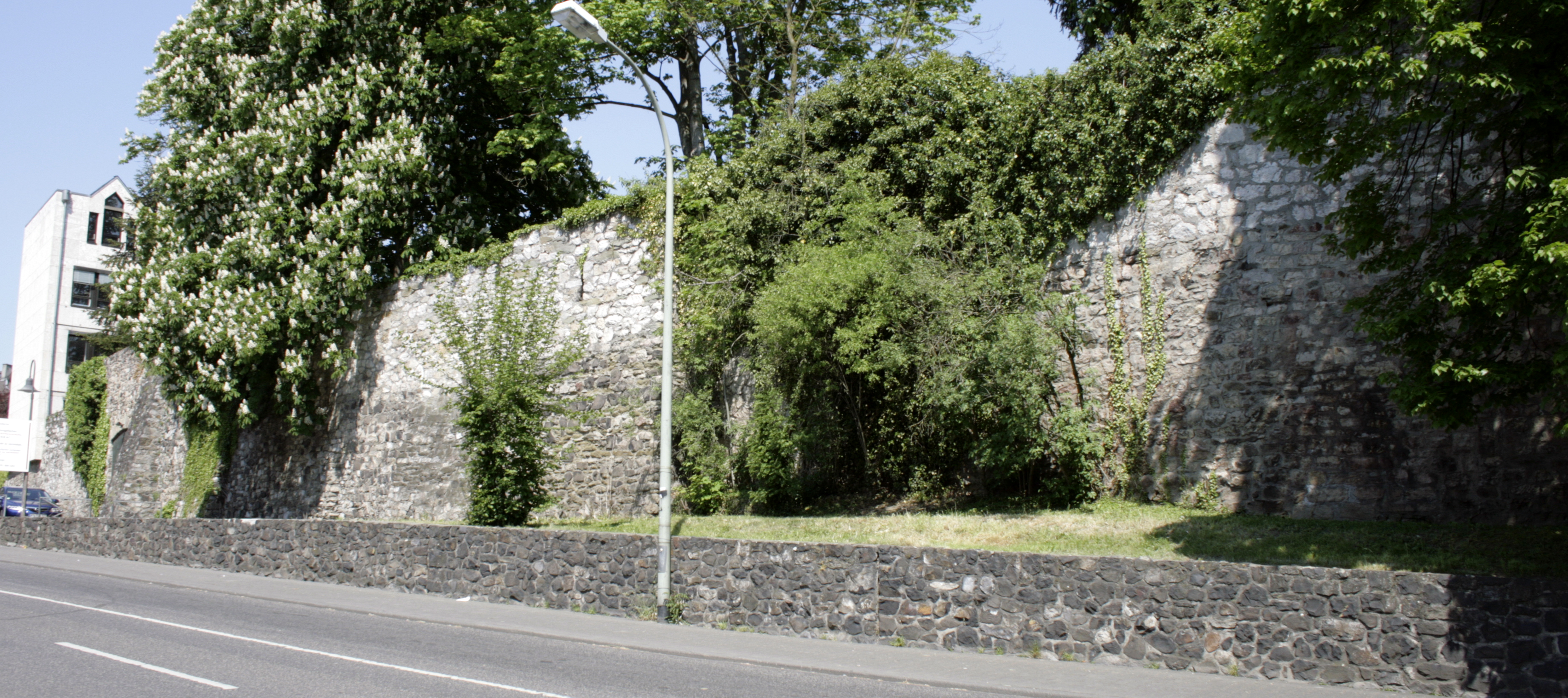
Rest der Stadtmauer am Eschhöfer Weg

Im Jahre 1160 wurde eine hölzerne Brücke als Teil der Fernstraße von Köln nach Frankfurt am Main über die Lahn errichtet, für deren Passieren spätestens seit dem Jahr 1227 bis zum Ersten Weltkrieg Zoll entrichtet werden musste. In der gesamten Stadtgeschichte war sie eine der wichtigsten Einnahmequellen der Stadt. Als Erbauer ist der Priester Gottfried von Beselich überliefert. Ende des 12. Jahrhunderts wurden die ersten Bauten der heutigen Burg Limburg errichtet. Wohl 1219 gingen Burg- und Stiftsvogtei und damit auch die Herrschaft über die Stadt Limburg und das Umland an die Herren von Ysenburg über. Dem war ein recht komplexer und heute nicht mehr klar nachvollziehbarer Prozess vorangegangen, der von den Konradinern über die Häuser Gleiberg-Luxemburg, Peilstein und Leiningen bis zu den Isenburgern reichte. Die Isenburger erhielten das Lehen je zu einem Drittel vom Reich, dem Erzbistum Mainz und der Landgrafschaft Hessen. Die neuen Herren versuchten in den folgenden Jahrzehnten, die Rechte der Limburger Bürger einzuschränken und damit ihre Machtausübung in der Stadt zu stärken. Dagegen regte sich in der Bürgerschaft der inzwischen groß und wirtschaftlich bedeutend gewordenen sowie als Stadt anerkannten Siedlung Widerstand. Der örtliche Zweig der Ysenburger, der von spätestens 1258 bis 1406 auf der Burg residierte, wurde in der Folge als Haus Limburg bekannt. Dieser Linie entstammte Imagina von Isenburg-Limburg, die Gattin des deutschen Königs Adolf von Nassau.
Für das Jahr 1180 ist eine Münzprägung in Limburg verbürgt. Im Jahr 1214 erhielt der Ort das Stadtrecht vom staufischen König Friedrich II. Die Stadt gehörte zur Frankfurter Stadtrechtsfamilie. Bei Streitigkeiten zwischen dem Stadtherrn und der Bürgerschaft oder bei Uneinigkeit des städtischen Schöffengerichts wurde der Oberhof Frankfurt als Schiedsinstanz angerufen. Auf 1279 datiert ein Vertrag zwischen der Stadt und den Burgherren aus dem Haus Isenburg. Den Herren wurde darin eine Rechtsprechung über die freien Stadtbürger untersagt, diese aber für die der Stiftsherrschaft zugehörigen Orte Elz, Brechen und Werschau ausdrücklich bestätigt. Ebenfalls wurde ihnen ausdrücklich das Recht zur Verteidigung und Befestigung auch der Stadt zugesprochen.
Bereits 1232 wurde der Franziskanerorden in Limburg ansässig und besaß ab 1252 eine eigene hölzerne Kirche auf dem Roßmarkt, die dem Hl. Laurentius geweiht war. Das Gebäude ist zu Beginn des 14. Jahrhunderts durch die heutige Stadtkirche ersetzt worden. Der auf dem Platz der alten Stiftskirche erbaute Dom St. Georg, dessen Baubeginn heute nicht mehr genau zu datieren ist, wurde 1235 geweiht.
Ab 1246 lassen sich in Limburg Beginen nachweisen. Bei ihnen handelte es sich wohl vor allem um Frauen aus der Bürgerschaft. Auf Einladung von Gerlach I. († 1298) wurde das Wilhelmitenkloster Limburg zunächst auf der Lahninsel gegründet.
Am 14. Mai 1289 vernichtete ein verheerender Stadtbrand weite Teile der Limburger Innenstadt, die aber umgehend wieder aufgebaut wurden. Eines der errichteten Häuser ist der Römer 2-4-6, heute wahrscheinlich das älteste freistehende Gebäude in Limburg.
Im 12. und 13. Jahrhundert wuchs die Stadt um zwei Vorstädte. Eine befand sich, wohl im Zusammenhang mit der Ansiedlung der Franziskaner, im Bereich des heutigen Roßmarkts, südlich der Burg und beherbergte, wohl auch wegen des feuchten und damit ungünstigen Baugrunds, vor allem einfache Handwerker. An dieser Kirche entwickelte sich in den folgenden Jahrhunderten der Laurentius-Kirchhof zum größten bürgerlichen Friedhof der Stadt. Die andere Vorstadt erstreckte sich weiter westlich in einem Bogen vor der Stadtmauer von östlich des heutigen Kornmarkts über Plötze und Sackgasse bis zur Löhrgasse.

### 14. und 15. Jahrhundert
Für das Jahr 1304 ist erstmals ein Scholaster am Georgsstift nachgewiesen. Eine spätere Quelle verortet das Haus der Stiftsschule zwischen dem heutigen Dom und der Michaelskapelle. Darin soll auch eine kleinere Lateinschule neben der Stiftsschule untergebracht gewesen sein. Nicht vor 1484 existierte an der Nonnenmauer eine Mädchenschule.
Im Jahr 1317 wurde das Wilhelmitenkloster aufgrund der ständigen Hochwassergefahr in die Vorstadt am Diezer Tor verlegt. Weiterhin unterhielten das Prämonstratenserkloster Arnstein und Zisterzienserkloster Eberbach (Erbacher Hof) repräsentative Stadthöfe. Spätestens 1341 besaß die Gemeinschaft der Beginen ein eigenes Haus, 1417 wurden sie letztmals erwähnt. Die beiden Vorstädte am Rossmarkt und südwestlich des Burgbergs wurden beim zweiten Mauerbau 1225–1230 (heute Grabenstraße) in die Befestigung einbezogen. Bis zu Mitte des 14. Jahrhunderts hatten sich drei weitere Vorstädte gebildet: rechts der Lahn die heute noch so benannte Brückenvorstadt, am Hammertor die Frankfurter Vorstadt und eine Ansiedlung in etwa im Bereich des heutigen Neumarkts. Diese sowie weitere vor der Mauer liegende Flächen wurden kurz vor 1450 von einer Grabenanlage mit gemauerten Toren und Türmen umschlossen. Dieser Wall erstreckte sich weit vor der eigentlichen Stadtmauer und verlief in etwa auf dem heutigen Straßenzug der Schiede. Die Bewohner der Vorstädte erhielten im Vergleich zur Kaufmanns-Elite kein Mitspracherecht in städtischen Angelegenheiten und durften zunächst keine Vertreter in den Rat der Stadt entsenden, mussten aber die finanzielle Hauptlast des Gemeinwesens tragen. Erst 1458 durften sie zwei Vertreter in den Rat entsenden. Der Burgberg war zu diesem Zeitpunkt neben der eigentlichen Burg und dem Stift samt ihm zugehörigen Nebenbauten mit Höfen niederadliger Familien bebaut.

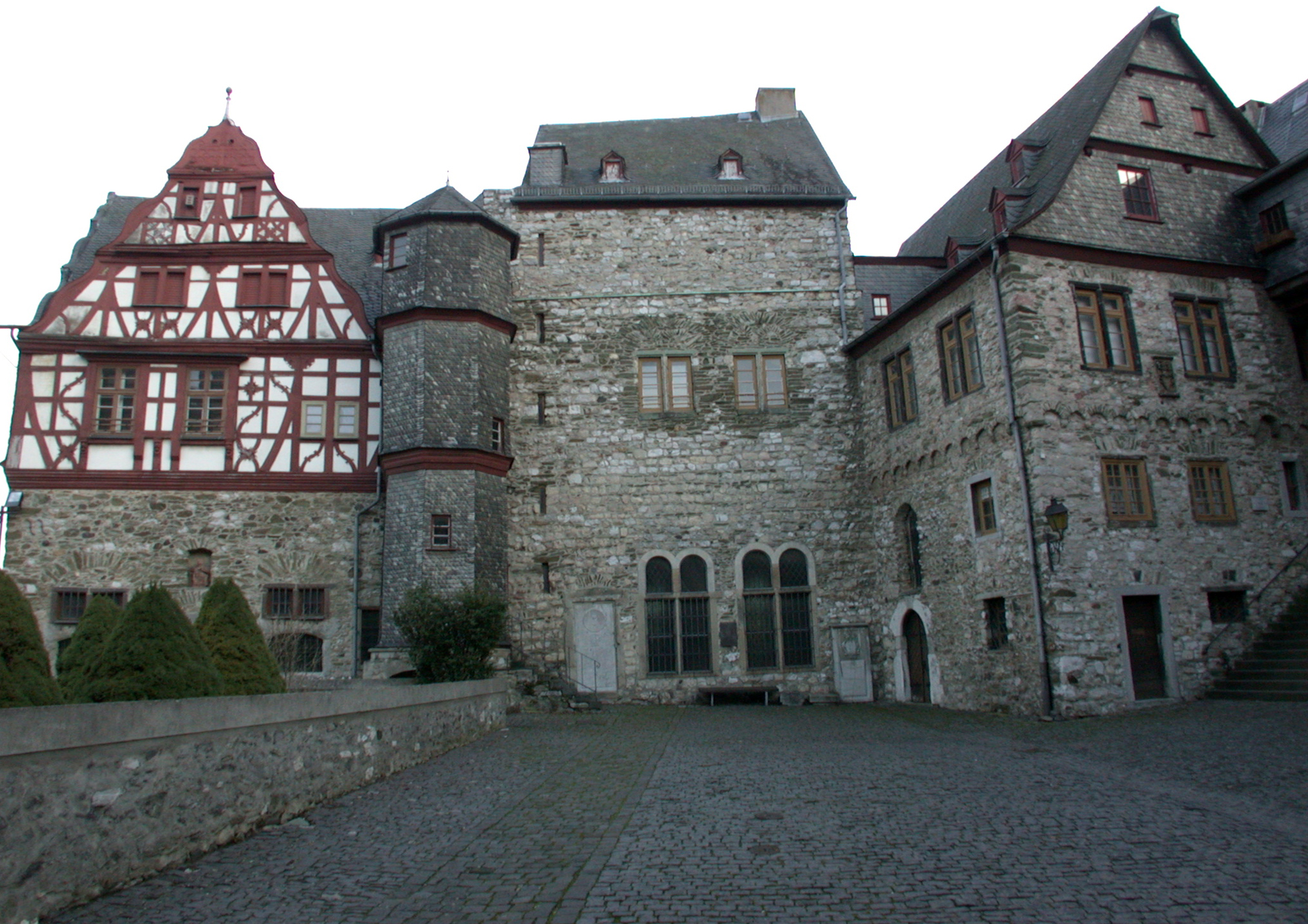
Der älteste erhaltene Abschnitt der Burg

In den Jahren 1315 und 1346 wurde, vermutlich in zwei Abschnitten, die steinerne Lahnbrücke errichtet. Spätestens mit dem Bau der steinernen Lahnbrücke entstand die Brückenvorstadt, ursprünglich Neustadt genannt. Die erste größere Baumaßnahme war das alte Hospital mit der Hospitalkirche (vor 1310). Das Zisterzienserkloster Marienstatt musste zur Einrichtung seines Stadthofs ab 1340 vier bestehende Häuser aufkaufen. Noch vor 1359 wurde die Brückenvorstadt durch einen Wall mit Graben geschützt. Sie verfügte mit der Keucher Pforte, der Dietkircher Pforte und der Hanenpforte über drei Tore. Eine ähnliche Anlage, der Schiedegraben, war 1343/44 bereits zum Schutz der Vorstädte auf der linken Lahnseite angelegt worden.
Im Jahr 1336 bestätigte Kaiser Ludwig IV. der Bayer den Herren von Limburg den Besitz der Kammerknechtschaft über die Stadtjuden. Schon ein Jahr später wurden die Juden aus der Stadt vertrieben. Erst 1341 durften sie wieder auf königlichen Befehl in der Stadt siedeln. Die Ansiedlung stieß auf den Widerstand der Bevölkerung und war nur von kurzer Dauer. Bereits 1349 kam es erneut zu Pogromen und einer Vertreibung der Juden aus der Stadt. Im Zuge dieser Vertreibung wurden die Mikwe und das jüdische Festhaus nahe dem Eberbacher Hof eingezogen und an das Kloster verkauft. In der zweiten Hälfte des 14. Jahrhunderts siedelten zwar wieder Juden in der Stadt, diese waren jedoch nun auf das Ghetto am Kornmarkt beschränkt. Hier entstanden auch die erste erwähnte Synagoge und eine neue Mikwe.
Im Jahre 1344 wurde die Stadt zur Hälfte an Kurtrier verpfändet. Dieser Vorgang dokumentiert den allmählichen Niedergang des Hauses Limburg. Dieses war zu diesem Zeitpunkt auch bei der Limburger Stadtbürgerschaft erheblich verschuldet. Der erneute Stadtbrand 1342 (der nicht das Ausmaß des ersten hatte) und die Pest (1349, 1356 und 1365), vor allem aber der Aufstieg der Territorialfürsten schwächten das Adelshaus ebenfalls. In diesem Zusammenhang wurde die Stadt zunehmend in lokale Fehden verwickelt. 1359 beteiligte sie sich an der Eroberung Villmars durch Kurtrier, 1360 an der Zerstörung der Burg Gretenstein. Im Oktober 1372 zerstörte ein Limburger Heer Ellar, das erst zwei Jahre zuvor die Stadtrechte erhalten hatte. Als Begründung diente der Aufenthalt der Räuber Crae und Busse in der Stadt. Auf Bestreben der Grafen von Katzenelnbogen wurde die Stadt Limburg vom obersten Hofgericht zur Zahlung von 2000 Mark Wiedergutmachung verurteilt. Da Limburg jedoch nur der Gerichtsbarkeit der Stadt Frankfurt unterstand, wurde dieses Urteil nie rechtskräftig vollzogen. 1380 greifen die Herren von Staffel Limburg an, in der Brückenvorstadt werden 20 Häuser durch die Staffeler niedergebrannt. Vermutlich kurz nach 1399 wurde das Rathaus am Fischmarkt errichtet (heute als „historisches Rathaus“ bezeichnet).
Mit dem Tod von Johann II. im Jahr 1406 war der letzte männliche Vertreter des Hauses Limburg gestorben. Dem Trierer Erzbischof gelang es, nachdem Stadt und Burg bereits zur Hälfte an ihn verpfändet waren und 1380 die Reichslehnsherrschaft über die Stadt an sie übergegangen war, die gesamte Herrschaft zu übernehmen. 1420 ging sie ganz in kurtrierischen Besitz über.
Nachdem Kurtrier die Hälfte Limburgs an den Ritter Frank von Cronberg verpfändet hatte, der als Mitherrscher bei den Limburger Bürgern unbeliebt war, kam es zu Unruhen. Daraufhin trat Cronberg das Pfand 1435 an den Landgrafen Ludwig I. von Hessen ab. Nach weiteren Aufteilungen der Besitztümer teilten sich diese ab 1482 wieder nur die Landgrafschaft Hessen und Kurtrier.
Im Mittelalter waren Wollweberei und Tuchhandel die dominierenden Wirtschaftszweige in Limburg. Zudem scheint der Weinanbau innerhalb der kleinen Stadtgemarkung für die Region ungewöhnlich intensiv betrieben worden zu sein. Für das Jahr 1600 ist allerdings ein Niedergang des Wirtschaftszweigs überliefert. Während des Dreißigjährigen Krieges scheint der Weinanbau im Stadtgebiet vollständig erloschen zu sein.

### 16. bis 19. Jahrhundert

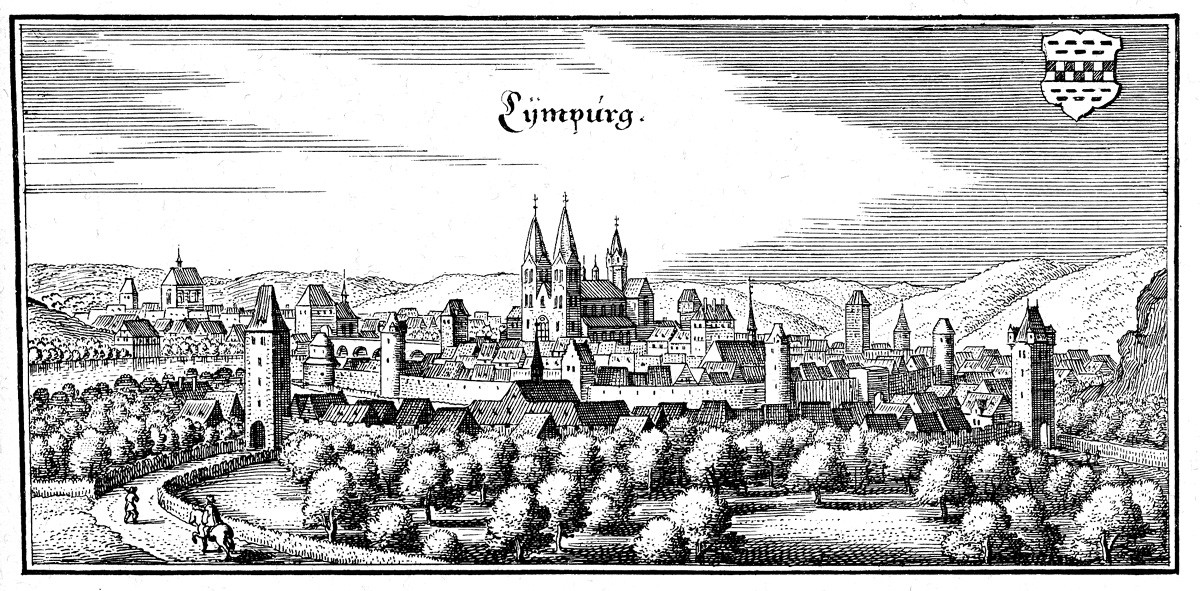
Limburg – Auszug aus der Topographia Hassiae von Matthäus Merian 1655

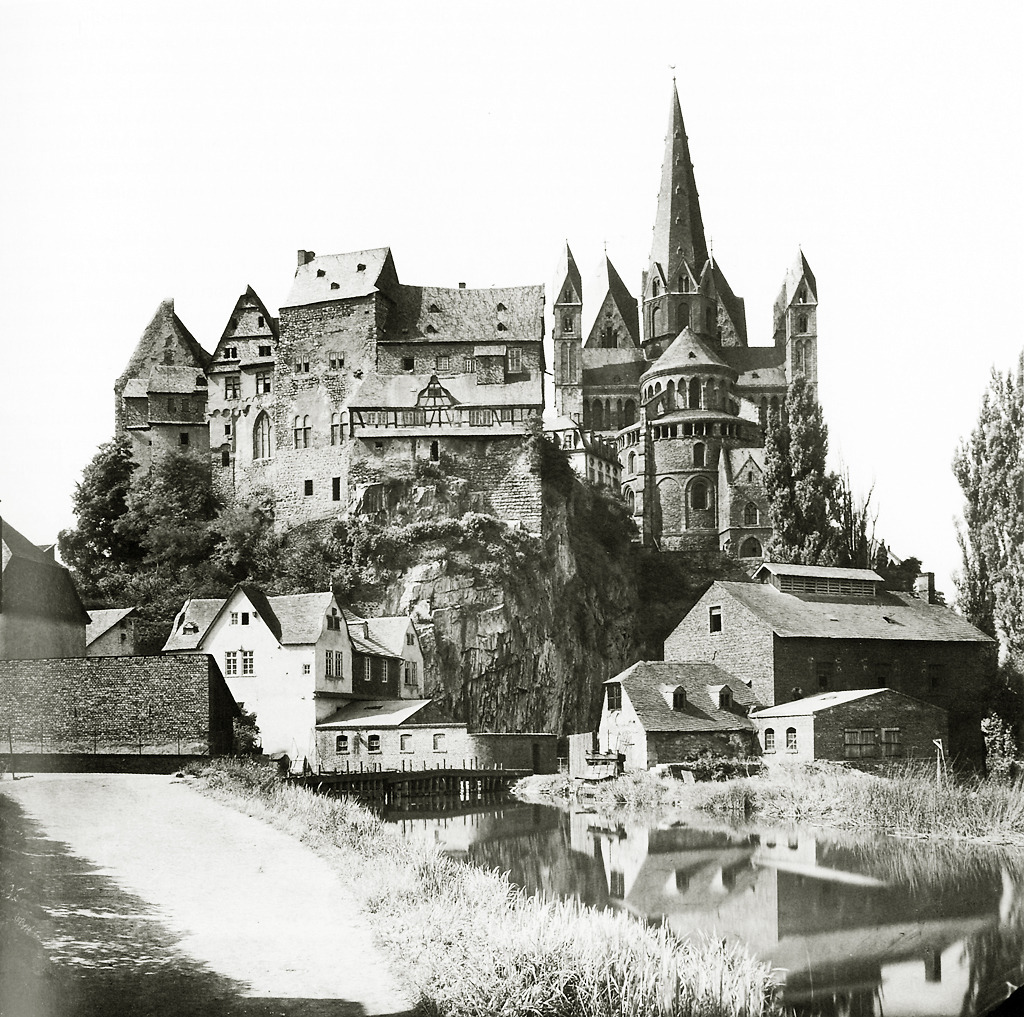
Der Domberg um das Jahr 1880.
(Fotografie: Albrecht Meydenbauer)

Im Umfeld des Deutschen Bauernkrieges kam es 1525 auch zu Unruhen in der Limburger Bevölkerung. Nachdem der Trierer Kurfürst verlangt hatte, dass die Bürgerschaft einen lutherischen Prediger aus der Stadt ausweise, überreichte ein Ausschuss aus nicht-ratsfähigen Bürgern am 24. Mai dem Rat eine 30 Punkte umfassende Forderungsliste. Darin ging es vor allem um finanzielle Mitbestimmung und die Gleichbehandlung in Abgaben-, Handels- und Baufragen mit der Kaufmannschaft. Diese Forderungen wurden in den folgenden Tagen in Verhandlungen zwischen Ausschuss und Rat auf 16 Punkte reduziert, die danach wohl mit dem Kurfürsten verhandelt wurden. Am 5. August verfügte Erzbischof Richard jedoch, dass der Rat sämtliche Zugeständnisse gegenüber der Bürgerschaft wieder aufheben sollte. Zudem wurde ein Versammlungsverbot erlassen und die nicht-ratsfähige Bürgerschaft sollte auch ihre beiden Vertreter nicht mehr in den Rat schicken dürfen.
Die Reformation führte zu weiteren Konflikten in der Stadt. Aufgrund der Zugehörigkeit zu Kurtrier blieb die Stadt jedoch katholisch. Allerdings traf es die Klöster der Stadt. Das Wilhelmitenkloster wurde nach dem Tod des letzten Priors 1568 aufgelöst und das Franziskanerkloster war zwischen 1577 und 1582 geschlossen.
Während des Dreißigjährigen Kriegs wurde Limburg 1631 und 1635 von durchziehenden Soldaten geplündert und belagert. Aufgrund der verkehrsgünstigen Lage war die Stadt Teil der Marschrouten, weshalb sich die Soldaten bevorzugt bei der Bevölkerung einquartierten. Auch vom Ersten Koalitionskrieg im folgenden Jahrhundert blieb Limburg nicht verschont. Während ihres Rückzugs 1796 versuchten die französischen Streitkräfte während der sog. Schlacht bei Limburg, die österreichischen am Überqueren der Lahn zu hindern. Bei einem Feuergefecht brannten sie dabei Teile der Stadt ab.
Im Jahr 1635 wurde der Limburger Franziskanerkonvent Teil der zwei Jahre zuvor neu errichteten Thüringischen Franziskanerprovinz und entwickelte sich schnell zu deren Zentrum, an dem bis 1762 der Provinzial seinen Sitz hatte und bis zum Jahr 1811 das zentrale Noviziat für die Provinz eingerichtet wurde. Im Jahr 1664 eröffneten die Franziskaner zudem ein Gymnasium für die städtische Jugend, das 1749 erweitert wurde.
Die ersten Anordnungen der Verhütung eines Brandes im Zusammenhang mit häuslichen Feuerstätten in Textform im Kurfürstentum Trier vom 9. Mai 1721 führten auch in Limburg und Umgebung zu erheblichen Verbesserungen der Bauweise der Gebäude.
In den 1760er Jahren geschah eine grundlegende Reform des Schulwesens. Die zahlreichen Winkelschulen wurden geschlossen und zusätzlich zu den beiden seit dem Mittelalter bestehenden Schulen, der Stiftsschule für Jungen und der Nonnenschule für Mädchen, zwei weitere Schulen eingerichtet, die beide aus dem Hospitalfonds der Stadt finanziert wurden. So entstanden die im Hospitalgebäude angesiedelte Hospitalschule für Jungen und die Jungfernschule für Mädchen. Ende des 18. Jahrhunderts wurden die beiden Mädchenschulen zusammengelegt, die bereits durch die Auflösung des Stifts stark dezimierte Stiftsschule 1817 der Hospitalschule zugeschlagen. 1813 endete die Existenz des Franziskanerklosters. Damit stellte auch das Gymnasium der Franziskaner seinen Betrieb ein, so dass Limburg ohne Lateinschule und damit ohne Einrichtung war, die den Zugang zu einer weiterführenden Schule ermöglicht hätte. In den folgenden Jahren gab es mehrere Versuche zur Neugründung einer privaten Lateinschule, die aber jeweils nur von kurzer Lebensdauer waren. 1837 erhielt schließlich der Stadtpfarrer Caspar Halm die herzogliche Genehmigung zur Einrichtung einer Lateinschule in den ehemaligen Räumen des Franziskanergymnasiums. 1846 kam es nach einem zuvor misslungenen Versuch zur Gründung einer staatlichen Realschule, ebenfalls im Hospitalgebäude, diesmal auf Initiative des städtischen Schulvorstands. Daraufhin löste sich die private Lateinschule auf. Nach der Annexion Nassaus durch Preußen wurde die Realschule bis 1869 zu einer Höheren Bürgerschule nach dem preußischen Schulsystem umgewandelt. Später wurde die Schule zum Gymnasium, an dem erstmals 1903 ein vollwertiges Abitur erworben werden konnte. Im Jahr 1872 wurde ein Neubau für die Mädchenschule in der Hospitalstraße fertiggestellt. Zu einem späteren Zeitpunkt wurde eine weitere Volksschule unweit der Hospitalschule in der Werner-Senger-Straße eingerichtet. Der Turnunterricht fand im 19. Jahrhundert in einer Halle am Rossmarkt statt.
Im Jahr 1806 fiel Limburg an das neu gegründete Herzogtum Nassau, womit auch das 900 Jahre alte Stift erlosch und die Stiftskirche zur Pfarrkirche wurde. 1818 wurde die Stadtmauer niedergelegt. Im selben Jahr wurde eine erste Realschule eingerichtet, die aber wohl erst 1819 tatsächlich die Arbeit aufnahm und 1824 wieder geschlossen wurde. 1827 wurde die Stadt auf Drängen des Herzogs Wilhelm von Nassau hin zum katholischen Bischofssitz erhoben, wodurch die Pfarrkirche den Rang einer Kathedrale erhielt. Im Jahr 1830 wurde am Kornmarkt die Stadtmauer durchbrochen und später vollständig niedergelegt. Die Freiheitsbewegung des Jahres 1848 hatte zur Folge, dass die Limburger Katholiken wieder viele Jahrzehnte zur Wallfahrtskapelle Maria Hilf Beselich pilgerten und dort eindrucksvoll ihren Glauben kundgaben. Ab 1862 war Limburg Knotenpunkt wichtiger Eisenbahnstrecken, bevor das Herzogtum und damit Limburg 1866 als Folge des Deutschen Krieges an Preußen fiel. So wurde Limburg ab 1886 zur Kreisstadt des neuen Kreises Limburg bestimmt und Sitz des königlichen Landrates.
Die Freiwillige Feuerwehr der Stadt gründete sich am 6. Februar 1867 und wählte den Seifenfabrikanten Joseph Müller zu ihrem Kommandanten. Am 2. Juni 1873 war die Limburger Feuerwehr Ausrichter der ersten Verbandsversammlung des Feuerwehrverbandes für den Regierungsbezirk Wiesbaden nach dessen Gründung.
Im Jahr 1892 kamen die Pallottiner erstmals nach Deutschland und ließen sich in Limburg nieder. Im Jahr 1895 folgten die Pallottinerinnen. Weil der Walderdorffer Hof zu klein wurde, erwarb die Glaubensgemeinschaft 1896 ein Gelände, auf dem sie zunächst ihr Missionshaus und 1926/1927 die katholische Klosterkirche St. Marien baute.
Im Jahr 1900 bezog die Stadtverwaltung das neue Rathaus in der Werner-Senger-Straße.

### 20. Jahrhundert bis heute

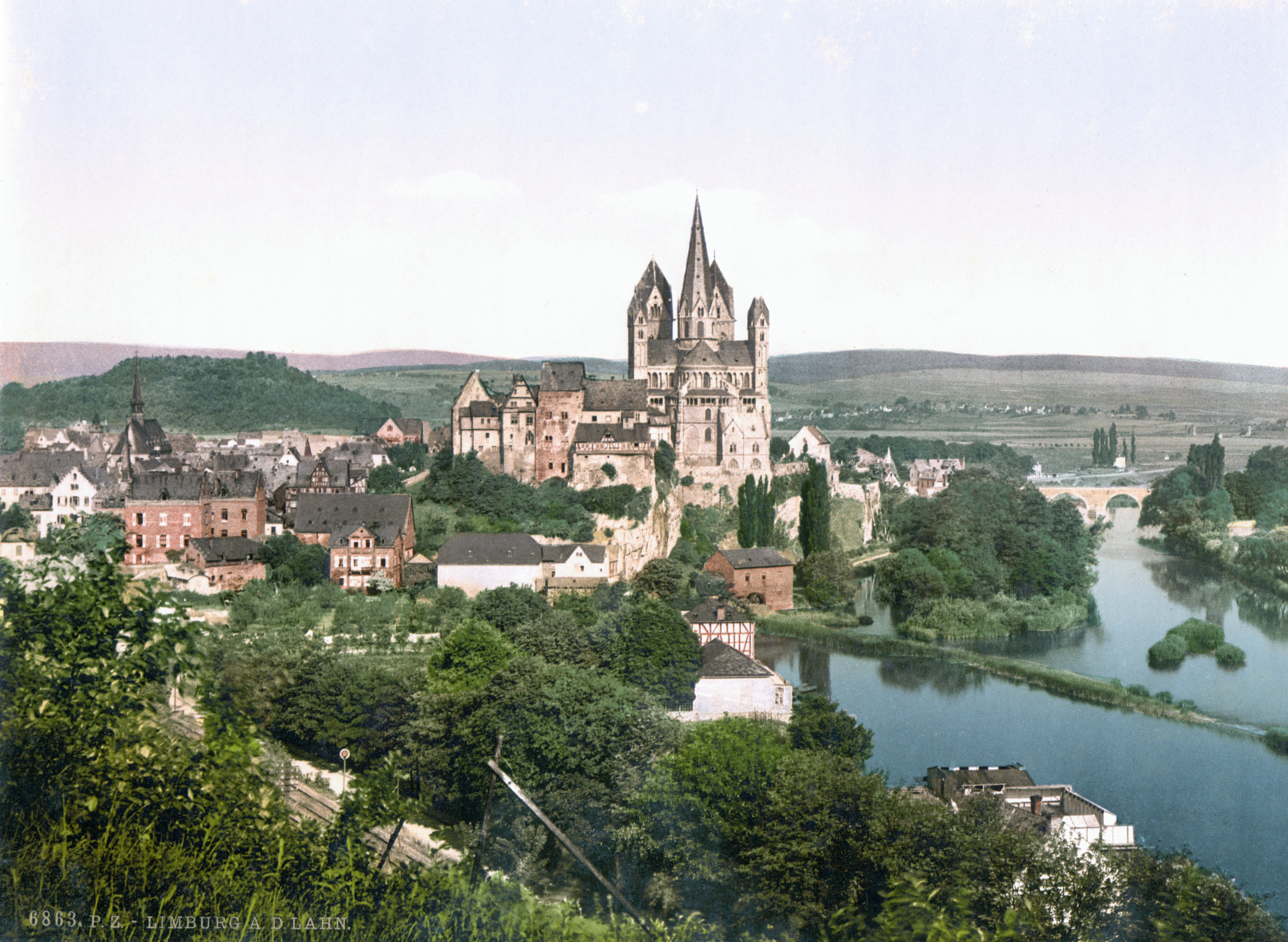
Limburg um 1900

#### Die Zeit bis zum Ende des Ersten Weltkriegs
Limburg war nie eine Garnisonsstadt im eigentlichen Sinn, aber Standort mehrerer militärischer Versorgungs- und Verwaltungseinrichtungen. Im Jahr 1889 wurde ein Bezirkskommando des Deutschen Heeres von Weilburg nach Limburg verlegt und blieb dort bis 1918 bestehen. Wegen starkem Wind musste am 24. April 1910 das Luftschiff LZ 5 auf dem Rückflug von einer Parade in Bad Homburg zu Ehren Kaiser Wilhelms II. auf dem Hofgut Blumenrod notlanden. Am nächsten Morgen riss es sich los und flog unbemannt in Richtung Weilburg, wo es an einem Berg zerschellte. Abgeleitet von diesem Ereignis erhielt die „Zeppelinstraße“, die das ab 1967 entstandene Siedlungsgebiet Blumenrod von Osten nach Westen durchzieht, ihren Namen.
Im Jahr 1904 wurde die Werner-Senger-Schule erheblich erweitert. Im Jahr 1908 folgte die Aufgabe des Volksschulgebäudes am Rossmarkt, die dortige Volksschule wurde unter dem Namen „Wilhelmitenschule“ in den Anbau des alten Gymnasiums verlegt und 1909 um die erste Limburger Hilfsschulklasse ergänzt. Bei einem Bombenangriff Anfang 1944 wurde das Gebäude der Werner-Senger-Schule zur Hälfte zerstört.

#### Die Zeit in der Weimarer Republik

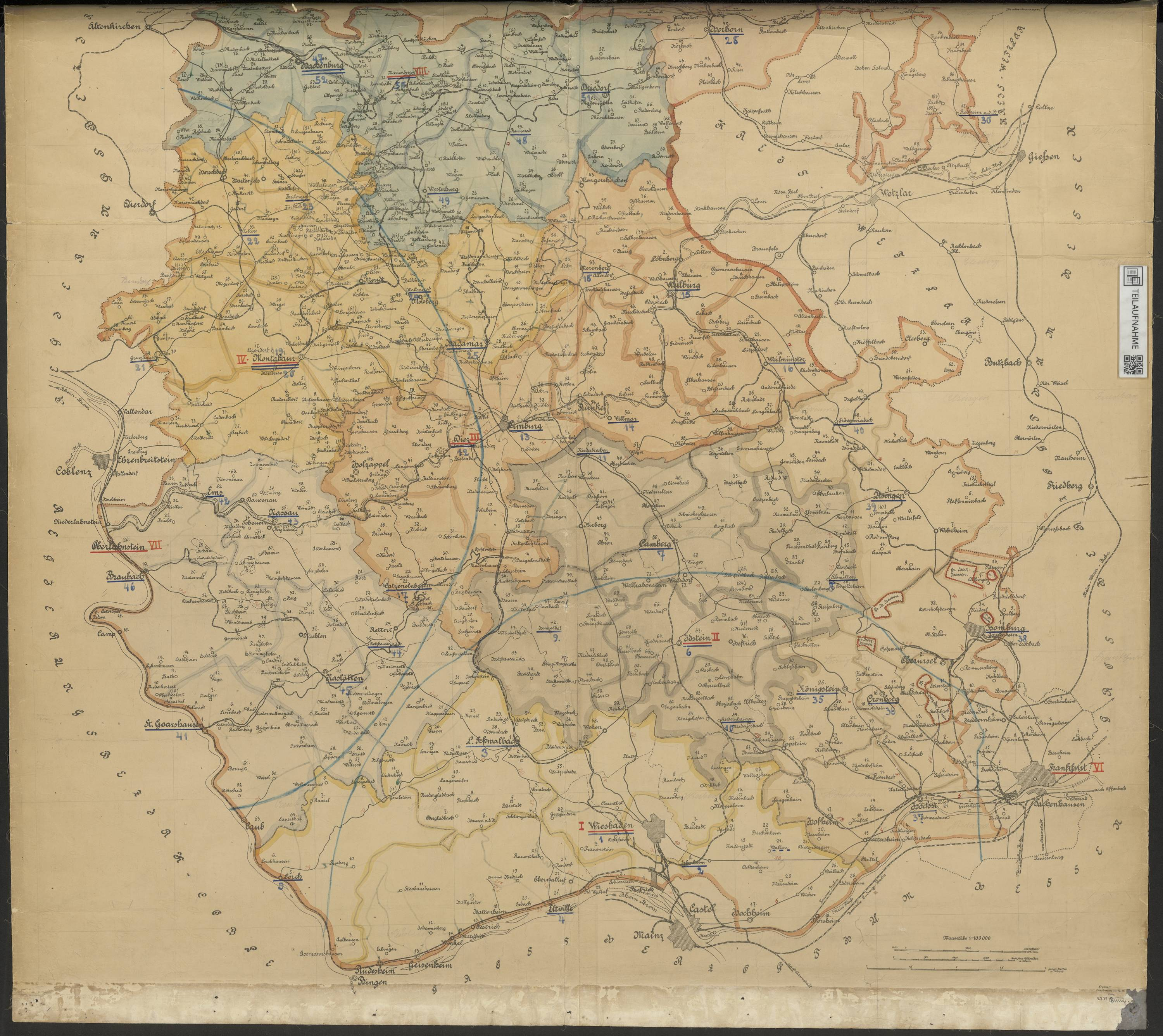
Regierungsbezirk Wiesbaden mit der Einzeichnung der Brückenköpfe Mainz und Koblenz (blaue Linien)

Nach dem Ende des Ersten Weltkrieges lag Limburg, anders als die Nachbarstadt Diez, knapp außerhalb der durch den Waffenstillstand von Compiègne (1918) und den Friedensvertrag von Versailles festgelegten rechtsrheinischen Besatzungsgebieten. Zwischen den durch die beiden Verträge geschaffenen Brückenköpfen Koblenz und Mainz blieb ebenfalls eine von Limburg aus in südwestlicher Richtung verlaufende Zone unbesetzt, die aufgrund ihrer geografischen Lage und der willkürlichen Grenzziehungen durch die Besatzungsmächte bis Mitte 1920 weitgehend von der Außenwelt abgeschnitten war.
Als nächstgelegene unbesetzte Stadt hatte Limburg eine wichtige Funktion bei der Versorgung der Flaschenhalsgemeinden und als deren kommunale Aufsichtsbehörde. Insbesondere dem Wirken des damaligen Landrats des Kreises Limburg, Robert Büchting, schrieb Edmund Pnischeck, Lorcher Bürgermeister und Sprecher der Flaschenhalsgemeinden, es zu, dass die 11 Gemeinden mit ihren etwa 8.000 Einwohnern überleben konnten.
Im März 1920 kam es zum sogenannten Ruhraufstand und zum kurzfristigen Einmarsch deutscher Truppen zur Niederschlagung der Arbeiteraufstände. Da das Ruhrgebiet eine entmilitarisierte Zone war, sahen die Franzosen im Einmarsch der Reichswehr einen Verstoß gegen den Friedensvertrag von Versailles und nahmen das zum Anlass, ihre Besatzung auf mehrere bislang unbesetzte Gebiete auszuweiten, darunter auch auf Limburg. Laut dem französischen General Jean Jules Henri Mordacq war dies vor allem ein Rachefeldzug, mit dem sich die Franzosen für die Solidarität der Stadt und ihrer Bürger mit dem Freistaat Flaschenhals rächen wollten.:S. 40 Auf Druck ihrer Alliierten mussten sich die Franzosen aber bald wieder zurückziehen, und nach dem Ende des Ruhraufstandes entspannte sich die Lage in weiten Teilen Deutschlands. Das wirkte sich auch auf den Freistaat Flaschenhals aus. Sichtbarstes Zeichen waren die abermaligen Lockerungen der Grenz- und sonstigen Kontrollregelungen, die dem Flaschenhals ab dem Sommer 1920 eine wieder weitgehend unbeschränkte Anbindung an die Region Limburg und damit an den Rest des Deutschen Reiches ermöglichten.:S. 45

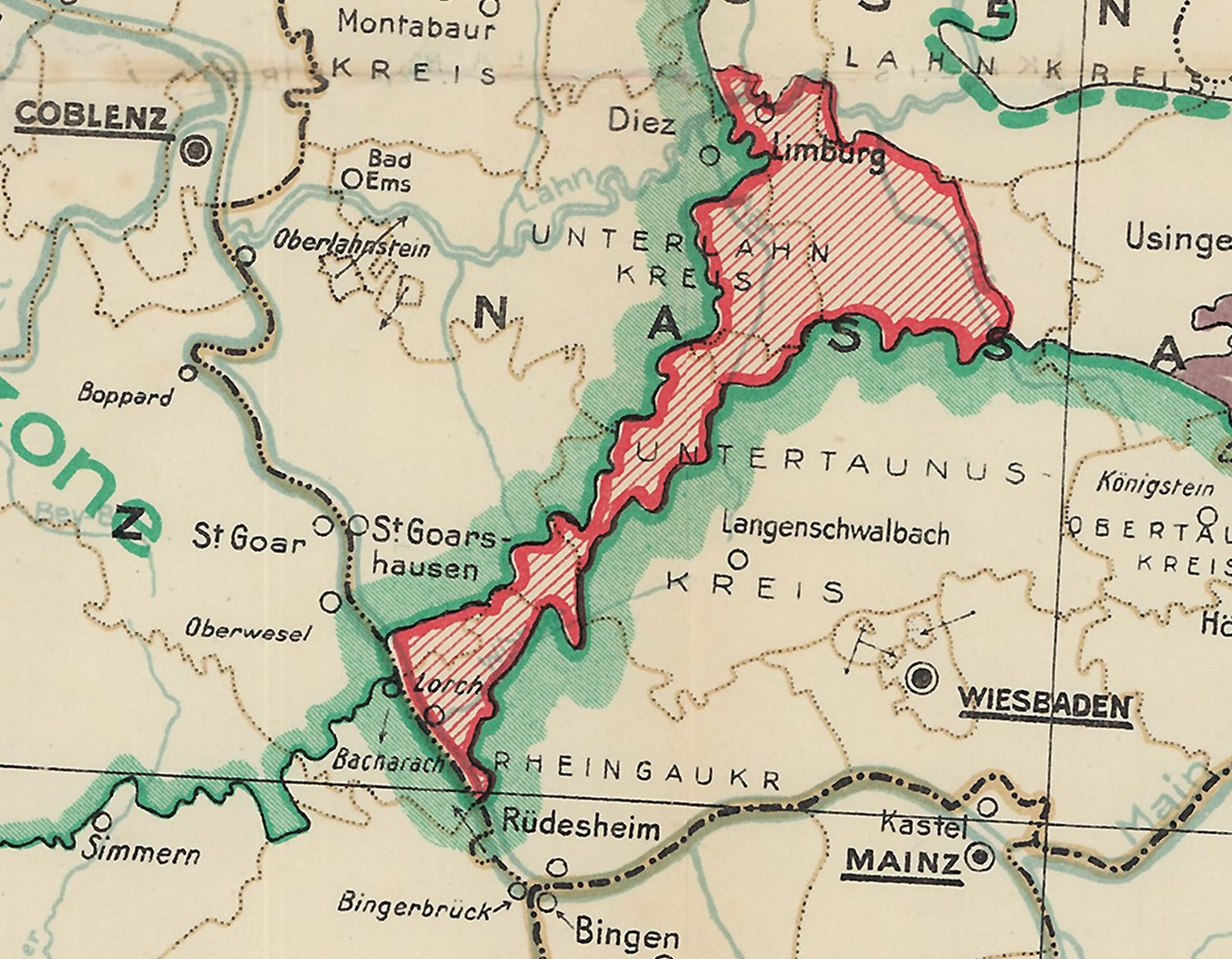
Besetztes Flaschenhals-Gebiet 1923–24 zwischen den Brückenköpfen Koblenz und Mainz

Im Zuge der Ruhrbesetzung weitete Frankreich ab Februar 1923 seine rechtsrheinischen Besatzungszonen erneut aus. Davon betroffen waren unter anderem die Gemeinden im Flaschenhals und ab dem 15. Mai 1923 auch Limburg und Camberg.:S. 286
Die Franzosen schufen mit ihren Besetzungen ein zusammenhängendes Gebiet, das die beiden Brückenköpfe Koblenz und Mainz vereinte. Es wurde eine neue Grenzlinie festgelegt, die das Gebiet zwischen den beiden Brückenköpfen zum unbesetzten Hinterland hin abgrenzte: „Straße und Eisenbahnlinie längs des Emsbaches; Ost- und Nordgrenze der Gemeinden Lindenholz, Hausen, Ennerich, Mühlen, Limburg“.:S. 70 Das nahe Weilburg und der Oberlahnkreis, die unbesetzt blieben, wurden „zu Grenzposten an der neuen Demarkationslinie zum französisch besetzten Gebiet und mussten zahlreiche von der Besatzungsmacht Ausgewiesene aufnehmen. […] Nach Beendigung des passiven Widerstandes konnten die Ausgewiesenen bis Weihnachten 1924 in ihre Heimat zurückkehren.“:S. 127
Die Besetzung Limburgs ging, wie andernorts auch, einher mit der Ausweisung von Personen, die sich weigerten, mit den Besatzungstruppen zusammenzuarbeiten. In Limburg davon betroffen waren gleich am 15. Mai 1923 „Regierungsassessor Sauerborn, Postdirektor Biondino, Polizeikommissar Kleiter sowie zwei Beamte der Zollverwaltung“:S. 88 und Bürgermeister Marcus Krüsmann, für den vom 27. Juli 1923 bis zum 31. Oktober 1924 Karl Kloke kommissarisch die Amtsgeschäfte führte.

„Bei einem zweiten Einmarsch in Limburg haben die Franzosen am 29. Juni 1923 Geiseln genommen, so den Landrat Hüsker, den Direktor des Gymnasiums Dr. Jöris, Baurat Müller, Hotelbesitzer Josef Hilf. Die Franzosen wollten mit dieser Geiselnahme Druck auf das Reichsgericht in Leipzig ausüben; dort standen zwei Deutsche vor Gericht, die mit den Franzosen kollaboriert hatten. Am 12. Juli erschienen die Franzosen ein drittes Mal, nunmehr auf längere Dauer. Am 6. August besetzten sie den Bahnhof, so dass die Limburger genötigt waren, zu Fuß nach Eschhofen bzw. Elz zu gehen, um dort die Züge zu besteigen. Die am 15. Mai Verhafteten sind am 11. Dezember zu Gefängnisstrafen verurteilt worden, die aber durch die Untersuchungshaft als abgegolten galten.“

Parallel zur Besetzung durch französische Truppen drangen auch erneut Separatisten nach Limburg vor, um dort Sympathisanten für die von ihnen angestrebte Rheinische Republik zu gewinnen.:S. 88f Diese hatten jedoch „trotz französischer Besetzung keine Chance, ihre Ideen umzusetzen, da sie bei der Bevölkerung auf entschiedene Ablehnung stießen“.
Nach der Verabschiedung des Dawes-Plans hatten sich die Pläne Frankreichs zur Abtrennung des Rheinlandes von Deutschland begraben, sodass diese sich aus den seit dem Jahr 1923 von ihnen besetzten Gebieten zurückzogen. Limburg verließen sie im Oktober 1924.

#### Zeit des Nationalsozialismus und Zweiter Weltkrieg
Bevor Stadtverordnete und der Limburger Bürgermeister Krüsmann sich 1933 den SA-Truppen beugten und zurücktraten, hielt ein Jahr zuvor Adolf Hitler im Rahmen seines „Deutschlandflugs“ eine Rede auf dem Neumarkt – dem späteren Adolf-Hitler-Platz. 1938 entstand in der Stadt ein Wehrbezirkskommando, kurz vor Kriegsende wurde die 13. SS-Eisenbahnbaubrigade nach Limburg verlegt zur Aufrechterhaltung des „Bahnhofsbetriebs“.
Beim Novemberpogrom 1938 wurde die Synagoge durch SS-Männer des SS-Sturmbann II/78 angezündet. Sie brannte völlig aus. Die Brandruine wurde beseitigt und das Grundstück neu bebaut.
In den Jahren 1941 bis 1944 wurden auf Veranlassung der Gestapo Frankfurt/Main, die ab 1944 im Erbacher Hof eine Außenstelle unterhielt, zwölf Limburger Pallottiner in Schutzhaft genommen, um sich das Anwesen der Pallottiner aneignen zu können. Sie wurden zunächst nach Frankfurt und von dort aus in das KZ Dachau gebracht, wo zwei von ihnen starben. Indem der Limburger Stadtpfarrer Heinrich Fendel unter Mitwirkung von Domkapitel, Kirchenvorstand und den Pallottinern im Jahr 1943 eine Pfarrvikarie mit der Marienkirche als Zentrum errichtete, konnte die endgültige Vertreibung der Pallottiner aus Limburg verhindert werden. Obwohl die Glaubensgemeinschaft ein Jahr später gezwungen wurde, Missionshaus und Kirche zu verlassen, kehrte sie unmittelbar nach Ende des Zweiten Weltkriegs zurück und blieb bis heute auf ihrem Anwesen ansässig.
Während des Zweiten Weltkrieges war Limburg insgesamt elfmal Ziel von Luftangriffen, vorrangig wegen des Bahnwerks. In den Morgenstunden des 25. März 1945 fand hierbei der schwerste Angriff statt, mit insgesamt 40 Todesopfern. Am Folgetag rückten erste amerikanische Truppen in die Stadt ein.
Am 3. April 1945 wurde durch die United States Army Air Forces (USAAF) ein Behelfsflugplatz unter der Bezeichnung Advanced Landing Ground ALG R-16 Limburg in Betrieb genommen. Die Start- und Landebahn mit den Abmessungen 1100 × 36 Meter hatte die Ausrichtung 08/26. Über seine Lage gibt es widersprüchliche Angaben. Eine Quelle nennt ihn „Limburg-Linter“, 2,5 Kilometer südlich von Limburg und 1600 Meter westsüdwestlich des Limburger Stadtteils Linter gelegen, wo sich während des Zweiten Weltkrieges bereits ein kleineres militärisches Flugfeld mit einer Flakbatterie befand. Die andere Quelle beschreibt seine Lage als 3,3 Kilometer nördlich des Stadtzentrums, östlich des Stadtteils Offheim an der Nordkante des heutigen Industriegeländes. Der Flugplatz wurde durch Aufklärungsflugzeuge der Typen Lockheed P-38 Lightning in der Version F-4 und North American P-51 Mustang genutzt und im Juni wieder aufgegeben.

#### Vom Zweiten Weltkrieg bis heute
Ab Juli 1945 gehörte Limburg als ehemaliger Teil der Provinz Nassau zur amerikanischen Besatzungszone und wurde so später Teil des neuen Landes Groß-Hessen und schließlich des Bundeslandes Hessen.

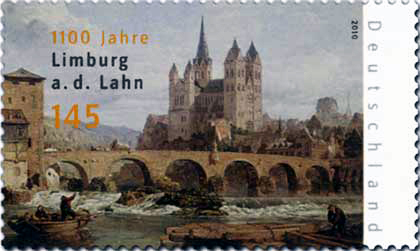
1100 Jahre Limburg an der Lahn: Briefmarke von 2010

Im Jahr 1966 zog die „Depotgruppe Mitte“ der Bundeswehr, später Versorgungskommando 850, von Mainz nach Limburg um. Sie diente der Materialversorgung, insbesondere des III. Korps und wurde in der ehemaligen Maschinenfabrik Scheid untergebracht. Das Versorgungskommando verwaltete mehrere Depots mit mehr als 3000 Mitarbeitern. Im Jahr 1976 wurde zudem ein Gerätedepot aus Lindenholzhausen an den Sitz des Versorgungskommandos in Limburg verlegt. Im Jahr 1994 wurde die Limburger Bundeswehr-Niederlassung aufgelöst.
In den 1960er Jahren wurden mehrere Wohn- und Gewerbegebiete ausgewiesen, die die Kernstadt vor allem nach Norden, Nordosten und Süden wachsen ließen. Nach Osten und Westen blieben die Bebauungsgrenzen weitgehend unverändert. Im September 1988 richtete die Freiwillige Feuerwehr Limburg den 13. Hessischen Feuerwehrtag unter der Teilnahme von mehr als 10.000 Feuerwehrleuten aus.
Im Jahr 2010 feierte Limburg den 1100. Jahrestag seiner ersten Erwähnung. Aus diesem Anlass erschien Anfang Januar 2010 eine Sonderbriefmarke, deren Motiv ein Gemälde von George Clarkson Stanfield von 1862 ist, das die Alte Lahnbrücke mit äußerem Brückenturm und den Dom von Nordwesten zeigt. Das Original befindet sich im Rheinischen Landesmuseum Bonn.

### Verwaltungsgeschichte im Überblick
Die folgende Liste zeigt die Staaten und Verwaltungseinheiten, denen Limburg angehört(e):
- 910: Fränkisches Reich, Lahngau
- vor 1803: Heiliges Römisches Reich, Kurfürstentum Trier, Unteres Erzstift, Amt Limburg
- ab 1803: Heiliges Römisches Reich, Fürstentum Nassau-Weilburg,[Anm. 2] Amt Limburg
- ab 1806: Herzogtum Nassau,[Anm. 3] Amt Limburg
- ab 1849: Herzogtum Nassau, Kreisamt Limburg[Anm. 4]
- ab 1854: Herzogtum Nassau, Amt Limburg
- ab 1867: Königreich Preußen,[Anm. 5] Provinz Hessen-Nassau, Regierungsbezirk Wiesbaden, Unterlahnkreis[Anm. 6]
- ab 1871: Deutsches Reich, Königreich Preußen, Provinz Hessen-Nassau, Regierungsbezirk Wiesbaden, Unterlahnkreis
- ab 1886: Deutsches Reich, Königreich Preußen, Provinz Hessen-Nassau, Regierungsbezirk Wiesbaden, Kreis Limburg
- ab 1918: Deutsches Reich, Freistaat Preußen, Provinz Hessen-Nassau, Regierungsbezirk Wiesbaden, Kreis Limburg
- ab 1944: Deutsches Reich, Freistaat Preußen, Provinz Nassau, Kreis Limburg
- ab 1945: Deutsches Reich, Amerikanische Besatzungszone,[Anm. 7] Groß-Hessen, Regierungsbezirk Wiesbaden, Landkreis Limburg
- ab 1946: Deutsches Reich, Amerikanische Besatzungszone, Hessen, Regierungsbezirk Wiesbaden, Landkreis Limburg
- ab 1949: Bundesrepublik Deutschland, Hessen, Regierungsbezirk Wiesbaden, Landkreis Limburg
- ab 1968: Bundesrepublik Deutschland, Hessen, Regierungsbezirk Darmstadt, Kreis Limburg
- ab 1974: Bundesrepublik Deutschland, Hessen, Regierungsbezirk Darmstadt, Landkreis Limburg-Weilburg
- ab 1981: Bundesrepublik Deutschland, Hessen, Regierungsbezirk Gießen, Landkreis Limburg-Weilburg

### Bevölkerung

#### Einwohnerstruktur 2011
Nach den Erhebungen des Zensus 2011 lebten am Stichtag, dem 9. Mai 2011, in Limburg an der Lahn 33.583 Einwohner. Darunter waren 4271 (12,7 %) Ausländer, von denen 1292 aus dem EU-Ausland, 2017 aus anderen europäischen Ländern und 962 aus anderen Staaten kamen. Von den deutschen Einwohnern hatten 18,4 % einen Migrationshintergrund.
Der Ausländeranteil bezifferte sich am 31. Dezember 2015 auf 15,2 Prozent (5.205 Personen).
Bis zum Jahr 2020 erhöhte sich die Ausländerquote auf 18,6 %.
Nach dem Lebensalter waren 5889 Einwohner unter 18 Jahren, 14.205 zwischen 18 und 49, 5843 zwischen 50 und 64 und 6648 Einwohner waren älter.
Die Einwohner lebten in 15.252 Haushalten. Davon waren 5676 Singlehaushalte, 3756 Paare ohne Kinder und 4014 Paare mit Kindern sowie 1395 Alleinerziehende und 414 Wohngemeinschaften.

#### Einwohnerentwicklung

Einwohnerentwicklung von Limburg von 1790 bis 2017

Bereits zu Beginn des 19. Jahrhunderts zählte Limburg zu den Kleinstädten. Nach heutiger Definition wurde die Schwelle erst mit den Eingemeindungen überschritten, wodurch die Einwohnerzahl sprunghaft anstieg. Mit Ausnahme der Zeit des Nationalsozialismus und dem Ende der 1960er Jahre erreichte sie nach stetigem Anstieg mit 33.977 Einwohnern im Jahr 2005 einen vorläufigen Höchststand. In den Jahren 2005 bis 2010 sank die Einwohnerzahl geringfügig. Dieser Trend endete 2011 wieder mit einer Zunahme auf 33.619 Einwohner im Jahr 2012. 2018 hatte die Stadt bereits über 35.000 Einwohner.
Aufgrund der demografischen Entwicklung gehen Prognosen des statistischen Landesamtes in Hessen mittelfristig von einem Zuwachs der Bevölkerung deutlich über die Marke von 34.000 aus. Insbesondere Personen im Alter ab 60 Jahren werden demnach vom ländlichen Umland in die Stadt ziehen.
| Jahr | Einwohner |
| ---- | --------- |
| 1790 | 2.111     |
| 1818 | 2.685     |
| 1834 | 3.081     |
| 1840 | 3.230     |
| 1846 | 3.385     |
| 1850 | 3.625     |
| 1858 | 3.742     |
| 1864 | 4.269     |

| Jahr | Einwohner |
| ---- | --------- |
| 1870 | 4.502     |
| 1875 | 5.157     |
| 1880 | 5.797     |
| 1885 | 6.485     |
| 1892 | 7.059     |
| 1895 | 7.400     |
| 1905 | 9.917     |
| 1910 | 10.965    |

| Jahr | Einwohner |
| ---- | --------- |
| 1925 | 11.501    |
| 1933 | 12.007    |
| 1939 | 11.722    |
| 1946 | 13.554    |
| 1950 | 15.419    |
| 1956 | 15.535    |
| 1961 | 15.578    |
| 1967 | 15.961    |

| Jahr | Einwohner |
| ---- | --------- |
| 1970 | 15.269    |
| 1975 | 28.606    |
| 1980 | 28.573    |
| 1985 | 28.846    |
| 1990 | 29.912    |
| 1995 | 33.005    |
| 2000 | 33.572    |
| 2005 | 33.977    |

| Jahr | Einwohner |
| ---- | --------- |
| 2006 | 33.977    |
| 2007 | 33.832    |
| 2008 | 33.726    |
| 2009 | 33.504    |
| 2010 | 33.400    |
| 2011 | 33.544    |
| 2012 | 33.544    |
| 2014 | 33.843    |

| Jahr | Einwohner |
| ---- | --------- |
| 2015 | 34.255    |
| 2016 | 34.255    |
| 2017 | 34.808    |
| 2018 | 34.989    |
| 2019 | 35.243    |
| 2020 | 35.648    |
| 2021 | 35.648    |
| 2022 | 36.053    |

| Jahr | Einwohner |
| ---- | --------- |
| 2023 | 36.053    |
| 2024 | 36.506    |

#### Religionszugehörigkeit
| • 1885: | 1736 evangelische (= 26,77 %), 4573 katholische (= 70,52 %), 12 andere christlich-konfessionelle (= 0,19 %), 164 jüdische (= 2,53 %) Einwohner          |
| • 1961: | 4739 evangelische (= 30,42 %), 10.596 katholische (= 68,02 %) Einwohner                                                                                 |
| • 1987: | 7561 evangelische (= 26,0 %), 19.196 katholische (= 65,9 %), 2356 sonstige (= 8,1 %) Einwohner                                                          |
| • 2011: | 7570 evangelische (= 22,6 %), 16.250 katholische (= 48,6 %), 410 orthodoxe (= 1,2 %), 1750 andersgläubige (= 5,2 %), 7270 sonstige (= 21,7 %) Einwohner |

## Religion

### Katholische Gemeinde
Die Stadt ist der Sitz des Bistums Limburg, das 1827 gegründet wurde. Es umfasst bis heute das Gebiet des damaligen Herzogtums Nassau, der Landgrafschaft Hessen-Homburg, des Hessischen Hinterlandes und der Stadt Frankfurt am Main.

### Evangelische Gemeinden

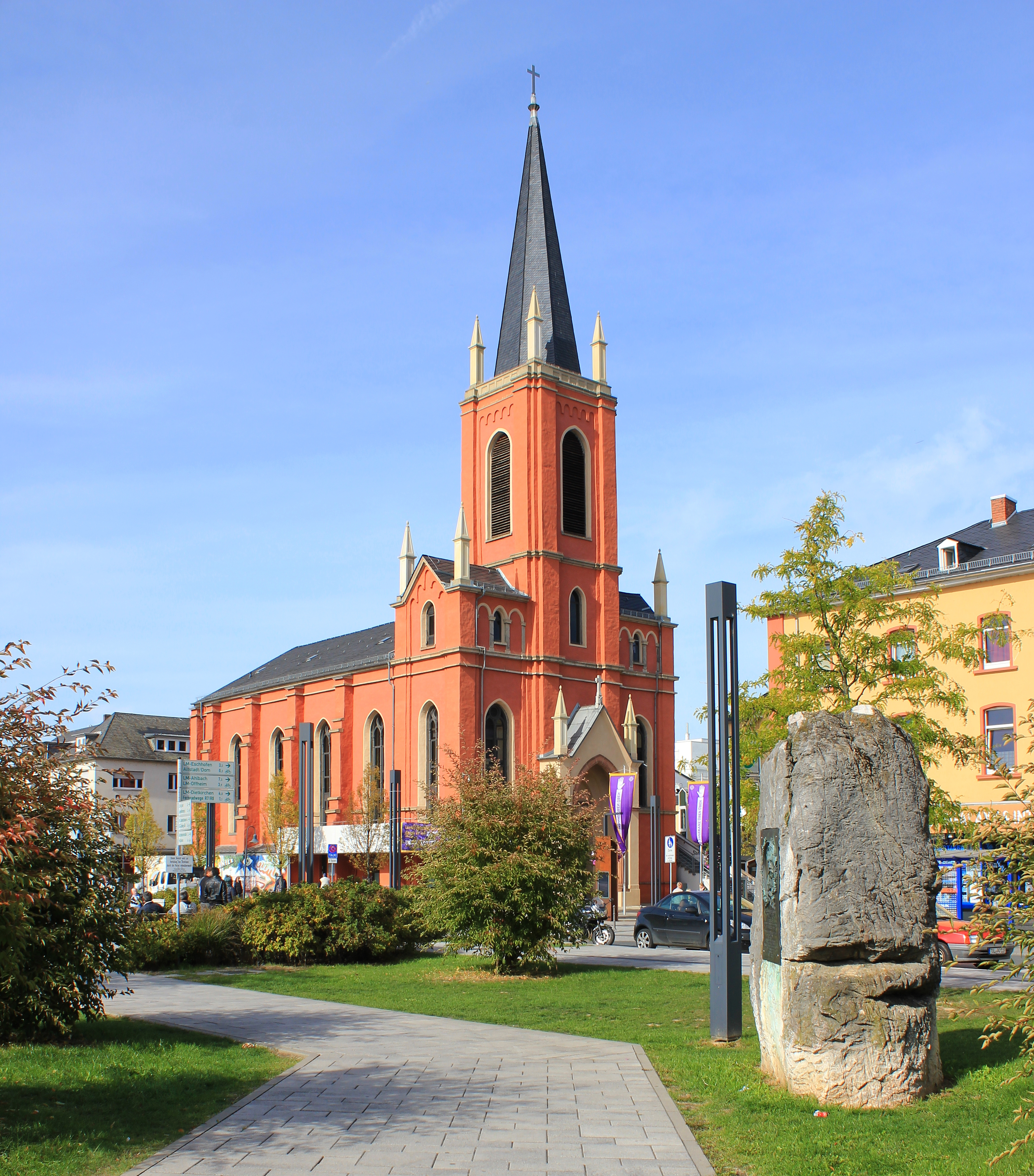
Evangelische Kirche in Limburg

Die beiden evangelischen Kirchengemeinden Limburgs gehören zum Dekanat Runkel in der Evangelischen Kirche in Hessen und Nassau. Die Gemeinde in Limburg bildete sich im frühen 19. Jahrhundert und war eine Filialgemeinde der evangelischen Kirche in Staffel. 1831 erhielt sie vom Herzog von Nassau die Kapelle in Erbach geschenkt, die im Dezember vom Staffeler Pfarrer Georg Ninck eingeweiht wurde. Wegen des stetigen Wachstums der Limburger Gemeinde wurde eine größere Kirche benötigt. Diese wurde am 29. Mai 1866 geweiht und steht in der Nähe des Limburger Regionalbahnhofs. Erst 1879 erhielt Limburg den Status einer selbstständigen evangelischen Gemeinde.
Von 1973 bis 1975 wurde die Kirche umgebaut. Zur Unterteilung wurden zwei Zwischendecken eingezogen. Das oberste Drittel blieb Kirche. Im mittleren Drittel wurden die Räume eines benachbarten Gemeindehauses eingerichtet. Im Erdgeschoss befindet sich heute eine Jugendfreizeitstätte.

### Jüdische Gemeinde
Die ersten Juden kamen wohl um 1190 aus Frankreich nach Limburg. Urkundlich erwähnt ist eine jüdische Gemeinde im Jahr 1278. In diesem Jahr wechselte die Kammerknechtschaft vom Kaiser zum Herrn der Burg Limburg. Das Judenviertel befand sich zwischen dem Kornmarkt und dem heutigen Bischofsplatz sowie zwischen Fleischgasse und der heutigen Kolpingstraße. Es war teilweise durch eine Mauer von der restlichen Stadt abgetrennt. Eine Synagoge ist dort seit der ersten Hälfte des 14. Jahrhunderts belegt. Ein Tanzhaus, eine Schule und ein Badehaus (Reste im Keller des Hauses Plötze 3 sind noch zu sehen) waren ebenfalls vorhanden. Im frühen 14. Jahrhundert wurden im Gefolge der Frankfurter „Judenschlachten“ nahezu alle Juden aus der Stadt vertrieben. Die Gemeinde erholte sich zunächst wieder. Als Limburg 1420 kurtrierisch wurde, begann auch dort, wie im gesamten Erzbistum, die Vertreibung der Juden. Um 1450 war die jüdische Gemeinde erneut ausgelöscht. Vereinzelt lebten Juden in den folgenden Jahrhunderten in Limburg, eine größere Gemeinde scheint sich aber nicht mehr gebildet zu haben. Als Synagoge wurde bis ins 18. Jahrhundert ein Keller am Fischmarkt genutzt. Als Ambrosio Spinola um 1620 nassauische Gebiete besetzte, flohen noch einmal sechs jüdische Familien nach Limburg, die aber bis 1629 von der Bürgerschaft wieder vertrieben wurden.

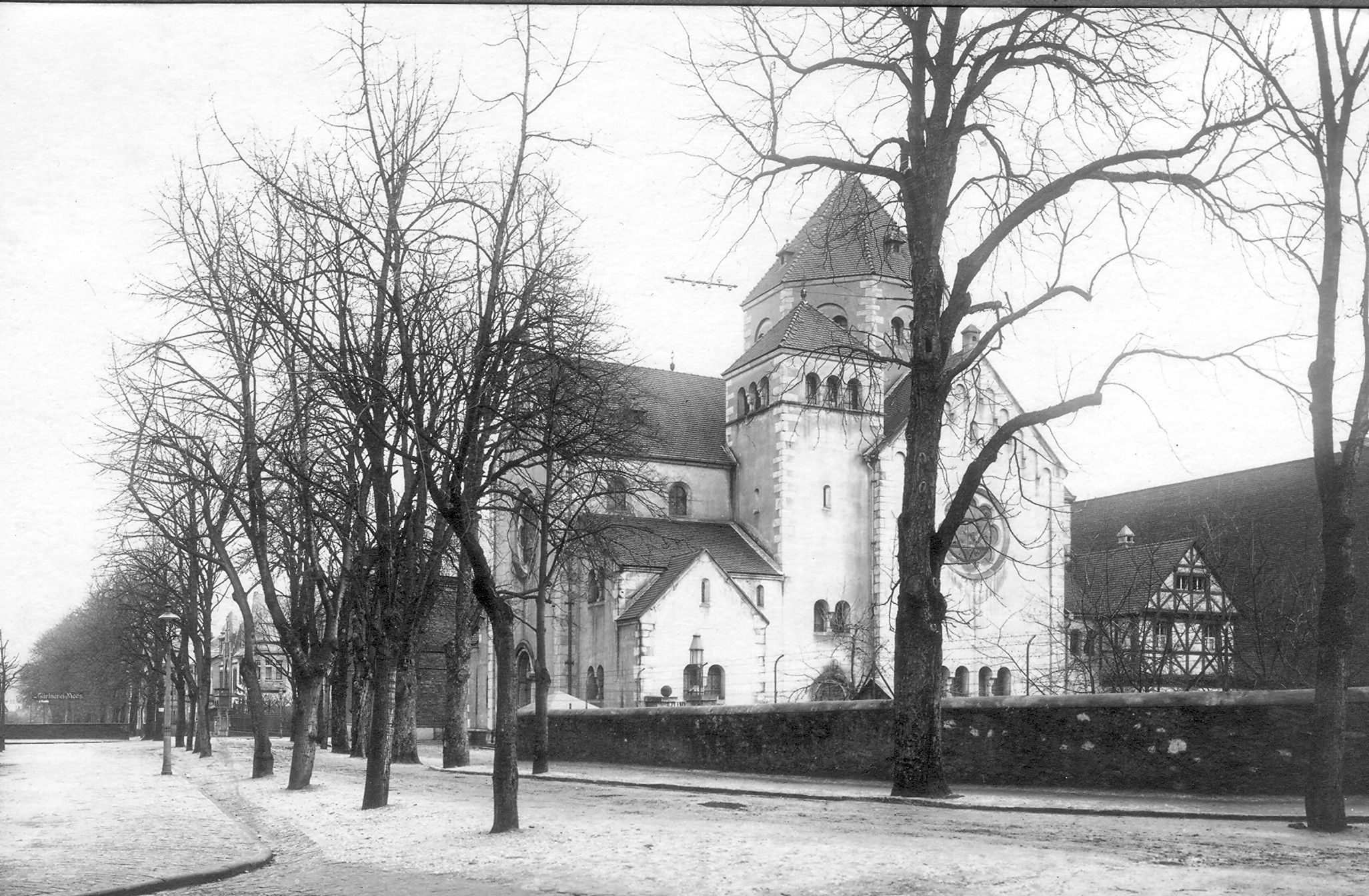
Ehemalige Limburger Synagoge an der Schiede

Erst nach dem Dreißigjährigen Krieg bildete sich wieder eine dauerhafte jüdische Gemeinschaft in Limburg. 1725 wurde eine besondere Judenordnung erlassen. Für 1754 sind sechs jüdische Familien verbürgt. Im Jahr 1852 waren 60 Einzelpersonen jüdischen Glaubens registriert, 1910 waren es 281. Ein Teil der jüdischen Bewohner Limburgs im 18. Jahrhundert muss sehr wohlhabend gewesen sein, da zwei von ihnen die besten Steuerzahler der Stadt waren. Ein jüdischer Friedhof entstand im heute als „Schlenkert“ bezeichneten Teil der Stadt und wurde bis 1820 genutzt. Danach wurde der heute noch bestehende Friedhof am Schafsberg eingerichtet. Das zuständige Rabbinat befand sich in Diez. 1868 kaufte die jüdische der evangelischen Gemeinde die ehemalige Kapelle des Klosters Eberbach ab und wandelte sie zur Synagoge um. 1903 war die neue Synagoge im neoromanischen Stil an der Schiede fertiggestellt. Das Gotteshaus bot 201 Männer- und 104 Frauenplätze und verfügte über eine benachbarte Mikwe.
Im Jahr 1932 lebten 296 Juden in Limburg. Mit der einsetzenden Verfolgung im Dritten Reich sank ihre Zahl schnell. 1937 gab es noch 154 jüdische Einwohner, nach der Pogromnacht 1938, in der auch die Synagoge zerstört wurde, noch 86. An die ehemalige Synagoge erinnert heute ein Modell aus Bronze, das 2015 gegenüber dem Landgericht errichtet wurde. Ende September 1939 lebten noch acht ältere jüdische Einwohner in Limburg. Für rund 80 jüdische Limburger ist eine Auswanderung nachgewiesen. Über das Schicksal der Übrigen ist nichts bekannt. Die meisten von ihnen wurden vermutlich ermordet. 1945 kehrten lediglich drei jüdische Limburger in ihre Heimatstadt zurück. Der Dichter und Heimathistoriker Leo Sternberg, der 1933 zum Katholizismus konvertierte, bekanntestes Mitglied der jüdischen Gemeinde der Stadt, starb 1937 im Exil in Jugoslawien.

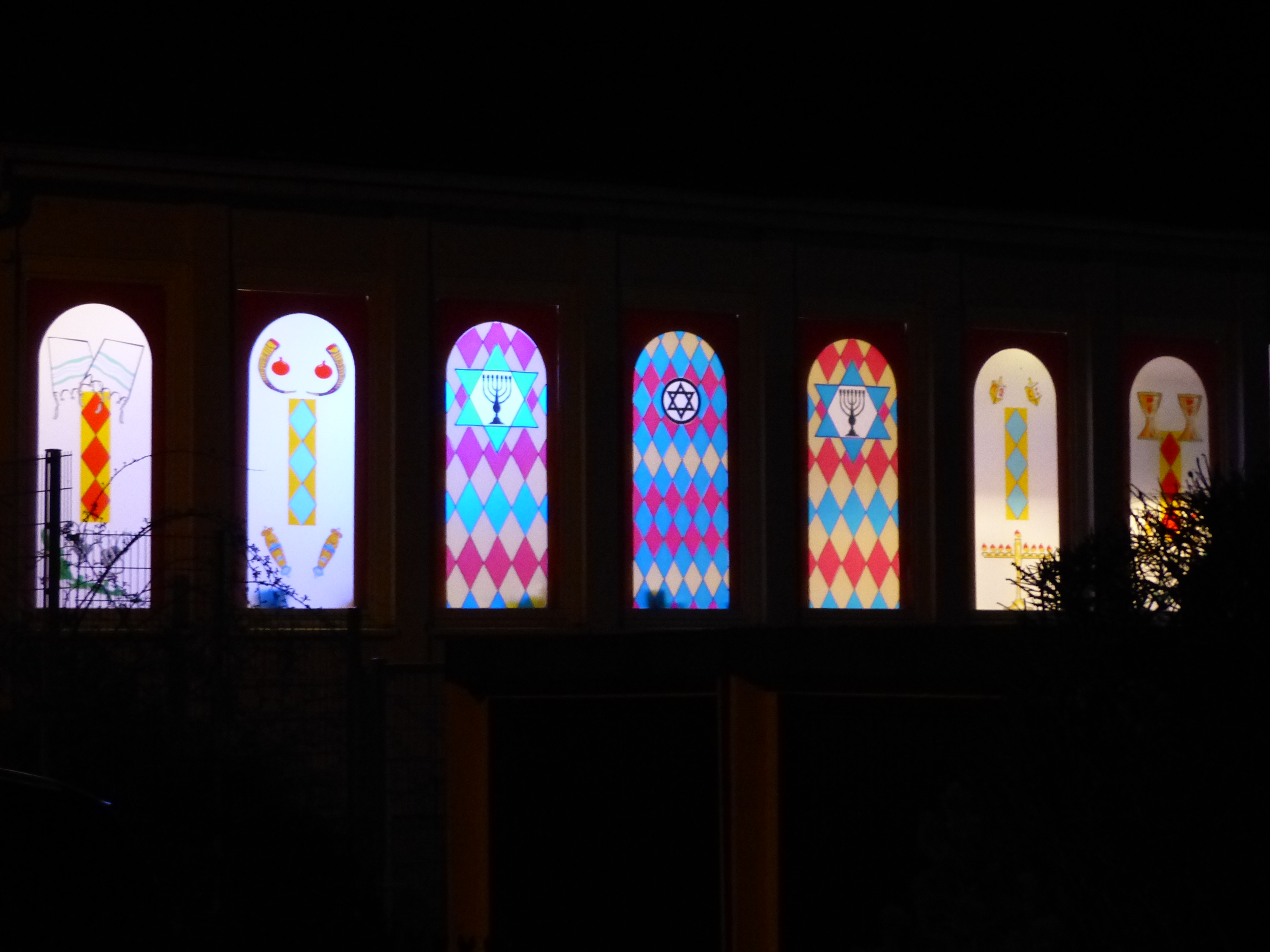
Fenster der neuen, 2009 eingeweihten Synagoge

Seit 1998 existiert in Limburg wieder eine jüdische Gemeinde, die 2009 eine Mitgliederzahl von 200 aufwies. Die Gemeinde besteht ausschließlich aus Immigranten aus den Nachfolgestaaten der Sowjetunion. Im Februar 2009 wurde die neue Synagoge in der Brückenvorstadt eingeweiht.
Wie in vielen anderen Städten auch, wurden in Limburg ab 2013 Stolpersteine zum Gedenken an die jüdischen Opfer der Nationalsozialisten verlegt.

### Muslimische Gemeinden

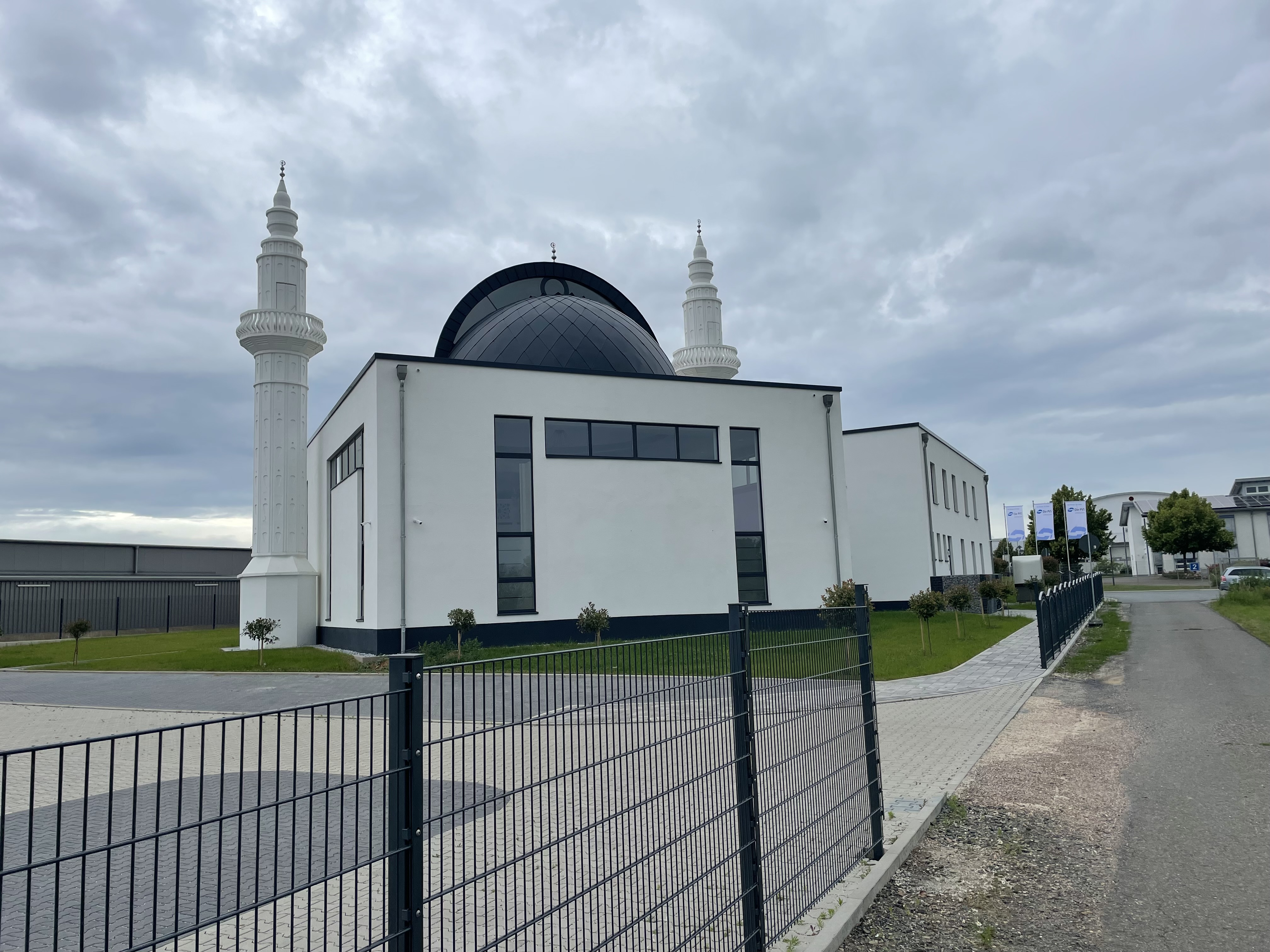
Sandzak-Moschee der Gemeinde der Bosniaken auf der Dietkircher Höhe

Eine etwas kleinere Moschee, die Fatih-Moschee („Eroberer-Moschee“) der Islamischen Gemeinde Millî Görüş (IGMG), benannt nach Mehmed II., dem Eroberer des christlichen Konstantinopel, befindet sich in der Eisenbahnstraße und wurde 1990 gegründet. Bereits seit 1980 existiert die Bilal-i Habesi Moschee der DITIB-Gemeinde, die bis zur Grundsteinlegung eines neuen Gebäudes im Jahr 2008 als Provisorium in einem ehemaligen Sägewerk eingerichtet war. Am 2. Oktober 2010 wurde das neue Bauwerk in der Blumenröder Straße eröffnet und ist mit einem etwa 18 Meter hohen Minarett heute die größte Moschee in Limburg an der Lahn. Die Bait-ul-Ahad Moschee der Ahmadiyya-Muslim-Jamaat-Gemeinde wurde im Mai 2012 gegenüber der Polizeistation Limburg eröffnet. Im Sommer 2021 wurde auf der Dietkircher Höhe das Islamische Kulturzentrum der Gemeinde der Bosniaken mit der Sandzak-Moschee fertiggestellt.

## Politik

### Stadtverordnetenversammlung
Die Kommunalwahl am 14. März 2021 lieferte folgendes Ergebnis, in Vergleich gesetzt zu früheren Kommunalwahlen:
| Sitzverteilung in der Stadtverordnetenversammlung 2021Insgesamt 45 Sitze - Linke: 1 - SPD: 12 - Grüne: 9 - FDP: 3 - CDU: 18 - AfD: 2 | Parteien und Wählergemeinschaften | Parteien und Wählergemeinschaften           | 2021  | 2021  | 2016  | 2016  | 2011  | 2011  | 2006  | 2006  | 2001  | 2001  |
| Sitzverteilung in der Stadtverordnetenversammlung 2021Insgesamt 45 Sitze - Linke: 1 - SPD: 12 - Grüne: 9 - FDP: 3 - CDU: 18 - AfD: 2 | Parteien und Wählergemeinschaften | Parteien und Wählergemeinschaften           | %     | Sitze | %     | Sitze | %     | Sitze | %     | Sitze | %     | Sitze |
| Sitzverteilung in der Stadtverordnetenversammlung 2021Insgesamt 45 Sitze - Linke: 1 - SPD: 12 - Grüne: 9 - FDP: 3 - CDU: 18 - AfD: 2 | CDU                               | Christlich Demokratische Union Deutschlands | 39,4  | 18    | 42,8  | 19    | 42,2  | 19    | 52,6  | 23    | 49,6  | 22    |
| Sitzverteilung in der Stadtverordnetenversammlung 2021Insgesamt 45 Sitze - Linke: 1 - SPD: 12 - Grüne: 9 - FDP: 3 - CDU: 18 - AfD: 2 | SPD                               | Sozialdemokratische Partei Deutschlands     | 26,2  | 12    | 33,0  | 15    | 27,5  | 13    | 24,5  | 11    | 28,3  | 13    |
| Sitzverteilung in der Stadtverordnetenversammlung 2021Insgesamt 45 Sitze - Linke: 1 - SPD: 12 - Grüne: 9 - FDP: 3 - CDU: 18 - AfD: 2 | Grüne                             | Bündnis 90/Die Grünen                       | 19,6  | 9     | 9,2   | 4     | 15,5  | 7     | 9,0   | 4     | 6,2   | 3     |
| Sitzverteilung in der Stadtverordnetenversammlung 2021Insgesamt 45 Sitze - Linke: 1 - SPD: 12 - Grüne: 9 - FDP: 3 - CDU: 18 - AfD: 2 | FDP                               | Freie Demokratische Partei                  | 8,1   | 3     | 10,2  | 5     | 4,7   | 2     | 4,3   | 2     | 1,5   | 1     |
| Sitzverteilung in der Stadtverordnetenversammlung 2021Insgesamt 45 Sitze - Linke: 1 - SPD: 12 - Grüne: 9 - FDP: 3 - CDU: 18 - AfD: 2 | AfD                               | Alternative für Deutschland                 | 3,7   | 2     | –     | –     | –     | –     | –     | –     | –     | –     |
| Sitzverteilung in der Stadtverordnetenversammlung 2021Insgesamt 45 Sitze - Linke: 1 - SPD: 12 - Grüne: 9 - FDP: 3 - CDU: 18 - AfD: 2 | Linke                             | Die Linke                                   | 3,1   | 1     | 4,7   | 2     | 0,8   | 0     | –     | –     | –     | –     |
| Sitzverteilung in der Stadtverordnetenversammlung 2021Insgesamt 45 Sitze - Linke: 1 - SPD: 12 - Grüne: 9 - FDP: 3 - CDU: 18 - AfD: 2 | FWG                               | Freie Wähler Gemeinschaft Limburg           | –     | –     | –     | –     | 5,2   | 2     | 5,9   | 3     | 10,7  | 5     |
| Sitzverteilung in der Stadtverordnetenversammlung 2021Insgesamt 45 Sitze - Linke: 1 - SPD: 12 - Grüne: 9 - FDP: 3 - CDU: 18 - AfD: 2 | BZL                               | Bürgervereinigung Zukunft Limburg           | –     | –     | –     | –     | 4,1   | 2     | 3,7   | 2     | 3,7   | 1     |
| Sitzverteilung in der Stadtverordnetenversammlung 2021Insgesamt 45 Sitze - Linke: 1 - SPD: 12 - Grüne: 9 - FDP: 3 - CDU: 18 - AfD: 2 | Gesamt                            | Gesamt                                      | 100,0 | 45    | 100,0 | 45    | 100,0 | 45    | 100,0 | 45    | 100,0 | 45    |
| Sitzverteilung in der Stadtverordnetenversammlung 2021Insgesamt 45 Sitze - Linke: 1 - SPD: 12 - Grüne: 9 - FDP: 3 - CDU: 18 - AfD: 2 | Wahlbeteiligung in %              | Wahlbeteiligung in %                        | 49,4  | 49,4  | 45,5  | 45,5  | 43,5  | 43,5  | 42,6  | 42,6  | 49,7  | 49,7  |

Die CDU verlor bei der Kommunalwahl 2021 3,4 % und 1 Sitz. Die SPD verlor 6,8 % und 3 Sitze. Die FDP verlor 2,1 % und 2 Sitze. Die Linken verloren 1,6 % und einen Sitz.
Die AfD erreichte erstmals 3,7 % und kommt auf 2 Sitze. Klarer Gewinner der Kommunalwahl 2021 sind die Grünen mit einem Zugewinn von 10,4 % und 5 Sitzen mehr.

### Bürgermeister
Nach der hessischen Kommunalverfassung wird der Bürgermeister für eine sechsjährige Amtszeit gewählt, seit dem Jahr 1993 in einer Direktwahl, und ist Vorsitzender des Magistrats, dem in der Stadt Limburg an der Lahn neben dem Bürgermeister hauptamtlich ein Erster Stadtrat und ehrenamtlich dreizehn weitere Stadträte angehören. Bürgermeister ist seit dem 2. Dezember 2015 Marius Hahn (SPD). Er wurde als Nachfolger von Martin Richard (CDU), der nach drei Amtszeiten nicht wieder kandidiert hatte, am 14. Juni 2015 im ersten Wahlgang bei 41,62 Prozent Wahlbeteiligung mit 53,20 Prozent der Stimmen gewählt und setzte sich dabei gegen den Ersten Stadtrat Michael Stanke (CDU) durch. Es folgte eine Wiederwahl im März 2021.
Amtszeiten der Bürgermeister
- 2015–2027 Marius Hahn (SPD)[68]
- 1997–2015 Martin Richard (CDU)[69]
- 1991–1997 Peter Arnold (SPD)
- 1985–1991 Wolfgang Rüdiger (SPD)

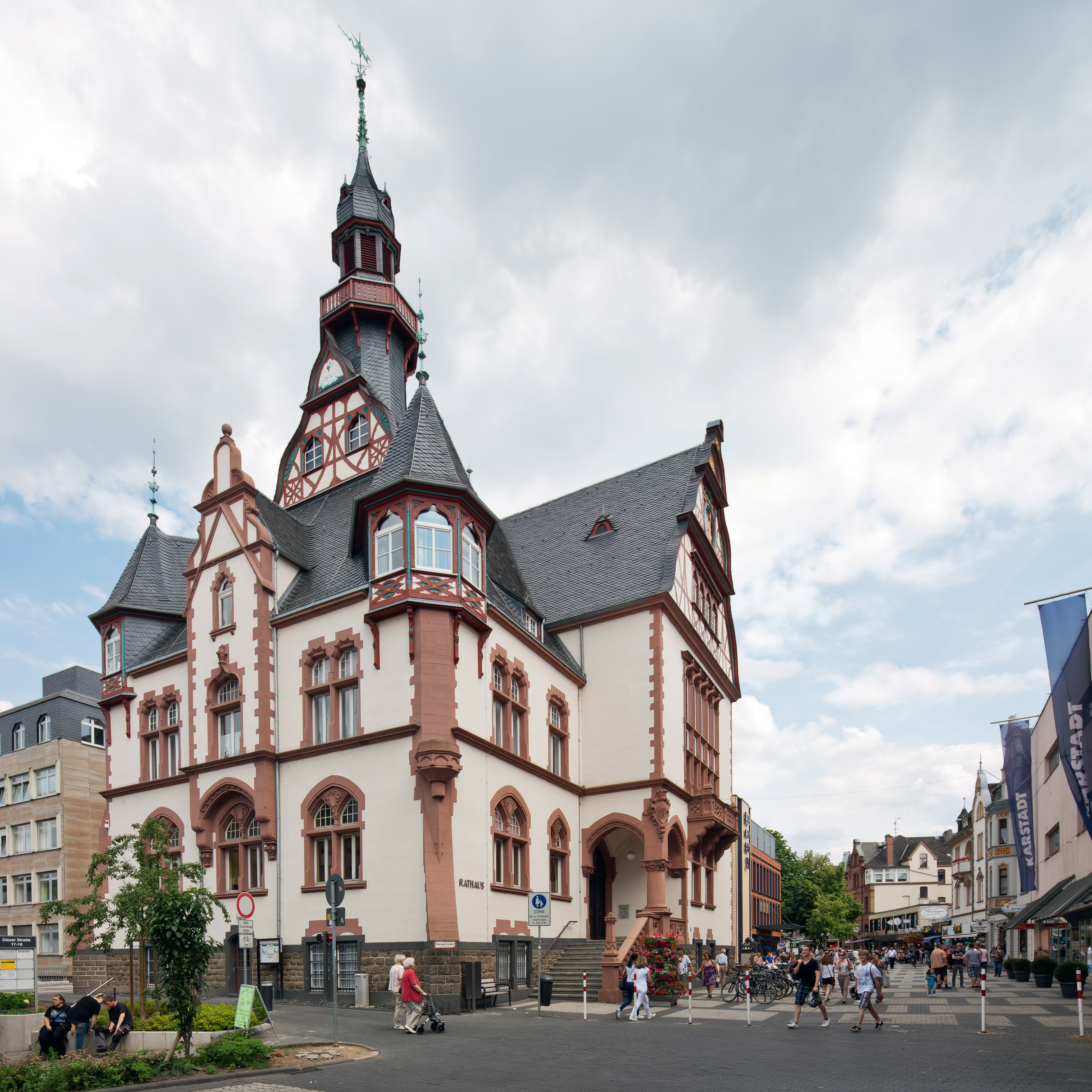
Rathaus in der Werner-Senger-Straße

- 1965–1985 Josef Kohlmaier (parteilos, ab 1973: CDU)

Weitere Bürgermeister seit 1833
- Franz-Josef Ebbert (CDU), 1. Juli 1960 bis 31. Dezember 1964
- Joseph Schneider (CDU), 27. März 1945 bis 30. Juni 1960
- Willi Hollenders (NSDAP), 29. November 1933 bis 26. März 1945
- Friedrich Eichhorn (NSDAP), 5. April 1933 bis 29. November 1933 (kommissarisch)
- Karl Kloke, 27. Juli 1923 bis 31. Oktober 1924 (kommissarisch)
- Marcus Krüsmann, 18. September 1919 bis 5. April 1933 (faktisch) / formal bis 20. Oktober 1933
- Philipp Haerten, 4. August 1907 bis 3. August 1919
- Joseph Kauter, 1. Januar 1901 bis 29. Juni 1907
- Andreas Schlitt, 1. April 1878 bis 31. Dezember 1900
- Joseph Menges, 1. August 1877 bis 8. Dezember 1877
- Christian Hartstein, 1833–1876
- Anton Busch

### Ortsbeiräte
Stadt Limburg
Folgende Ortsbezirke mit Ortsbeirat und Ortsvorsteher nach der Hessischen Gemeindeordnung bestehen in der Stadt Limburg: Kernstadt Limburg und die Stadtteile Lindenholzhausen, Staffel, Eschhofen, Offheim, Dietkirchen, Linter und Ahlbach. Die Ortsbezirke bestehen jeweils aus dem Gebiet der ehemaligen Gemeinden. Die Wahl der Ortsbeiräte erfolgt im Rahmen der Kommunalwahlen. Der Ortsbeirat wählt eines seiner Mitglieder zum Ortsvorsteher bzw. zur Ortsvorsteherin.
Kernstadt Limburg
Der Ortsbeirat Limburg besteht aus 13 Mitgliedern. Bei den Kommunalwahlen in Hessen 2021 betrug die Wahlbeteiligung zum Ortsbeirat 42,45 %. Dabei wurden gewählt: vier Mitglieder der SPD, fünf Mitglieder der CDU, drei Mitglieder des Bündnis 90/Die Grünen und ein Mitglied der FDP. Der Ortsbeirat wählte Sascha Schermert (CDU) zum Ortsvorsteher.

### Hoheitszeichen

Bannerflagge

Die Stadt Limburg an der Lahn führt ein Dienstsiegel, ein Wappen und eine Flagge. Bereits um 1200 führte die Stadt ein Siegel, dessen Abbild heute jedoch nicht mehr bekannt ist. Ein zweites, erhaltenes Siegel mit einer Abbildung ähnlich dem heutigen Wappen ist für das Jahr 1243 belegt. Das Wappen ist seit 1908 amtlich.
| Wappen von Limburg an der Lahn | Blasonierung: „In Blau eine silberne Burg mit drei Zinnentürmen; der Mittelturm belegt mit einem blauen Schild, darin ein zweireihig von Rot und Silber geschachter Balken, begleitet oben von sieben, unten von sechs waagrechten goldenen Schindeln.“ |
| Wappen von Limburg an der Lahn | Wappenbegründung: Das Wappen zeigt den Mauerring einer Burg mit zwei äußeren Türmen und einem mittleren Torturm, an dem unterhalb der Wehrplattform das Wappen der Herren von Isenburg-Limburg angebracht ist.                                          |

### Städtepartnerschaften
- Sainte-Foy-lès-Lyon, Frankreich – seit 1967
- Oudenburg, Belgien – seit 1972
- Lichfield, Vereinigtes Königreich – seit 1992

Mit der Schließung der Partnerschaft zwischen Limburg und Lichfield wurde zugleich eine Ringpartnerschaft mit Sainte-Foy-lès-Lyon geschlossen, deren zwanzigjähriges Bestehen 2012 in Limburg gefeiert wurde. Als Zeichen der Verbundenheit mit seinen Partnerstädten enthüllte die Stadt zu diesem Anlass offiziell die im selben Jahr in Naturstein gepflasterten Wappen der vier Partnerstädte auf dem Europaplatz.

### Patenschaft
1956 wurde die Patenschaft für die vertriebenen Sudetendeutschen aus der Stadt Mährisch Neustadt im Kreis Sternberg übernommen. 1961 übernahm die Stadt die Patenschaft für einen U-Boot-Tender der Bundesmarine. Das Schiff erhielt zwar den Namen Lahn, zeigte aber das Wappen der Stadt Limburg. Außerdem tragen ICE-Triebzüge den Namen Limburg an der Lahn.

## Wirtschaft und Infrastruktur

### Standortfaktoren
Limburg gehört zur Metropolregion Frankfurt/Rhein-Main. Stark vertreten ist der Einzelhandel, was sich u. a. an einem überdurchschnittlich hohen Umsatz, gemessen an der Einwohnerzahl, bemerkbar macht.
Eine dominierende Branche ist in Limburg jedoch nicht vorhanden, da neben Niederlassungen weniger Konzerne überwiegend mittelständische Unternehmen aus den unterschiedlichsten Branchen angesiedelt sind. Kennzeichnend dafür sind auch die Gewerbegebiete, die in den 1960er und 1970er Jahren auf den Gemarkungen einzelner Stadtteile ausgewiesen wurden.
Trotz geringfügigem Rückgang der Einwohnerzahl im erwerbsfähigen Alter ist im Zeitraum von 2000 bis 2010 die Zahl der Beschäftigten in Limburg mit 8,5 Prozent signifikant gestiegen, verglichen mit dem Anstieg von 0,5 Prozent in Hessen. In Zusammenhang damit stehen neu entstandene Arbeitsplätze und ein Pendlerüberschuss. 2012 betrug die Zahl der sozialversicherungspflichtig beschäftigten Einpendler 16.063, die Zahl der Auspendler 6401. Die Zahl der sozialversicherungspflichtig Beschäftigten im selben Jahr betrug 20.471 Personen. Damit entfielen 44 Prozent der Arbeitsplätze im Landkreis Limburg-Weilburg auf die Stadt Limburg.

### Verkehr

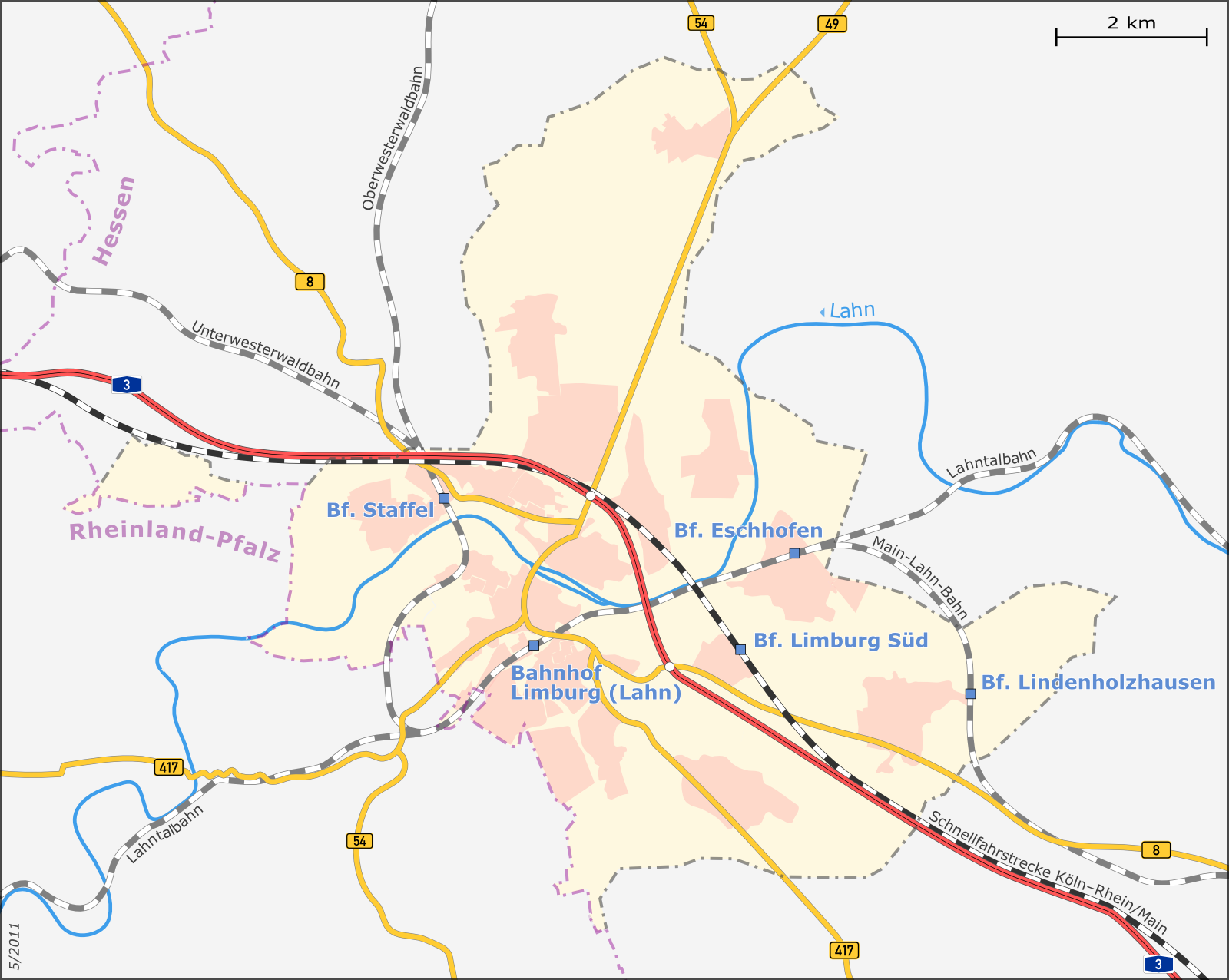
Verkehrsknoten Limburg

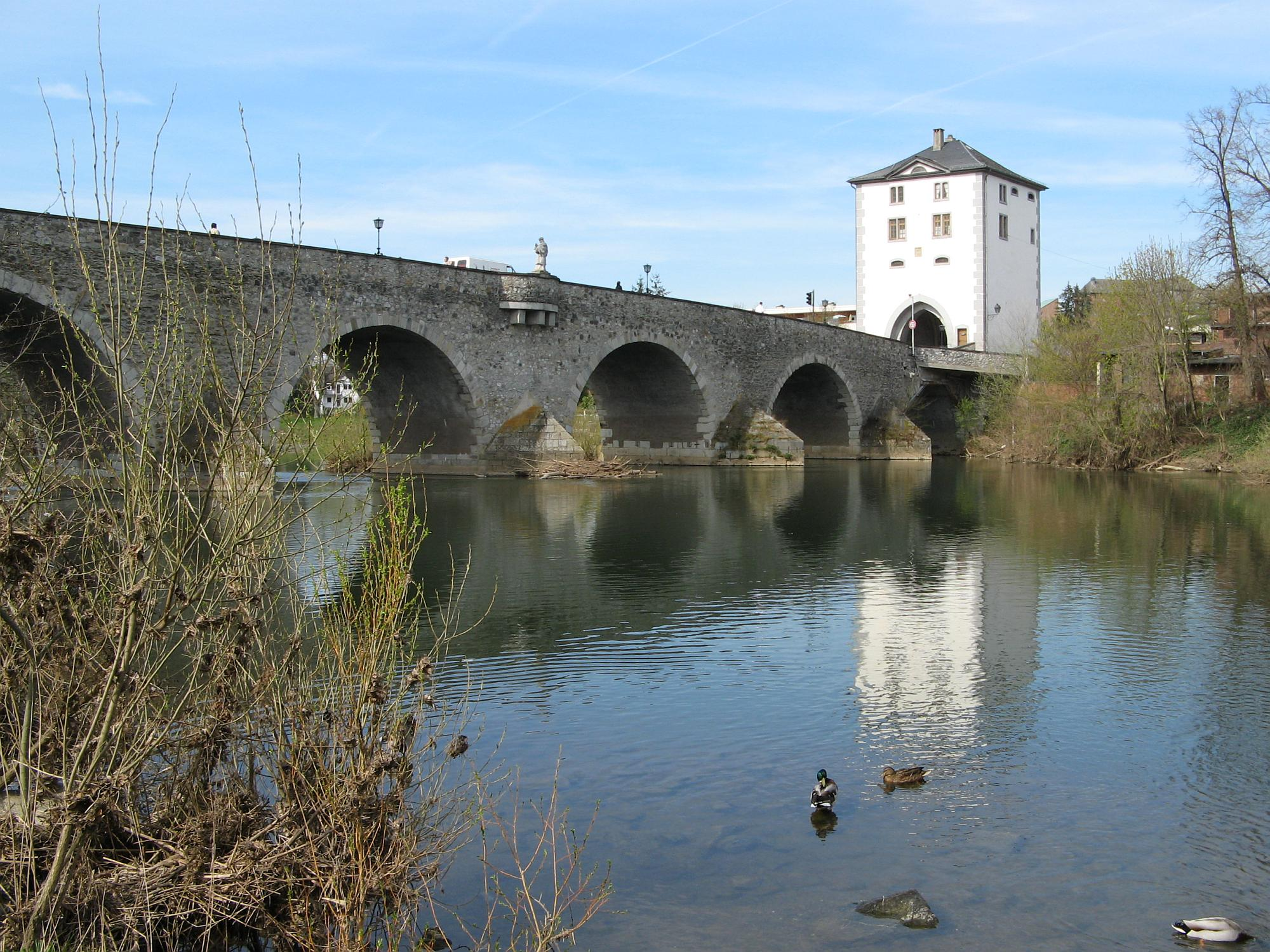
Alte Lahnbrücke

#### Straßenverkehr
Limburg ist ein traditioneller Verkehrsknoten. Bereits im Jahr 1248 bestand eine hölzerne Lahnbrücke, die nach dem Hochwasser 1306 durch eine steinerne Brücke (Alte Lahnbrücke) ersetzt wurde. Weitere Straßenbrücken sind die Lahntalbrücke Limburg (2016) der A 3, die Lahnbrücke bei Staffel und die Neue Lahnbrücke von 1968. Auf der Neuen Lahnbrücke überqueren die Bundesstraßen die Lahn, bevor sie im Schiedetunnel den Bahnhofsvorplatz sowie die Eisenbahnstraße im Innenstadtbereich unterqueren. Bereits im Mittelalter kreuzte die Via Publica hier die schiffbare Lahn. Heute durchqueren die Stadt die A 3 und die B 8, die dem Verlauf der Via Publica weitestgehend folgen. Die B 49 verbindet Limburg nach Westen mit Koblenz und nach Osten mit Wetzlar und Gießen. Der Abschnitt zwischen der Landkreisgrenze und Wetzlar wird zurzeit vierspurig ausgebaut. Der Teilabschnitt bis Obertiefenbach wird auch als die Lange Meil bezeichnet.
Die B 54 verbindet Limburg einerseits in Richtung Norden mit Siegen und führt andererseits über Diez nach Wiesbaden in südliche Richtung. Über die B 417 (Hühnerstraße) ist Wiesbaden ebenfalls zu erreichen. Eine Südumgehung der B54 ist geplant, aber nicht unumstritten.
Seit Jahren zählt Limburg zu Hessens Städten mit den höchsten Schadstoffbelastungen in der Luft. Der Jahresbericht 2014 des HLNUG bescheinigt der Stadt bei den gemessenen Stickstoffdioxiden im Jahresmittel den schlechtesten Wert im Städtevergleich. Zurückgeführt wird dieser Umstand vor allem auf den starken Durchgangsverkehr auf den Bundesstraßen, weshalb die Stadt Maßnahmen zur Erfüllung eines Luftreinhalteplans des hessischen Umweltministeriums beschlossen hat. Seit 31. Januar 2018 besteht in Limburg eine Umweltzone, die im Wesentlichen die Kernstadt umfasst.

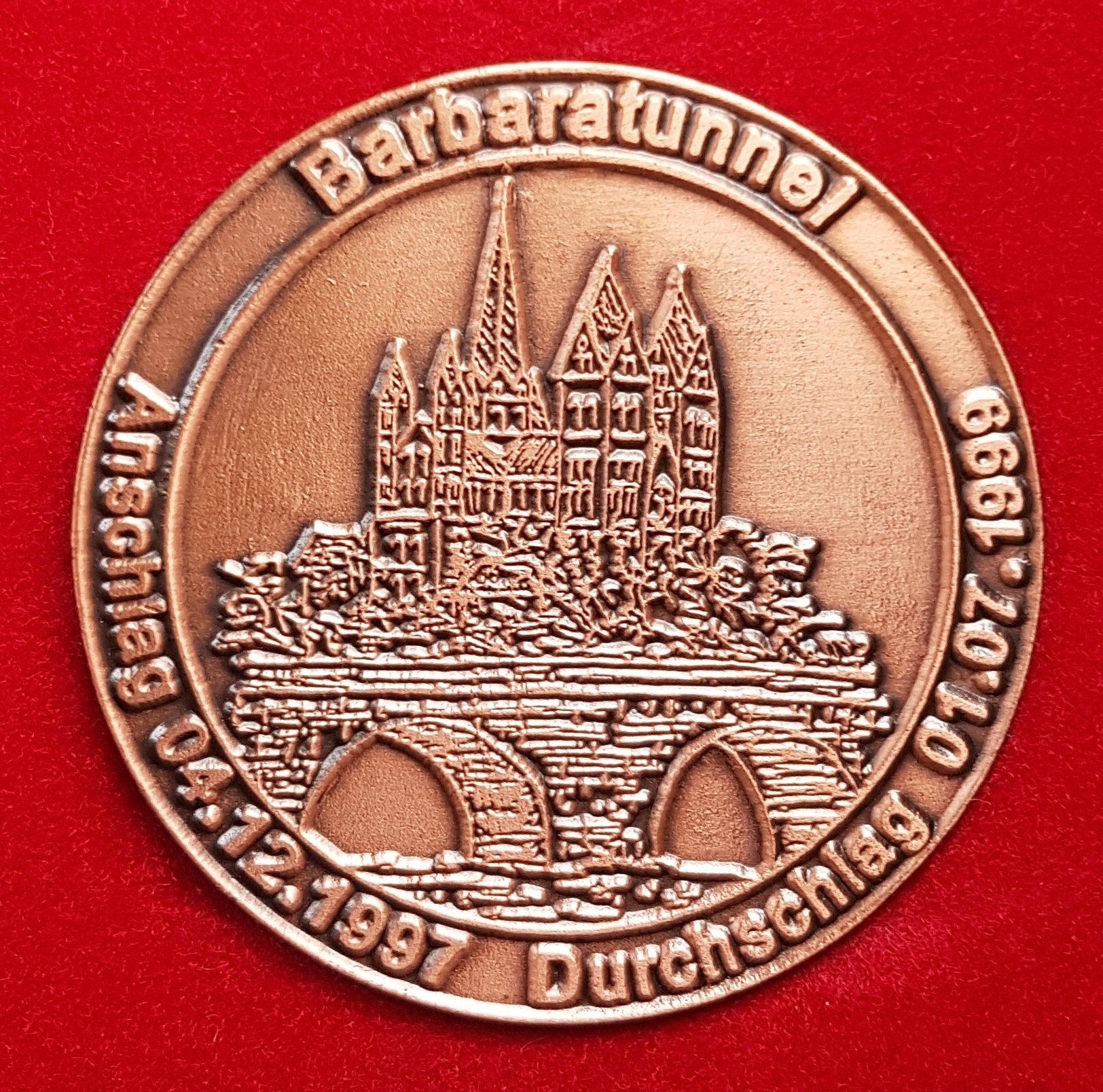
Gedenkmedaille zum Durchschlag des Limburger ICE-Tunnels am 1. Juli 1999

#### Öffentlicher Personennahverkehr
Die Stadtbuslinien wurden Ende 1959 in Betrieb genommen. Bis zur Sanierung des Schiedetunnels 2008 und der damit verbundenen Umgestaltung des Bahnhofsvorplatzes des Regionalbahnhofs und Änderung der Verkehrsführung, war der Zentrale Omnibusbahnhof Nord (ZOB Nord) in der Graupfortstraße Dreh- und Angelpunkt der Stadtlinien. Mit der Errichtung des nahegelegenen zentralen Omnibusbahnhof West (ZOB West) hat dieser für die heute insgesamt sechs Stadtlinien, von denen alle werktags und fünf an Samstagen, Sonn- und Feiertagen verkehren, an Bedeutung verloren. Alle Linien der Stadtbusse beginnen und enden am ZOB West am Bahnhofsvorplatz. Am Übergang von der Holzheimer Straße in die Eisenbahnstraße liegt der zentrale Omnibusbahnhof Süd (ZOB Süd), der durch eine Fußgängerunterführung mit dem Bahnhofsvorplatz verbunden ist. Dieser Busbahnhof verbindet den Bahnhof Limburg Süd bzw. die Innenstadt mit der ICE-Stadt über Shuttlebusse und ein Anruf-Sammel-Taxi. Einziger Stadtteil außerhalb der Kernstadt mit direkter Anbindung an die Stadtlinien ist Offheim.
Von 2015 bis 2021 wurde das ÖPNV-Angebot durch Anruf-Sammel-Taxen ergänzt, die auf drei Linien und somit in allen Stadtteilen verkehrten. Ende 2021 wurde dieser Fahrdienst durch On-Demand-Shuttle LahnStar abgelöst. Dafür wurde die von Ioki entwickelte App für das Angebot in Limburg freigeschaltet.
Darüber hinaus decken fünf Taxibetriebe die Personenbeförderung im Bereich des Individualverkehrs ab, die sich insgesamt auf 18 von der Stadt Limburg vergebene Taxilizenzen aufteilen (Stand: Februar 2014). Der zentrale Taxistand befindet sich auf dem Bahnhofsvorplatz des Regionalbahnhofs.

#### Bahnverkehr

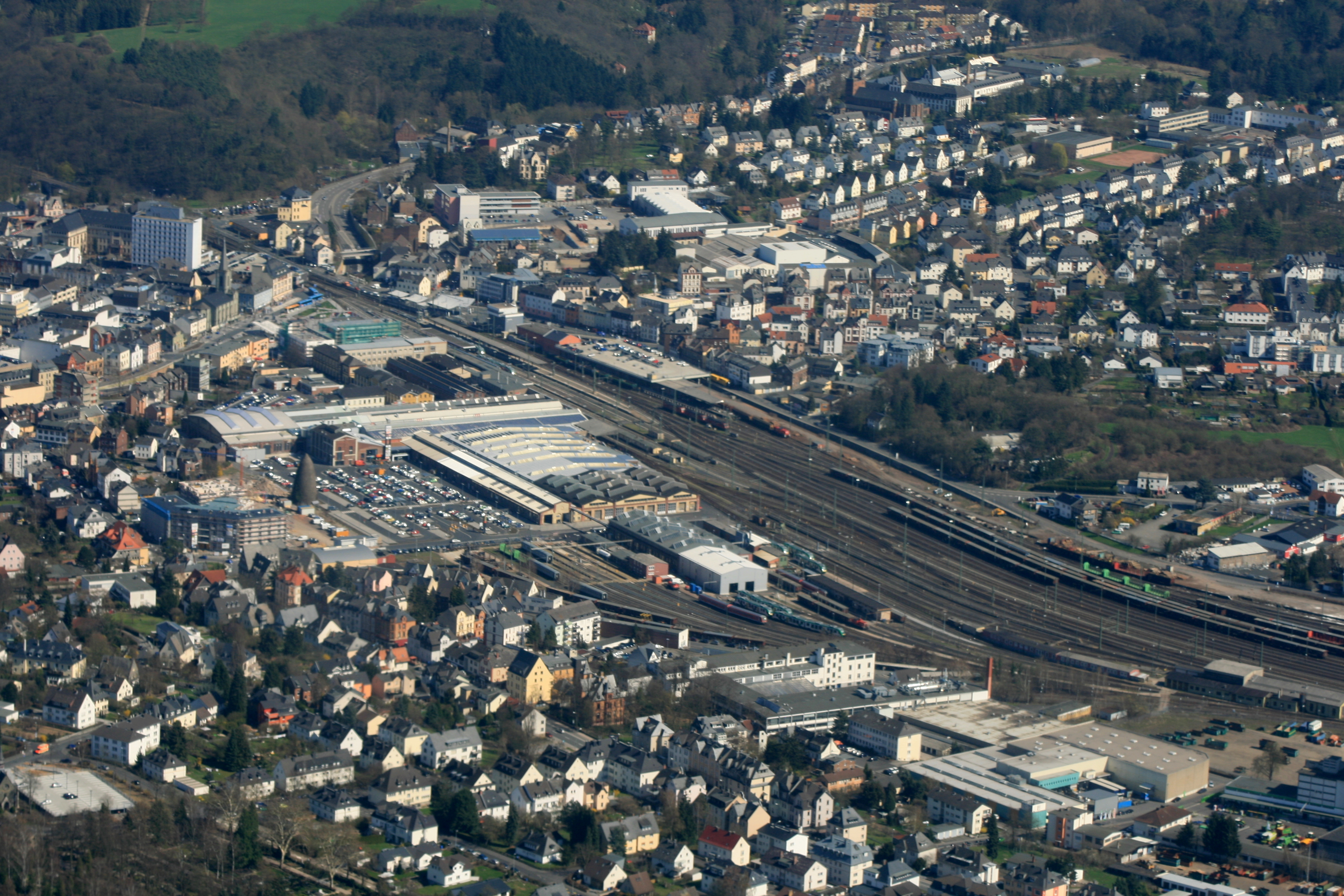
Luftbild des Regionalbahnhofs aus Richtung Westen

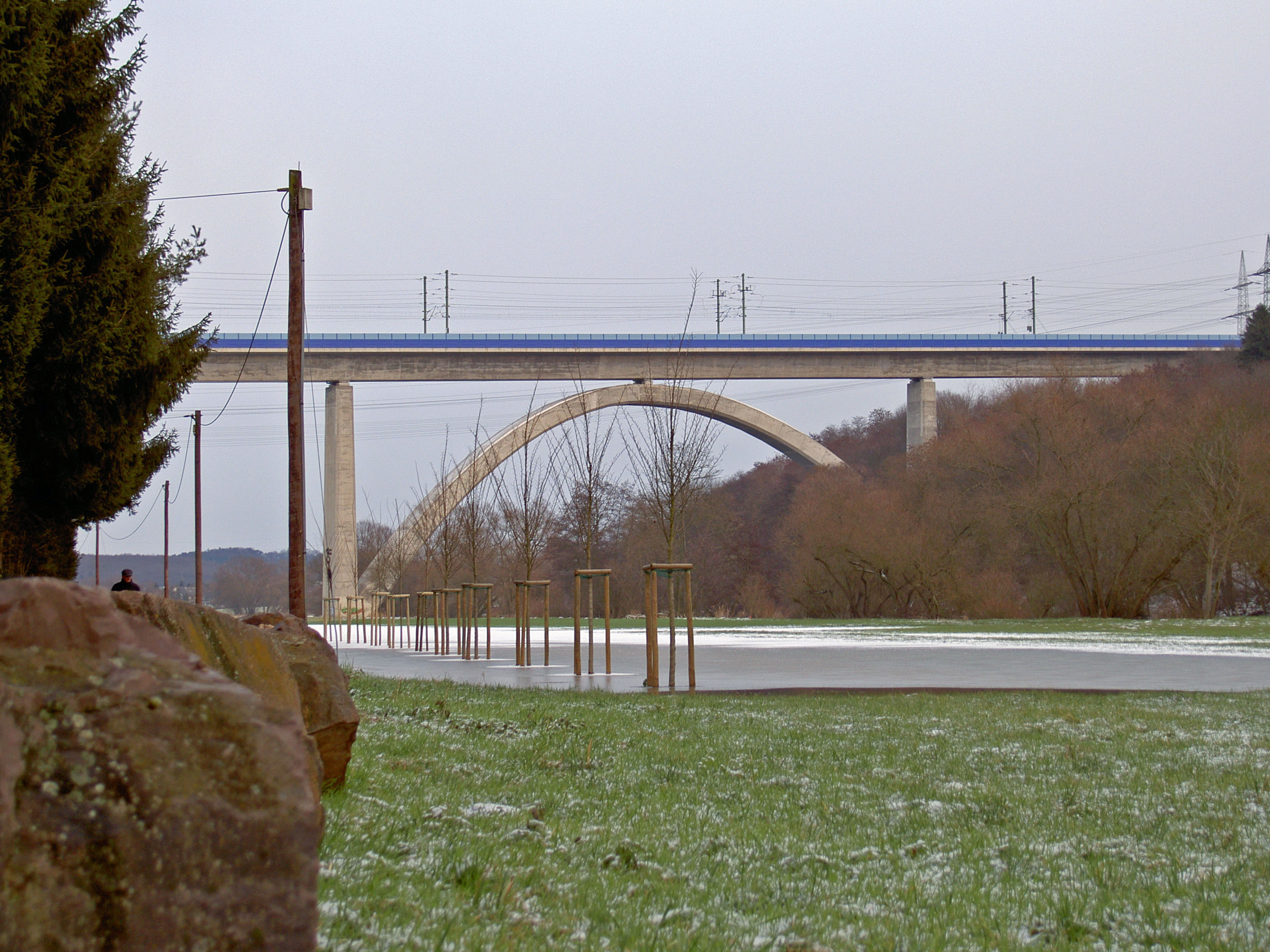
Lahntalbrücke Schnellfahrstrecke

Mit dem Bau der Lahntalbahn wurde Limburg 1862 an das Eisenbahnnetz angeschlossen. Der Regionalbahnhof Limburg (Lahn) entwickelte sich zu einem zentralen Verkehrsknoten. Weitere Bahnlinien sind die Unterwesterwaldbahn nach Siershahn über Montabaur, die Westerwald-Sieg-Bahn nach Kreuztal über Westerburg, Hachenburg, Altenkirchen, Au (Sieg) und Siegen Hbf sowie die Main-Lahn-Bahn nach Frankfurt (Main) Hauptbahnhof. Am Bahnhof Niedernhausen an der Main-Lahn-Bahn kann in die Ländchesbahn nach Wiesbaden Hauptbahnhof umgestiegen werden, ebenfalls existieren durchgängige Zugverbindungen von Limburg nach Wiesbaden Hauptbahnhof.
Mit dem Bau der Schnellfahrstrecke Köln–Rhein/Main erhielt die Stadt mit dem Bahnhof Limburg Süd einen Fernbahnhof, an dem ausschließlich ICE halten. Die Schnellfahrstrecke überquert die Lahn mit der Lahntalbrücke und „verschwindet“ nördlich des Flusses im Limburger Tunnel. Es bestehen direkte Verbindungen unter anderem nach Frankfurt, Mainz, Wiesbaden, Nürnberg und München sowie nach Köln, Dortmund und Brüssel-Süd.

#### Fernbusverkehr
Seit dem 14. Mai 2015 ist Limburg über die Fernbusanbieter Flixbus und Onebus.de an das nationale Fernbusnetz angeschlossen. Verbindungen bestehen von der Haltestelle am Bahnhof Limburg Süd nach Aachen, Bonn, Frankfurt, Frankfurt Flughafen, Heidelberg, Heilbronn, Köln, zum Flughafen Köln/Bonn, zum Flughafen Stuttgart sowie nach Tübingen.

#### Binnenschifffahrt und Flughäfen
Die Lahn ist zwischen Lahnstein und Gießen eine Bundeswasserstraße und fällt in den Zuständigkeitsbereich des Wasser- und Schifffahrtsamt Koblenz, dessen Außenstelle Diez die Limburger Schleuse betreibt und unterhält. Seit dem Ausbau der Lahntalbahn von Koblenz Hbf nach Wetzlar ist die Bedeutung als Wasserstraße jedoch rückläufig. Genutzt wird die Wasserstraße vorwiegend touristisch durch kleinere Motorboote sowie Kanus und Ruderboote und das Fahrgastschiff Wappen von Limburg.
Der nächstgelegene Verkehrsflughafen ist der Flughafen Frankfurt Main mit einer Entfernung von 63 Kilometern über die A 3. Die Fahrzeit mit dem ICE vom Fernbahnhof Limburg Süd nach Frankfurt Flughafen (Fernbahnhof) beträgt je nach Verbindung 18 bis 22 Minuten. Der Flughafen Köln/Bonn ist 110 Kilometer entfernt und mit dem ICE in 35 bis 46 Minuten zu erreichen.

#### Rad- und Radwanderwege
Der Hessische Radfernweg R7 verläuft von seinem Startpunkt im Stadtteil Staffel aus vorbei am Limburger Dom und führt weiter über den Stadtteil Dietkirchen nach Runkel. Bis Dietkirchen verläuft er identisch mit dem Lahntalradweg und dem Hessischen Radfernweg R8, der an der Rad- und Fußgängerbrücke abzweigt und weiter durch die Gemarkungen der Stadtteile Eschhofen und Lindenholzhausen führt. In der Kernstadt gibt es Radwege, die jedoch kein durchgängiges Netz bilden. Stellenweise sind sie durch Schutzstreifen miteinander verbunden, die aufgrund beengter Platzverhältnisse verstärkt im Innenstadtbereich eingerichtet wurden.

#### Wanderwege
Die beiden Wanderwege Lahnhöhenweg und Lahnwanderweg führen durch Limburg. Auch ist die Stadt ein Teil des Lahn-Caminos, einem Abschnitt des Weges der Jakobspilger.

### Unternehmen

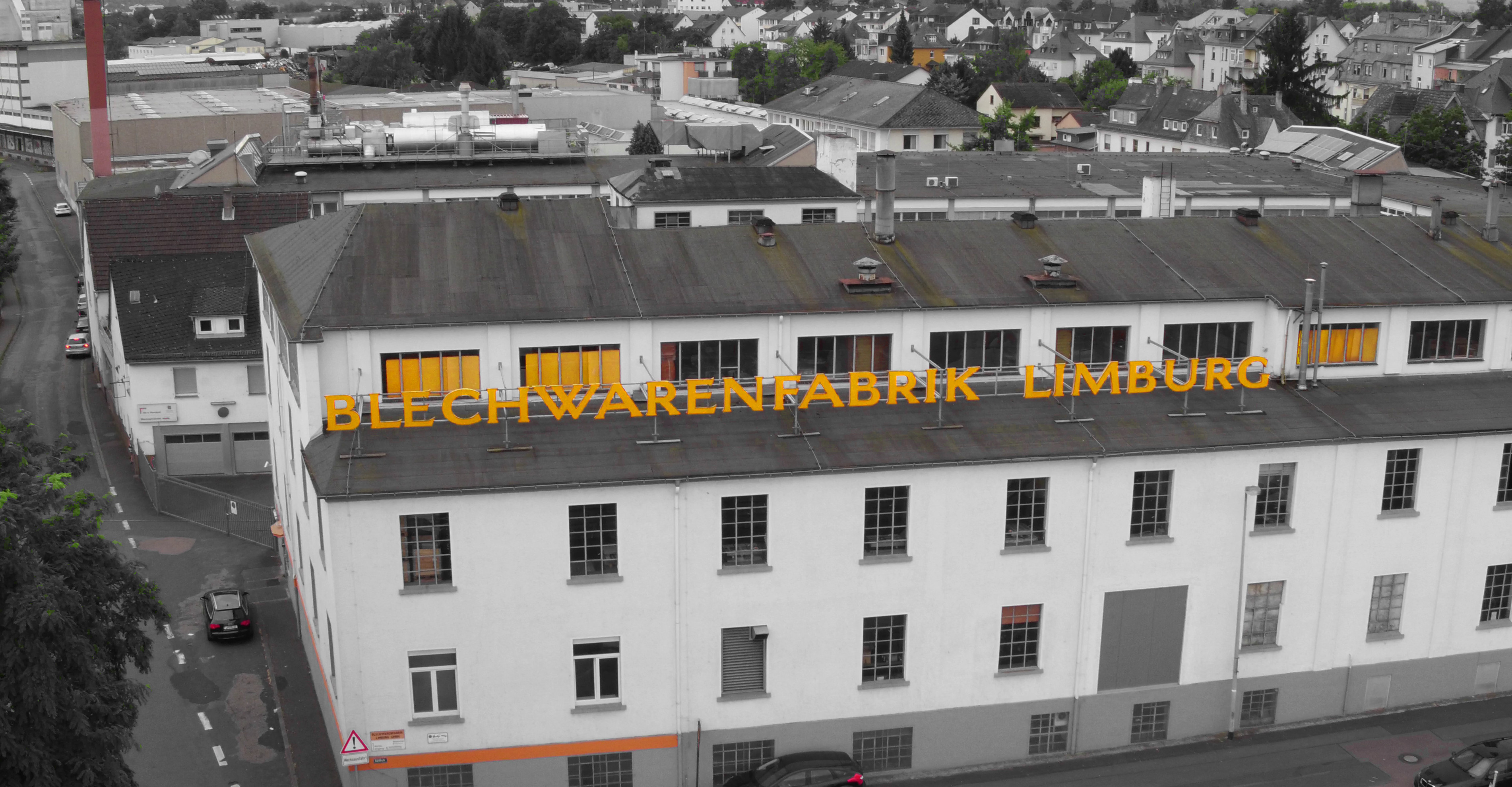
Stammsitz der Blechwarenfabrik Limburg, Kernstadt Limburg

Im Jahr 1872 als Josef Heppel Blech-Emballagen-Fabrik gegründet und seitdem in Limburg ansässig ist die Blechwarenfabrik Limburg, die ihre lange Verbundenheit mit der Region auch in ihrem Firmennamen zum Ausdruck bringt.

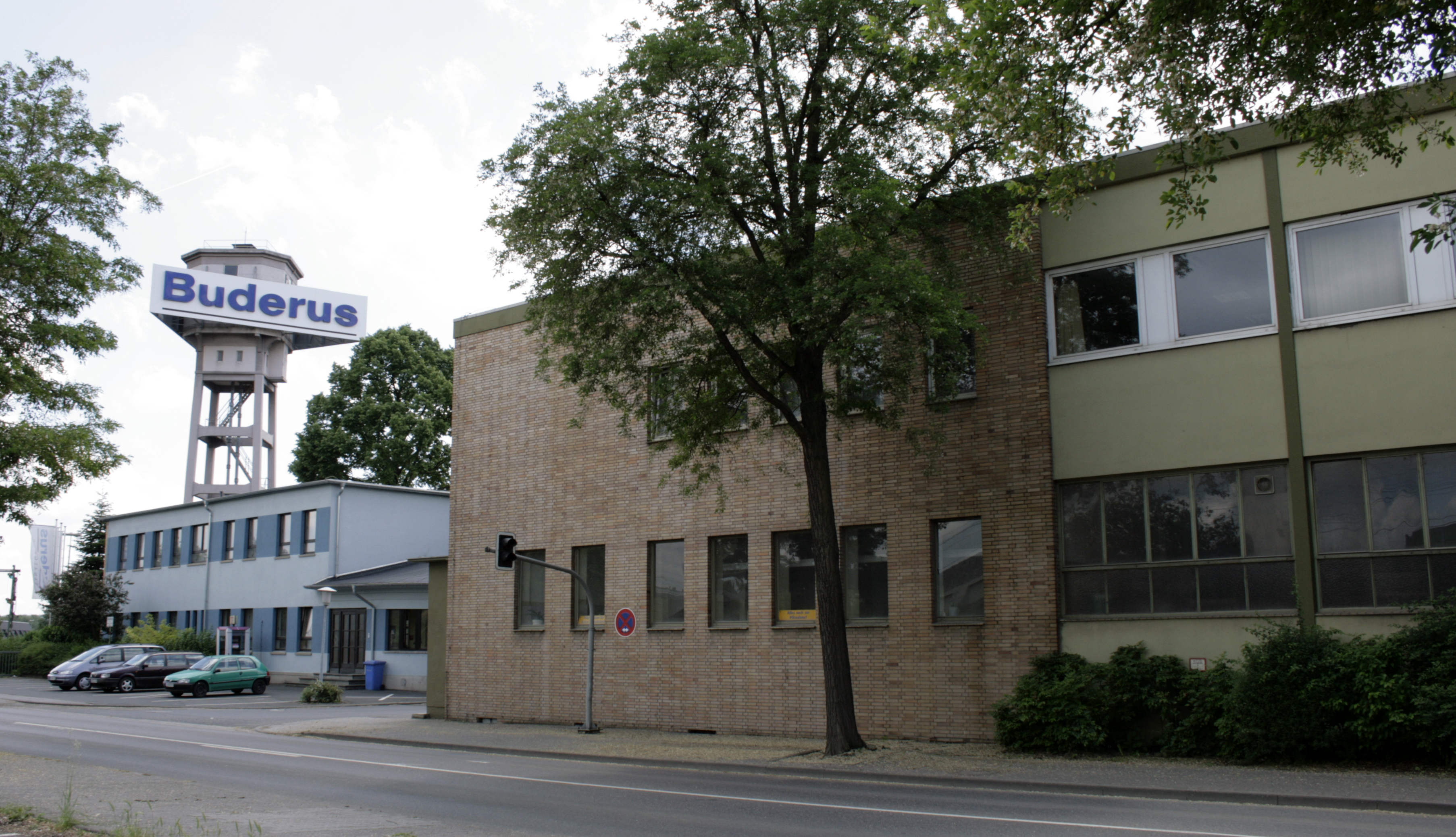
Werk der MeierGuss Limburg GmbH im Stadtteil Staffel

Zurück bis in das Jahr 1900 reicht die Geschichte des ehemaligen Buderus-Werks, das nach zweimaliger Veräußerung im Jahr 2009 als Buderus Kanalguss GmbH von der MeierGuss-Gruppe übernommen wurde. Seit dem 1. Januar 2012 wird der Betrieb als MeierGuss Limburg GmbH fortgeführt. Flächenmäßig zählt es zu den größten ansässigen Unternehmen am Standort Limburg. Weithin sichtbar ist der im Jahr 1928 errichtete und denkmalgeschützte Wasserturm des Werks. Bis Anfang 2014 prangte der Markenname Buderus an dem Turm, er wurde dann durch das MeierGuss-Logo ersetzt.

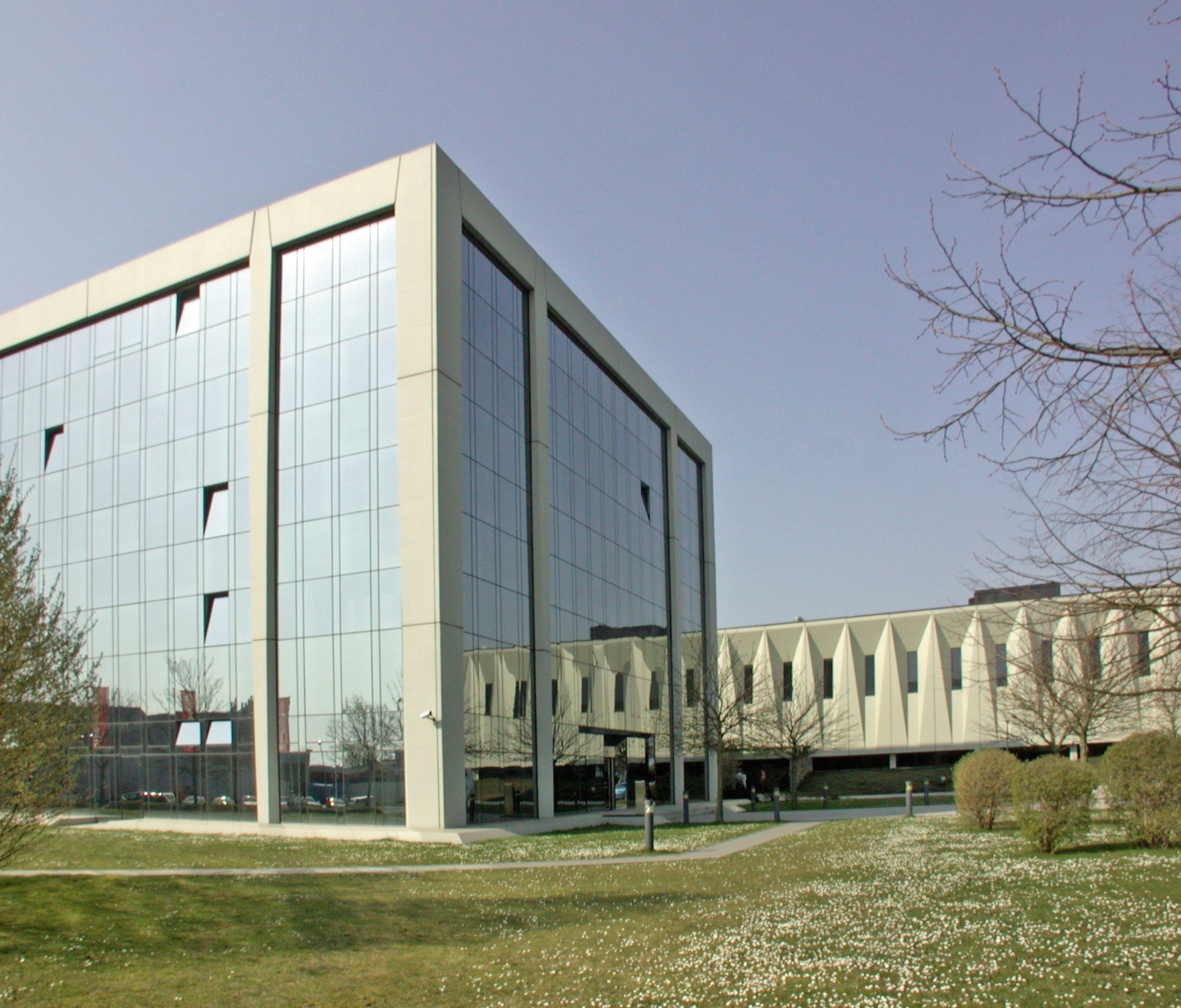
Firmengebäude der ehemaligen Mundipharma GmbH im Gewerbegebiet Dietkircher Höhe

Zu den traditionsreichen Unternehmen Limburgs zählt auch die Glashütte Limburg. Seit dem Gründungsjahr 1947 hält das Bundesland Hessen Gesellschaftsanteile des Unternehmens.
Dem Unternehmen Tetra Pak Produktions GmbH & Co. KG verdankt die Stadt Limburg den Brunnen neben der Stadthalle, eines ihrer Wahrzeichen. Der von Einheimischen oftmals als „Pusteblume“ bezeichnete Brunnen wurde 1975 von dem Unternehmen finanziert.
Von 1975 bis 2018 hatte die Mundipharma GmbH, die zuvor ihren Betrieb in Frankfurt am Main ansiedelte, ihren Firmensitz in Limburg.
Im Jahr 1980 zog die Hydrotechnik GmbH aus Lämmerspiel, Kreis Offenbach, in die Holzheimer Straße, wo sie das Firmengelände der Firma Kandem übernahm und heute noch den Hauptsitz der Unternehmensgruppe hat.
Die Harmonic Drive SE verlegte im Jahr 1988 ihren Firmensitz von der Stadt Langen (Hessen) nach Limburg.
Unter dem Namen Soda-Club GmbH errichtete 1994 die mittlerweile in SodaStream umbenannte Unternehmensgruppe ihren bis heute einzigen deutschen Standort in Limburg.
Im Jahr 2003 wurde zur Bedienung des Westerwald-Taunus-Bahnnetzes die Vectus Verkehrsgesellschaft mbH mit Sitz in Limburg gegründet. Sie war ein Tochterunternehmen der Hessischen Landesbahn und der Westerwaldbahn GmbH und betrieb vom Fahrplanwechsel 2004 bis zum Fahrplanwechsel 2014 die Regionalbahnlinien der Lahntalbahn zwischen Limburg und Koblenz, die Unterwesterwaldbahn, die Oberwesterwaldbahn sowie die Ländchesbahn zwischen Limburg und Wiesbaden Hbf. Heute werden diese Linien durch die DB Regio und die Hessische Landesbahn betrieben.
Die 1920 in Elz gegründete Bäckereifachkette Schäfer Dein Bäcker hat ihren Sitz seit 2005 in Limburg.
In Limburg ansässige Geldinstitute sind die Kreissparkasse Limburg sowie die Volksbank Rhein-Lahn-Limburg. Die Volksbank stiftete aus Anlass ihres 125-jährigen Bestehens im Jahr 1985 ein Denkmal, das auf dem Europaplatz neben ihrer Hauptgeschäftsstelle zum Gedenken an Werner Senger und sein Vermächtnis errichtet wurde. Das Denkmal steht inzwischen restauriert im Serenadenhof.
In Limburg sind unter anderem folgende Unternehmen mit einem Jahresumsatz von mehr als 100 Millionen Euro ansässig:
- Auto Bach Gruppe
- Krankenhausgesellschaft St. Vincenz.

### Medien
In Limburg erscheint die Nassauische Neue Presse, ein Kopfblatt der Frankfurter Neue Presse, mit einer Auflage von knapp 25.000 Exemplaren. Der Sitz der Lokalredaktion befindet sich in der Limburger Innenstadt.
Mit der Lahn-Post der Verlag für Anzeigenblätter GmbH erscheint seit über 40 Jahren ein Anzeigenblatt in Limburg. Bis zur Insolvenz der MedienErleben-Verlag GmbH Anfang 2013 erschien kurzzeitig einmal wöchentlich medienerleben.de – Die Zeitung.
Ab 2016 erschien mit der Limburger Zeitung ein neues Anzeigenblatt, das u. a. Nachrichten aus der Limburger Region beinhaltete. Die Publikation wurde zum 31. Mai 2017 aus finanziellen Gründen wieder eingestellt.
Der Hessische Rundfunk setzt in Limburg eine Regionalkorrespondentin ein.

### Tourismus

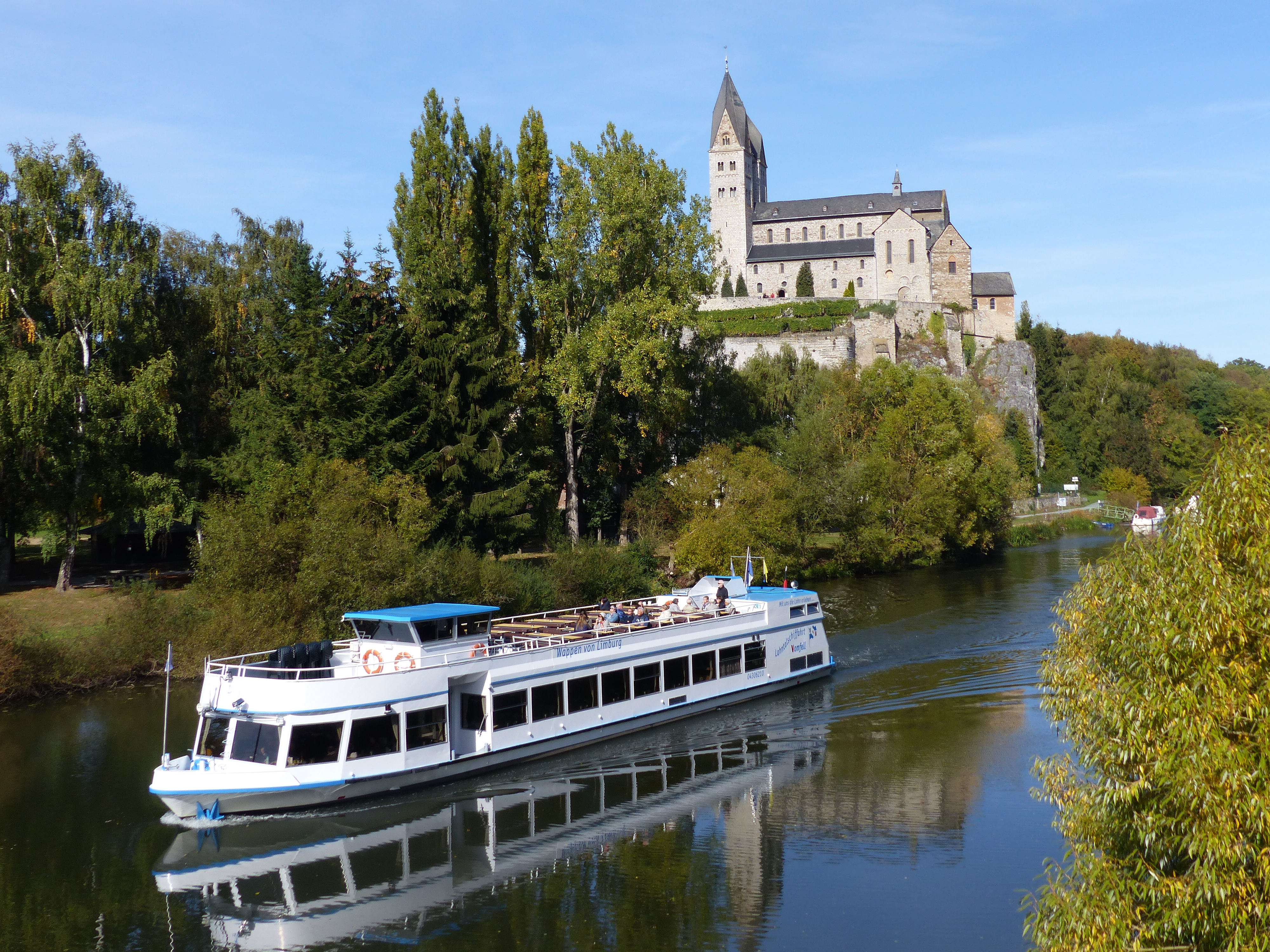
Fahrgastschiff Wappen von Limburg, hier vor St. Lubentius (Dietkirchen)

Mit seiner günstigen Lage in den überregionalen Verkehrsnetzen und mit seinen Sehenswürdigkeiten, vor allem dem Dom und der mittelalterlichen Altstadt, ist Limburg ein wichtiger Zielort für den nationalen und internationalen Tourismus. Vor allem für Busreisegruppen ist Limburg ein beliebtes Ziel. Für diese ist extra eine Busempfangsstation eingerichtet, nahe der Lahnbrücke. Um Tourismusmarketing und Gästebetreuung kümmert sich der Verkehrsverein Limburg e. V., der als operative Einrichtung die Tourist Information Limburg etabliert hat.
Die Tourist Information Limburg listet für Juli 2024 8 Hotels, 6 Gasthäuser bzw. Pensionen und 29 Ferienwohnungen in Limburg auf.
Die Zahl der Touristen in Limburg nimmt seit Jahren kontinuierlich zu, ebenso die Zahl der Übernachtungen. Nur in der Coronazeit gab es einen Einbruch bei den Zahlen der Ankünfte und Übernachtungen, der jedoch 2022 bereits wieder ausgeglichen werden konnte. Im Jahr 2022 wurden in der amtlichen Tourismusstatistik 101.000 ankommende Gäste registriert, die Zahl der Übernachtungen betrug 174.300. Das war ein Zuwachs von 63,7 Prozent (bei den Ankünften) bzw. von 62,8 Prozent (bei der Zahl der in Limburg verbrachten Nächte) gegenüber dem Vorjahr bzw. von 6,5 Prozent (Ankünfte) und 6,2 Prozent (Übernachtungen) gegenüber 2018, also einem Jahr vor der Corona-Pandemie. 2011 betrug die Zahl der Gästeankünfte noch 86.200 und die Zahl der Nächtigungen 158.900.
In der Landesstatistik werden nur Betriebe mit zehn Betten und mehr erfasst. Die tatsächlichen Gästezahlen dürften durch die Vermietung in kleineren Pensionen sowie von Ferienwohnungen und Privatzimmervermietung deutlich höher liegen. Die durchschnittliche Aufenthaltsdauer ist dabei mit 1,7 Übernachtungen typisch für eine vom Tages- und Geschäftstourismus geprägte Stadt.
Seit 1965 besteht ein Campingplatz am rechten Lahnufer. Die Jugendherberge am Ostrand der Stadt wurde 1964 eingeweiht. Zuvor befand diese sich in der Stadtmitte.
Limburg ist seit 1981 Anlegestelle des Fahrgastschiffs Wappen von Limburg. Das aktuelle Schiff wurde 1987 in Dienst gestellt und fährt seit 2012 unter einem neuen Betreiber.
Limburg liegt an den beiden Ferienstraßen Deutsche Fachwerkstraße und Lahn-Ferien-Straße. Durch Limburg führen außerdem der Lahnradweg am rechten und der Lahnwanderweg am linken Ufer der Lahn.

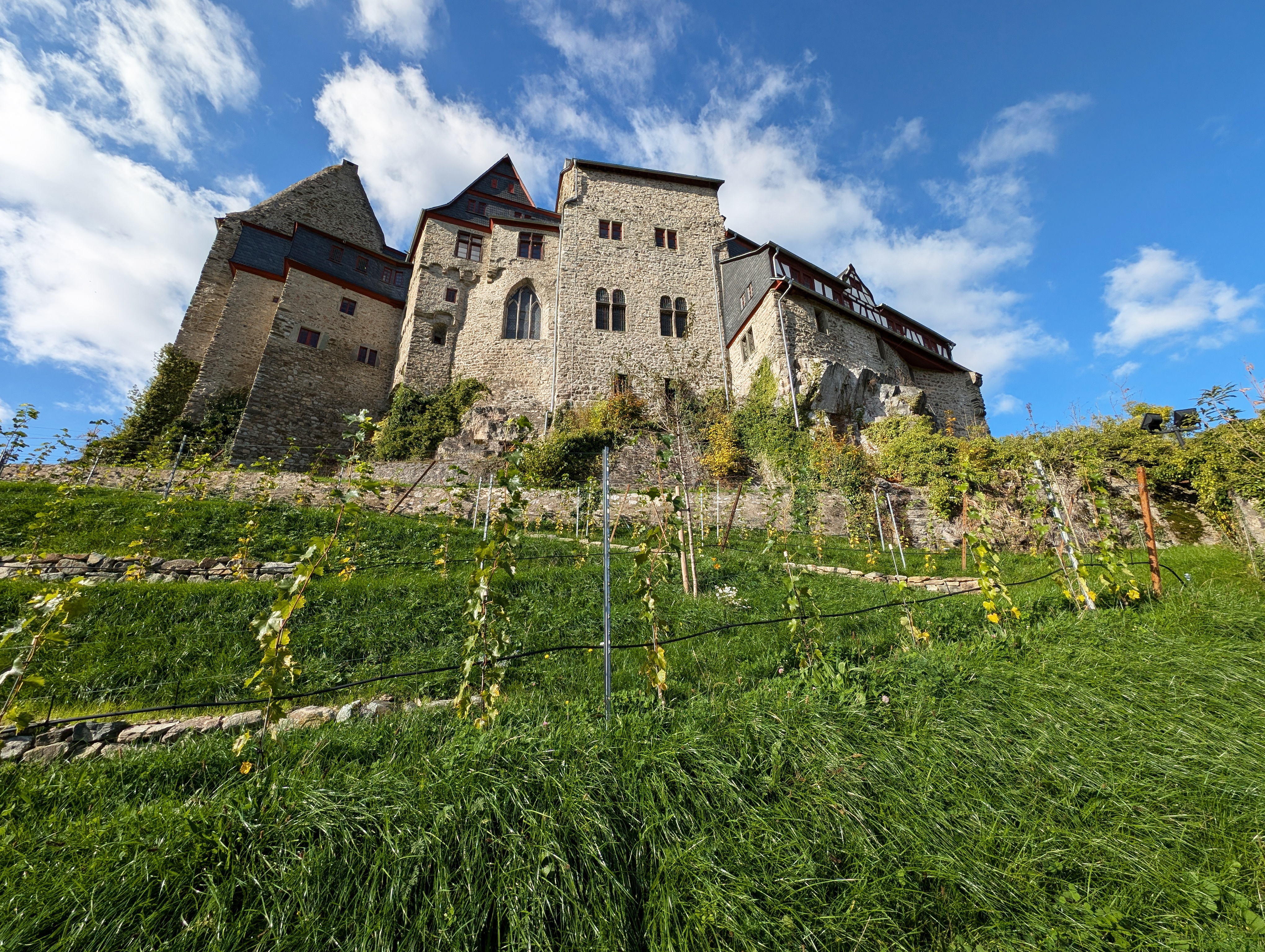
Weinberg des Limburger Schlosswingert e. V. am Schlosshang in Limburg

Seit 2022 wird unterhalb des Limburger Schlosses durch den Verein Limburger Schlosswingert e. V. ein durch die Stadt Limburg angelegter Weinberg als Bürgerweinberg betrieben. Angebaut werden die Rebsorten Souvignier gris und Felicia. Insgesamt wurden im Mai 2024 ca. 230 Rebstöcke angepflanzt.

### Öffentliche Einrichtungen
Regional bedeutsame öffentliche Einrichtungen in Limburg sind die IHK Limburg und die Kreishandwerkerschaft Limburg-Weilburg.

#### Justiz und Polizei
Limburg ist Sitz des Amtsgerichtes Limburg und des Landgerichtes Limburg, eines von neun Landgerichten in Hessen. Unmittelbar neben dem Landgericht befinden sich die Staatsanwaltschaft Limburg sowie die Justizvollzugsanstalt Limburg, in der ausschließlich männliche Gefangene untergebracht sind.
Mit rund 150 ansässigen Rechtsanwälten (Stand: 2013) ist Limburg ein regional bedeutsamer Justizstandort.
Bis zum 31. Dezember 2011 war die Stadt Sitz des Arbeitsgerichtes Limburg; seitdem ist das Arbeitsgericht Wiesbaden zuständig.
Mit der Polizeidirektion Limburg-Weilburg und einer regionalen Kriminalinspektion ist das Polizeipräsidium Westhessen in Limburg vertreten. Untergeordnete Polizeistationen befinden sich in Limburg, Weilburg und Bad Camberg.

#### Behörden
Neben der Kreisverwaltung Limburg-Weilburg haben die Agentur für Arbeit Limburg-Wetzlar und das Finanzamt Limburg-Weilburg ihren Sitz in Limburg. Der TÜV Hessen ist mit einem Kundenzentrum in Limburg vertreten.
Gegenüber dem ICE-Bahnhof ist eines von sieben hessischen Ämtern für Bodenmanagement (AfB) angesiedelt, dessen Zuständigkeitsbereich sich mit seiner Außenstelle Hofheim und den Anlaufstellen Bad Homburg, Eltville, Frankfurt, Wiesbaden, Usingen und Bad Schwalbach über den Großteil des Südwestens Hessens erstreckt.

### Bildung

#### Schulen

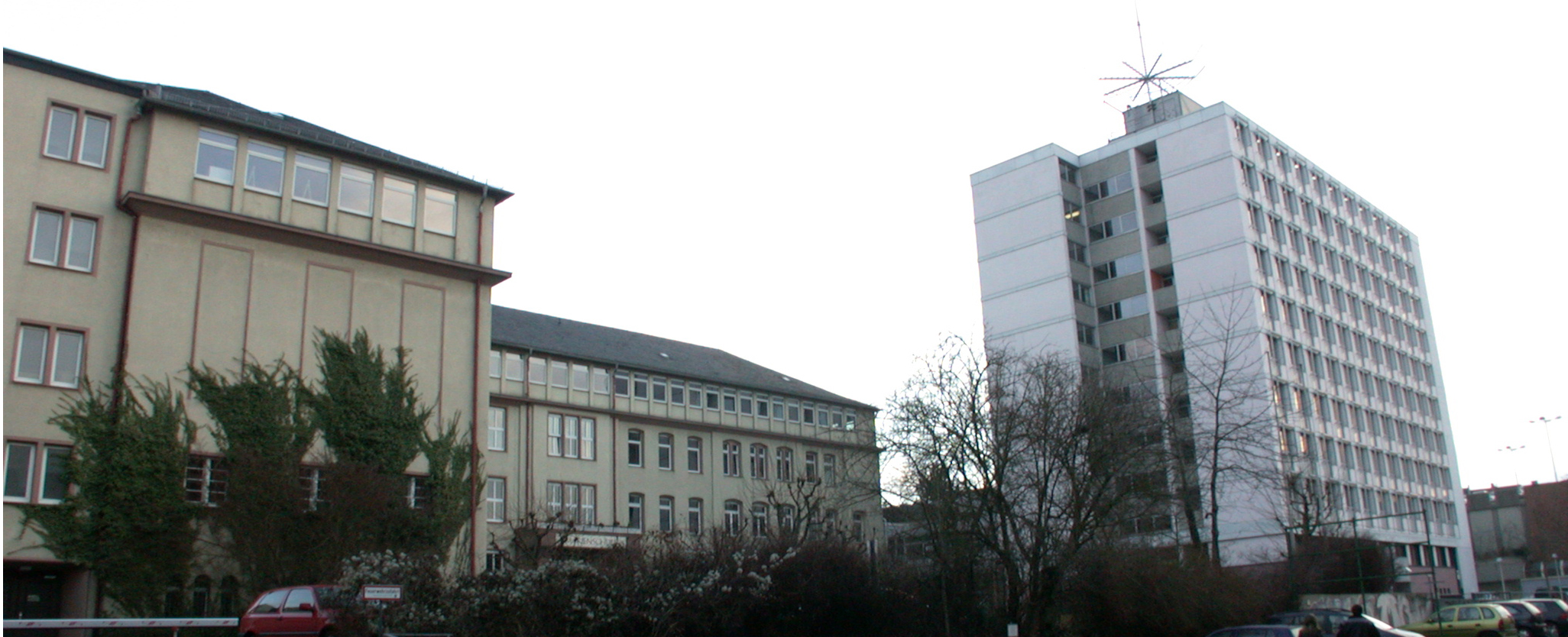
Gesamtanlage der Marienschule (links Altbau, rechts ehemaliges Internatsheim)

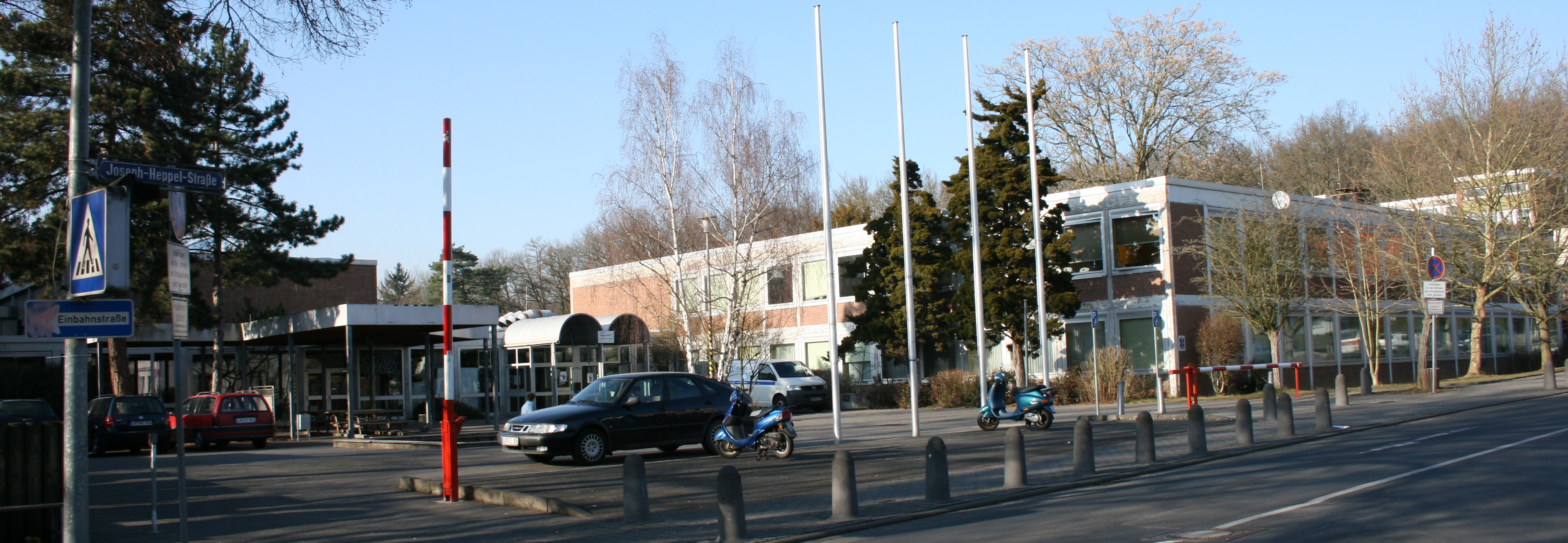
Tilemannschule

Neben Grundschulen verfügt Limburg über drei Haupt- und Realschulen sowie fünf weiterführende Schulen, die u. a. als Abschluss die Allgemeine Hochschulreife (Abitur) anbieten. Die heutige Struktur der Haupt- und Realschulen beruht weitgehend auf einem Beschluss der Stadtverordneten von 1966, der die Kernstadt in drei Schulbezirke für die Südstadt (Johann-Wolfgang-von-Goethe-Schule), die Weststadt (Theodor-Heuss-Schule) und die Alt- sowie die Brückenvorstadt (Leo-Sternberg-Schule) einteilte.
Seit 1895 besteht die Marienschule, ein privates Gymnasium, dessen Träger die Sankt Hildegard Schulgesellschaft ist. Einziger Gesellschafter ist das Bistum Limburg. Die Schule wurde ursprünglich als reines Mädchengymnasium gegründet, seit 2011 werden an der Schule neben Mädchen jedoch auch Jungen monoedukativ unterrichtet. Neben allgemeiner wird dort auch berufliche Bildung für sozialpädagogische und sozialpflegerische Berufe angeboten.
Die seit den 1960er Jahren in einem Neubau auf dem Schafsberg untergebrachte Tilemannschule ist ein Gymnasium mit den Schwerpunkten Sprache, Sport und Musik. Sie ist seit den 1950er Jahren nach dem Limburger Stadtschreiber Tilemann Elhen von Wolfhagen benannt. Wie die Marienschule besteht sie seit Ende des 19. Jahrhunderts.
Einzige Realschule außerhalb der Kernstadt ist die Schule am Eschilishov, die bis zum Schuljahr 2012/2013 noch über einen Hauptschulzweig verfügte. Gegründet wurde sie 1908. Im Grundschulzweig wurde 1999 mit der Hochbegabtenförderung begonnen.
Die Peter-Paul-Cahensly-Schule, benannt nach dem Limburger Kaufmann und Ehrenbürger, ist berufliches Gymnasium und Fachschule mit den Schwerpunkten Wirtschaft und Bautechnik. Sie wurde 1910 als erste kaufmännische Fortbildungsschule der Stadt Limburg gegründet und bezog 1966 das ehemalige Gebäude des Gymnasiums am Fuße des Schafsbergs. Die PPC-Schule hat heute ihren Standort im Süden Limburgs, in der Zeppelinstraße. 2004 hat sie vom hessischen Kultusministerium das Gütesiegel für Schulen, die besonders hochbegabte Schüler fördern, zuerkannt bekommen.
Die Astrid-Lindgren-Schule bildet Schüler mit geistigen und körperlichen Beeinträchtigungen aus, die Albert-Schweitzer-Schule Schüler mit Lernproblemen und sozialen und emotionalen Entwicklungsstörungen. Beide Schulen beruhen auf der Sonderschule, die von 1909 an mit einigen Klassen an die Wilhelmitenschule angeschlossen war, 1928 eigenständig wurde und 1965 das vorherige Schulgebäude der Wilhelmitenschule vollständig übernahm. Die seit 1967 eigenständige Astrid-Lindgren-Schule geht im Wesentlichen auf eine Initiative der örtlichen Gliederung der Selbsthilfegruppe Bundesvereinigung Lebenshilfe zurück. Von 1969 an wurde in der damals noch selbstständigen Nachbargemeinde Eschhofen ein Schulzentrum für die beiden heutigen Nachfolgeeinrichtungen der einstigen Sonderschule gebaut. 1974 wurden die Gebäude eingeweiht.
Die Johann-Wolfgang-von-Goethe-Schule trägt diesen Namen seit 1967. Sie ging aus der ehemaligen „Volksschule III“ und der städtischen Realschule an der Hospitalstraße hervor. Der Altbau der Goetheschule wurde 1954 zunächst für die Volksschule allein fertiggestellt. 1965 wurde ein Erweiterungsbau begonnen. Im September 1967 zogen die Schüler der Realschule in das neue Gebäude.
Eine berufliche Schule mit verschiedenen Fachrichtungen der Technik ist seit 1960 die Friedrich-Dessauer-Schule. An dieser seit 2012 selbstständigen Schule kann die Allgemeine Fachhochschulreife erworben werden, auch in den Schulformen Wirtschaft und Wirtschaftsinformatik. Im Rahmen einer Kooperation mit der Peter-Paul-Cahensly-Schule stellt die Friedrich-Dessauer-Schule ihre Fachräume und Lehrwerkstätten für deren gymnasialen Schwerpunkte Bautechnik, Informationstechnik und Maschinenbau zur Verfügung.
Die Theodor-Heuss-Schule ist Grund- und Mittelstufenschule und geht auf die einstige Wilhelmitenschule zurück. 1966 erhielt sie ihren heutigen Namen und ihr Schulgebäude am Schafsberg.
1967 wurde die Lahntalschule Limburg (heute: Leo-Sternberg-Schule) als Mittelpunktschule für die Alt- und Brückenvorstadt sowie die damals noch eigenständige Gemeinde Dietkirchen gegründet. Sie ist Grund-, Haupt- und Realschule.
Die Adolf-Reichwein-Schule wurde 1966 als Kreisberufsschule gegründet und erhielt ihren Namen ein Jahr später. Nach stetiger Erweiterung umfasst sie mittlerweile neben Fachschulen für Wirtschaft und Soziales beispielsweise auch Fachoberschulen für Agrarwirtschaft, Gesundheits- und Sozialwesen und ein berufliches Gymnasium mit den Schwerpunkten Ernährung, Gesundheit und Pädagogik. Mehrfach ausgezeichnet wurde die Adolf-Reichwein-Schule für ihre Internetpräsenz.

#### Hochschule
Seit dem Wintersemester 2016/2017 betreibt StudiumPlus mit Sitz in Wetzlar, eine Einrichtung der Technischen Hochschule Mittelhessen, eine Außenstelle in Limburg. Angeboten werden u. a. duale Studiengänge in BWL, Architektur, Elektrotechnik, Maschinenbau und Technische Informatik.

#### Bibliotheken
- Dombibliothek
- Diözesanbibliothek

### Gesundheit

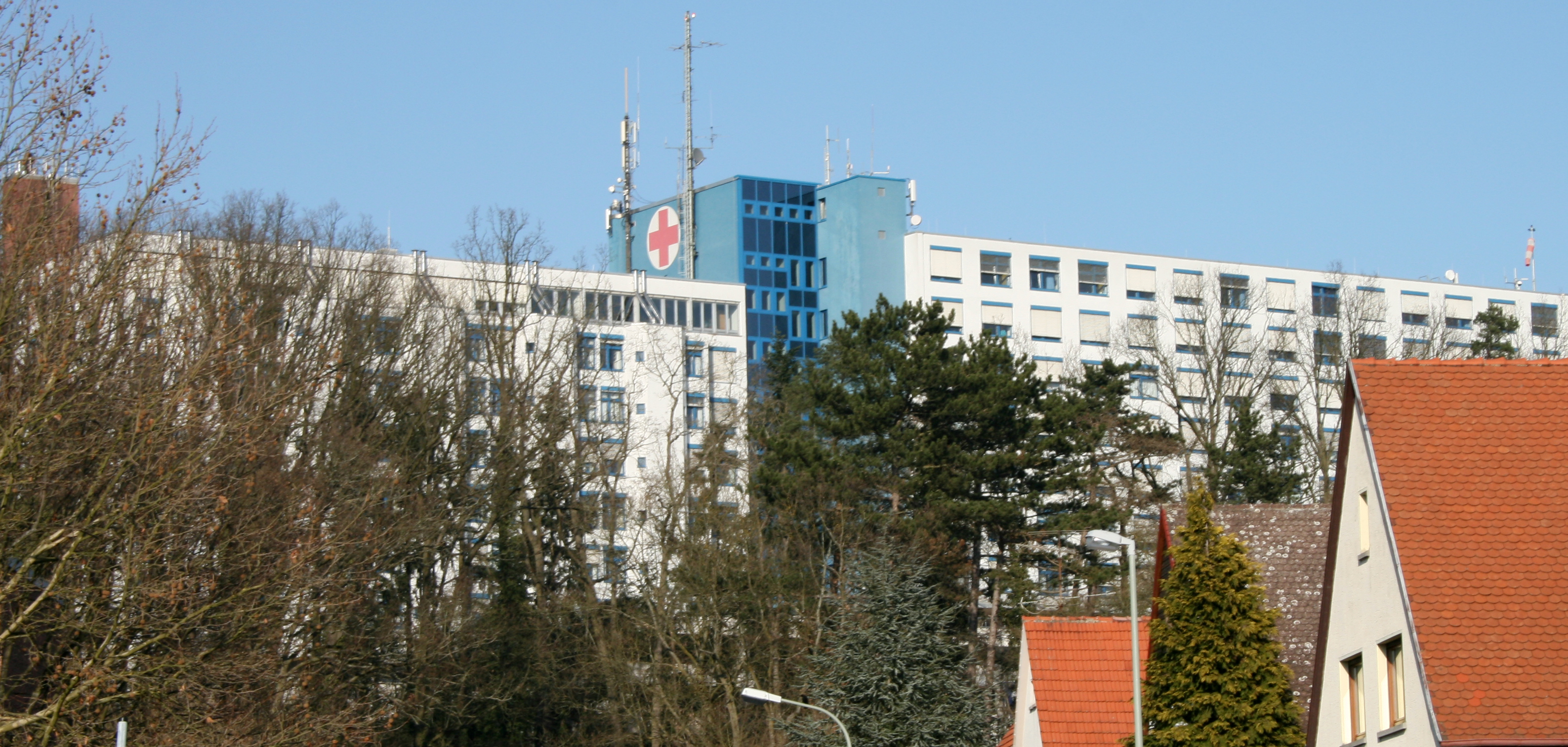
St.-Vincenz-Krankenhaus

Das über der Stadt auf dem Schafsberg gelegene St. Vincenz-Krankenhaus gilt mit 16 Fachabteilungen und über 500 Betten als ein Schwerpunktkrankenhaus. Es geht zurück auf ein 1850 aus einer Stiftung geschaffenes und von Vinzentinerinnen betriebenes Hospital am Lahnufer. Von 1950 an zog das Krankenhaus mit damals rund 100 Betten nach und nach in ein Gebäude auf dem Schafsberg, das zunächst als Jugendheim hatte dienen sollen und dann zum Krankenhaus erweitert wurde. 1958 folgte der komplette Abriss des Baus, 1959 die Inbetriebnahme des neuen Krankenhauses und bis 1972 die Errichtung der meisten übrigen Gebäude. 2013 wurden in der Klinik erstmals über 20.000 Patienten behandelt und knapp 1000 Kinder geboren. Auch ist das St. Vincenz-Krankenhaus ein akademisches Lehrkrankenhaus der Justus-Liebig-Universität Gießen in dem Projekte, wie z. B. das Therapiekonzept „Joint Care“ in der Orthopädie, welches neben Berlin einmalig in Deutschland ist, durchgeführt werden.
Die gemeinnützige Krankenhausgesellschaft St. Vincenz ist mit rund 1500 Mitarbeitern der größte Arbeitgeber der Region. Mit dem Logistik- und Dienstleistungszentrum wurde 2013 im ICE-Gebiet Hessens modernste Zentralapotheke in Betrieb genommen, von der aus 24 umliegende Kliniken mit Medikamenten versorgt werden.
Der Kreisverband Limburg e. V. des Deutschen Roten Kreuzes (DRK) untergliedert sich in die Ortsvereine Bad Camberg, Elz, Frickhofen, Hünfelden, Limburg und Niederbrechen. 2012 wurde dem DRK ein Verkehrskreisel an der Limburger Kapellenstraße gewidmet.
Das Limburger Krankenhaus übernahm außerdem das Krankenhaus in Diez.

### Soziales
Die evangelische Kirche bietet mit der Jugendfreizeitstätte Limburg (JFS) einen betreuten Treffpunkt für Jugendliche. Mit Kicker, Internet-Café und zahlreichen Veranstaltungen ist die Einrichtung nicht nur kirchlich geprägt.
Das Mütterzentrum Limburg in der Hospitalstraße ist eine familiäre Begegnungsstätte für Menschen mit oder ohne Kinder. Der Verein wird von der Stadt Limburg und dem Land Hessen unterstützt und bietet unter anderem einen Elternservice, der Kinderbetreuung vermittelt, ein vielfältiges Kursangebot für Kinder und Erwachsene, einen Minikindergarten und ein Café.
Die Stadt Limburg nimmt am Projekt Notinsel teil, bei dem geeignete Geschäfte sich selbst verpflichten, Kindern in Notsituationen eine Zuflucht zu bieten und Hilfe zu leisten.

### Gefahrenabwehr
- Freiwillige Feuerwehr Limburg an der Lahn, gegr. 1867 (seit 11. Juli 1972 mit Jugendfeuerwehr)
- Freiwillige Feuerwehr Ahlbach, gegr. 1908 (seit 6. Oktober 1976 mit Jugendfeuerwehr und seit 2. April 2011 mit Kinderfeuerwehr)
- Freiwillige Feuerwehr Dietkirchen, gegr. 1934 (seit 14. Mai 1974 mit Jugendfeuerwehr)
- Freiwillige Feuerwehr Eschhofen, gegr. 1901 (seit 13. Oktober 1975 mit Jugendfeuerwehr)
- Freiwillige Feuerwehr Lindenholzhausen, gegr. 1933 (seit 14. April 1975 mit Jugendfeuerwehr)
- Freiwillige Feuerwehr Linter, gegr. 1935 (seit 18. November 1970 mit Jugendfeuerwehr und seit 7. Mai 2011 mit Kinderfeuerwehr)
- Freiwillige Feuerwehr Offheim, gegr. 1898 (seit 21. Juni 1974 mit Jugendfeuerwehr)
- Freiwillige Feuerwehr Staffel, gegr. 1880 (seit 1. Januar 1980 mit Jugendfeuerwehr)
- Technisches Hilfswerk (THW), Ortsverband Limburg

## Kultur und Sehenswürdigkeiten

### Theater
Die Stadthalle Limburg, seit dem Jahr 1996 nach dem Altbürgermeister und Ehrenbürger der Stadt Limburg an der Lahn, Josef Kohlmaier, benannt, wird für Shows, Tagungen, Kongresse und ähnliche Veranstaltungen genutzt. Mit der gesamten Region zwischen Westerwald und Taunus verfügt sie über einen Einzugsbereich von fast 300.000 Menschen. Im ganzen Umkreis gibt es keine ähnlich frequentierte Mehrzweckhalle. Sie zählt jährlich über 150.000 Besucher.
Die Kleinkunstbühne „Thing“, gegründet vor über 25 Jahren, wechselte nach einiger Zeit aus ihrem anfänglichen Domizil im Stadtteil Staffel in die Josef-Kohlmaier-Halle, wo sich heute ihre Bühne in den Clubräumen befindet. Die Bühne wird von einem selbstständig agierenden Verein getragen. Zum Programm gehören Chanson, Kabarett, Literatur und Jazz sowie Folk, Rock und Auftritte von Liedermachern. Dabei liegt ein Schwerpunkt auf der Förderung junger Künstler. Pro Monat werden zwei oder drei Veranstaltungen angeboten. Das Engagement von „Thing“ wurde am 6. Dezember 2003 durch die Verleihung des „Kulturpreises Mittelhessen“ gewürdigt.

### Musik
Mit den Limburger Domsingknaben verfügt Limburg seit 1967 über einen Knabenchor, dessen Träger das Bistum Limburg ist. Von ehemaligen Sängern dieses Chores wurde u. a. 1999 das Männervokalensemble Camerata Musica Limburg gegründet. Dessen Mitglieder führen damit die erfolgreiche Tradition der Männerkammerchöre in Limburg fort.
Ein Veranstaltungsort mit dem Status eines Kulturdenkmals, insbesondere für Freiluftkonzerte in den Sommermonaten, ist seit 2012 die Villa Scheid. Mit parkähnlichem Anwesen ist dieser Veranstaltungsort vollständig in privater Hand. Neben Konzerten gehören zum Programmangebot u. a. auch Kabarett, ein Englisches Gartenfest und Kunstausstellungen.

### Sport

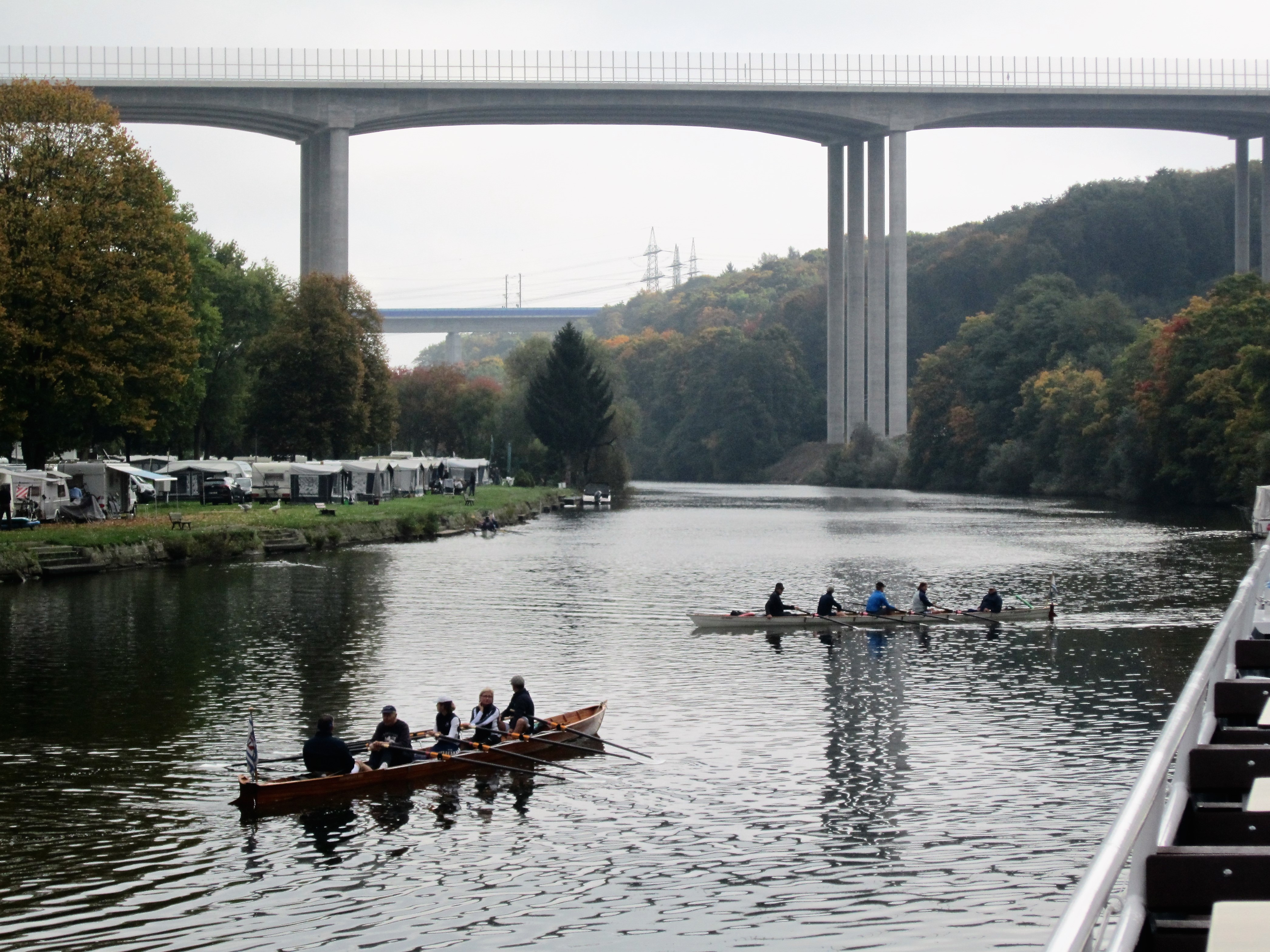
Rudertraining auf der Lahn in Limburg

Einer der ältesten Limburger Sportvereine mit überregionaler Bedeutung ist der Limburger Club für Wassersport 1895/1907 (LCW). Die Jahreszahl 1895 in seinem Namen gibt das Gründungsdatum des Limburger Rudervereins (LRV) wieder, aus dem der heutige Verein hervorging. Heute ist er ein Trainingsstützpunkt des Deutschen Ruderverbands.
Im Jahr 1923 von Mitgliedern des VfR 07 Limburg gegründet und mit Unterbrechungen in den beiden Hockey-Bundesligen vertreten ist der Limburger Hockey Club (LHC). Er ist heute ein Hockey-Leistungszentrum und Olympiastützpunkt. Der Verein gewann mehrfach – im Jugendbereich bis heute in regelmäßigen Abständen – deutsche Meistertitel sowie den Europapokal in der Halle (1992) und brachte eine Reihe von Nationalspielern und -trainern hervor.
Zu den größten Leistungen in der Vereinsgeschichte des VfR 19 Limburg zählt der Aufstieg der Abteilung Basketball in die 2. Bundesliga 1998, auf den jedoch in der folgenden Saison wieder der Abstieg folgte. Die erste Fußball-Mannschaft der Herren spielte von 1994 bis 1997 in der damals viertklassigen Oberliga Hessen. Ebenfalls in der inzwischen fünftklassigen Fußball-Hessenliga spielte von 2019 bis 2024 der TuS Dietkirchen.
Der im Jahr 1953 gegründete TTC Grün-Weiß Staffel war ab den 1980er Jahren mit seinen Damen- und Herren-Mannschaften jeweils für einige Jahre in der 2. Tischtennis-Bundesliga vertreten.
Schachsport wird in Limburg seit den 1930er Jahren organisiert betrieben. Der Schachverein Lahn Limburg wurde am 17. November 1930 gegründet und konnte in seiner langjährigen Geschichte mehrfach den Aufstieg in die höchste Spielklasse Hessens (Oberliga Hessen bzw. später Hessenliga) feiern. Zuletzt spielte man in der Saison 2005/2006 in Hessens höchster Spielklasse. In den 1980er Jahren konnte sich mit dem Schachclub Königsflügel Lindenholzhausen ein weiterer Schachverein in Limburg etablieren.
In der rheinland-pfälzischen Nachbarstadt Diez befindet sich mit der Eishalle das Trainingszentrum des Eishockeyvereins mit dem Beinamen Rookie Rockets der EGDL (Eissport Gemeinschaft Diez-Limburg). Der in der Regionalliga West erfolgreich spielende Verein wurde im Jahr 2004 gegründet und zählt somit zu den jüngeren in Limburg. Vorläufervereine waren in den 1980er und 1990er Jahren der Eishockeyclub Diez-Limburg (ECDL) sowie die Limburger EG, die in der Saison 1997/1998 in der 1. Eishockey-Liga, der damals zweithöchsten deutschen Spielklasse, mitwirkte.
Die Kernstadt verfügt über ein Freibad, das 1961 eröffnete, heute Parkbad genannte Schwimmbad mit einem 50-Meter-Wettkampfbecken am rechten Ufer der Lahn. Das ehemals städtische Hallenbad im Stadtteil Offheim wird als eines von wenigen Schwimmbädern in Deutschland eigenständig von einem gemeinnützigen Verein getragen. Zudem ist die Stadt Limburg gemeinsam mit der Stadt Diez, der Kreishallenbad Weilburg GmbH und dem Rhein-Lahn-Kreis Gesellschafterin des in Diez befindlichen Oranienbades. Ein weiteres ehemals städtisches Hallenbad im Stadtteil Linter wurde zum 31. Dezember 2003 geschlossen und zu einer Kegelbahn umgebaut.

### Dialekt
Der Limburger Dialekt, den man unter verschiedenen Ausprägungen des im „Nassauer Land“ vorherrschenden „Platts“ ausmachen kann, zählt zu den mittelhessischen Dialekten. In reiner Form gesprochen wird er allgemein nur noch von der älteren Generation, die in Limburg oder den nächsten umliegenden Gemeinden aufgewachsen ist.
Einzelne Silben haben im Lauf der Jahre geringfügige Änderungen erfahren, teils hin zum Hochdeutschen, weshalb es mitunter schwer ist, den ureinstigen Limburger Dialekt von regional abweichenden zu unterscheiden. Jedoch ist auch bei jüngeren Einwohnern Limburgs, in deren Elternhaus der gesprochene Dialekt vom Hochdeutschen beeinflusst war, durch bestimmte Laute überwiegend eine typische Betonung des Gesprochenen festzustellen. Für den interessierten Hörer ist eine präzise Bestimmung der Limburger Herkunft des Gegenübers somit durchaus möglich.
Der Trend zum Sprechen mit Dialekt ist in der Limburger Region wie in vielen anderen auch rückläufig, was u. a. der Bevölkerungswanderung und dem Einfluss moderner Medien geschuldet ist. Aus diesem Grund erfahren mundartbezogene Veranstaltungen regen Zuspruch als ein Versuch, den regionalen Dialekt für kommende Generationen zu erhalten.

### Kulinarische Spezialitäten
Ein traditionelles Limburger Gericht ist der Limburger Säcker. Hierbei handelt es sich um ein mit Senf gewürztes und paniertes Kotelett, gefüllt mit Sauerkraut, Dörrfleisch und Essiggurken sowie der Beilage Bratkartoffeln oder Brot. Der Name dieses Gerichts geht zurück auf die Einwohner der Limburger Altstadt, die im Mittelalter am Haus Kleine Rütsche 4, der engsten Stelle des alten Handelsweges von Köln nach Frankfurt, die vorbeikommenden und mit Säcken zu breit beladenen Wagen neu beluden.
Erstmals von einem Limburger Gastronom während der Amtszeit des Bischofs Franz Kamphaus kreiert wurden die Limburger Bischofsknödel. Dies sind mit Blut- und Leberwurst gefüllte Kartoffelklöße, serviert mit Sauerkraut und Specksoße. Überregional bekannt wurde das Traditionsgericht durch die verstärkte Anpreisung mehrerer Gaststätten im Jahr 2013, als die Vorgänge um die Kostenentwicklung des Diözesanen Zentrums St. Nikolaus unter Kamphaus' Nachfolger Franz-Peter Tebartz-van Elst bekannt wurden und die Zahl der Touristen sprunghaft anstieg.

### Regelmäßige Veranstaltungen
Eine jährlich im Frühjahr wiederkehrende Veranstaltung mit überregionaler Bedeutung ist die Messe „Whisky-Fair“.
Am letzten Wochenende im Juni lockt das Limburger Altstadtfest tausende Besucher in die Stadt. Ebenfalls im Sommer präsentieren Winzer bei den Rheingauer Weintagen in der Innenstadt ihre Produkte.
Seit dem Jahr 2007 veranstaltet die Stadt Limburg mit Unterstützung heimischer Vereine und Unternehmen den Sommernachtslauf im Zweijahresrhythmus. Bei diesem Stadtlauf mit in der Regel über 1000 Teilnehmern werden verschiedene Disziplinen für Einzelläufer, Familien und Unternehmen angeboten.
Mit den Summer Games hat sich seit 2005 ein Stadtfest etabliert, das jährlich in der dritten Augustwoche veranstaltet wird. Durch die Unterstützung zahlreicher Unternehmen und Vereine entwickelte es sich zu einem großen Stadtfest in der Region mit mittlerweile über 50.000 Besuchern pro Jahr. Seit 1979 findet jährlich am ersten Sonntag im September der über die Region hinaus bekannte Limburger Flohmarkt, der größte Stadtflohmarkt Hessens, statt.
Mit dem Limburger Oktoberfest findet alljährlich eines der größten Volksfeste Mittelhessens über mehrere Tage auf dem Marktplatz statt und orientiert sich seit 2011 verstärkt am Münchner Original. Vom 27. November bis zum 30. Dezember öffnet der Weihnachtsmarkt auf dem Neumarkt und in der Altstadt.

### Museen
In Limburg gibt es vier Museen:

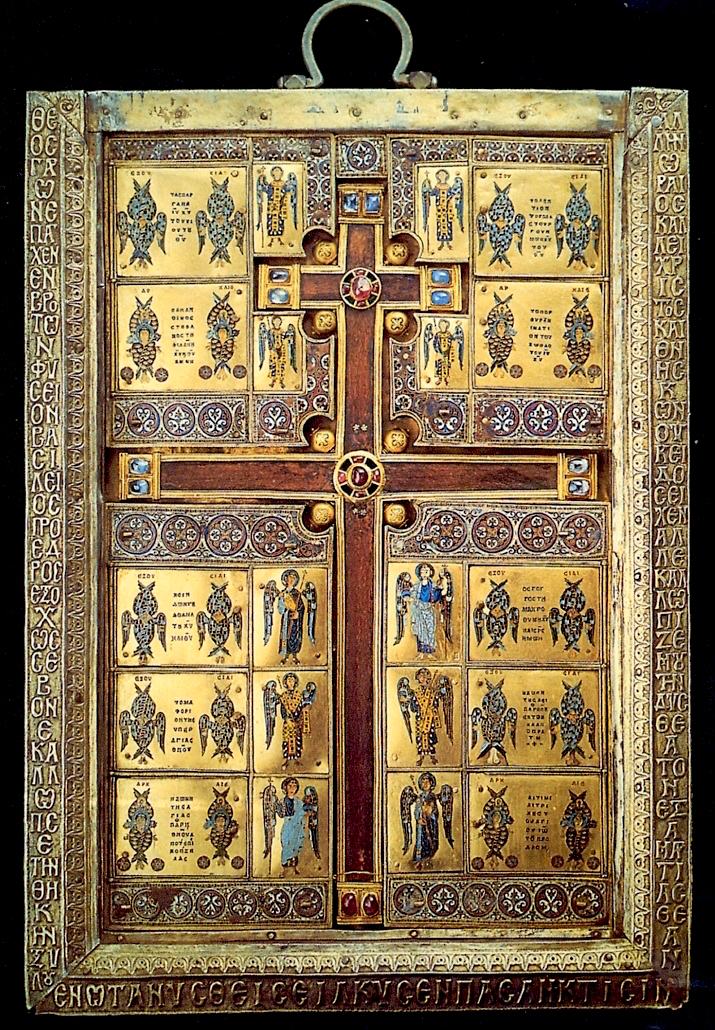
Limburger Staurothek, ein Kreuzreliquiar aus dem Kaiserpalast in Konstantinopel

- Kunstsammlungen der Stadt Limburg, die wechselnde Kunstausstellungen anbieten
- Diözesanmuseum Limburg
- Marine-Museum Limburg
- Missionsmuseum der Pallottiner

### Bauwerke
In Limburg ist eine der bedeutendsten mittelalterlichen Altstädte Deutschlands erhalten. Für diesen Umstand gibt es mehrere Gründe: zuallererst die Entstehung der mittelalterlichen Stadt als führender Handels- und Produktionsort an der Kreuzung wichtiger Altstraßen, vor allem der Straße von Köln nach Frankfurt, mit einer Blütezeit im 14. Jahrhundert, dann eine relative wirtschaftliche Stagnation, die Ende des 14. Jahrhunderts einsetzte und größere Um- und Ausbauten an dem geschlossenen Stadtgefüge verhinderte, sowie schließlich die Tatsache, dass die Limburger Altstadt den Zweiten Weltkrieg nahezu unversehrt überstand. Der ehemals ummauerte Stadtkern zwischen St.-Georg-Dom, Grabenstraße und der 700 Jahre alten Lahnbrücke steht zusammen mit der Frankfurter Vorstadt als Gesamtanlage Altstadt und Frankfurter Vorstadt unter Denkmalschutz. In einem mittlerweile mehr als 50 Jahre andauernden Prozess der baulichen Erneuerung im Rahmen der Altstadtsanierung ist es in Limburg gelungen, die historischen Gebäude der Altstadt (und darüber hinaus) und damit im Wesentlichen die Gesamtanlage in weiten Teilen als Baudenkmale bzw. Bauensemble zu erhalten. Vor dem Beginn dieses Sanierungsprozesses, Ende der 1960er Jahre, befanden sich die Gebäude der Altstadt allerdings zum größten Teil in einem sehr schlechten Zustand. Eine zusammenfassende Dokumentation und Würdigung dieser in verschiedenen Phasen in unterschiedlicher Weise von Bund, Land und Stadt geförderten Maßnahmen der erhaltenden Erneuerung liegt dabei noch nicht vor.

#### Sakralbauten (Auswahl)
- Limburger Dom (Domplatz 2), ehemals Stifts- und Pfarrkirche St. Georg und Nikolaus, seit 1827 Dom- und Pfarrkirche der Diözese Limburg; erbaut um 1190–1235, neben der städtebaulichen Wirkung vor allem bedeutsam durch eine der besterhaltenen Innenraumfassungen des 13. Jahrhunderts in Deutschland.
- katholische Stadtkirche und bischöfliches Ordinariat (Bischofsplatz 2–4/Roßmarkt 4–6), ehemals Franziskanerkirche St. Sebastian mit angeschlossenem Kloster; bedeutende Reste an Ausstattung u. a. Renaissance- und Barockepitaphien und Orgelprospekt von 1686.
- Einstige Hospitalkirche St. Anna mit angeschlossenem Hospital (Hospitalstraße 2), ehemals Wilhelmitenkloster Limburg; erbaut im 14./15. Jahrhundert, Wiederherstellung und Barockisierung nach Schäden im Dreißigjährigen Krieg im 17./18. Jahrhundert; wertvolle Ausstattungsreste, darunter u. a. Glasmalereien aus dem dritten Viertel des 14. Jahrhunderts, Orgelprospekt von 1749 und Kanzel von 1753.
- Evangelisch-lutherische St.-Johannes-Kapelle (In der Erbach 2–3); erbaut 1322–1324 als Teil des ehemaligen hiesigen Stadthofs des Klosters Eberbach; 1867–1903 als Synagoge genutzt.
- Evangelische Kirche und evangelisches Gemeindezentrum (Bahnhofstraße 1), erbaut 1864–1866 in der Nachfolge der Wiesbadener Marktkirche, 1944 beschädigt, 1973–1975 Umbau und Aufteilung.
- Pallottinerklosterkirche und Pfarrkirche St. Marien (Frankfurter Straße 56), erbaut 1926/1927 nach Plänen des Architekten Jan Hubert Pinand unter dem Einfluss von Dominikus Böhm, überregional bedeutender Kirchenbau des Expressionismus mit selten vollständig erhaltener bauzeitlicher Ausstattung.
- katholische Pfarrkirche St. Hildegard (Parkstraße); erbaut 1965–1967 nach Plänen des Architekten Walter Neuhäusser, typischer Vertreter der Spätphase des internationalen Stils mit „fliegendem Dach“, die auch die Jugendkirche Crossover[101] beherbergt.

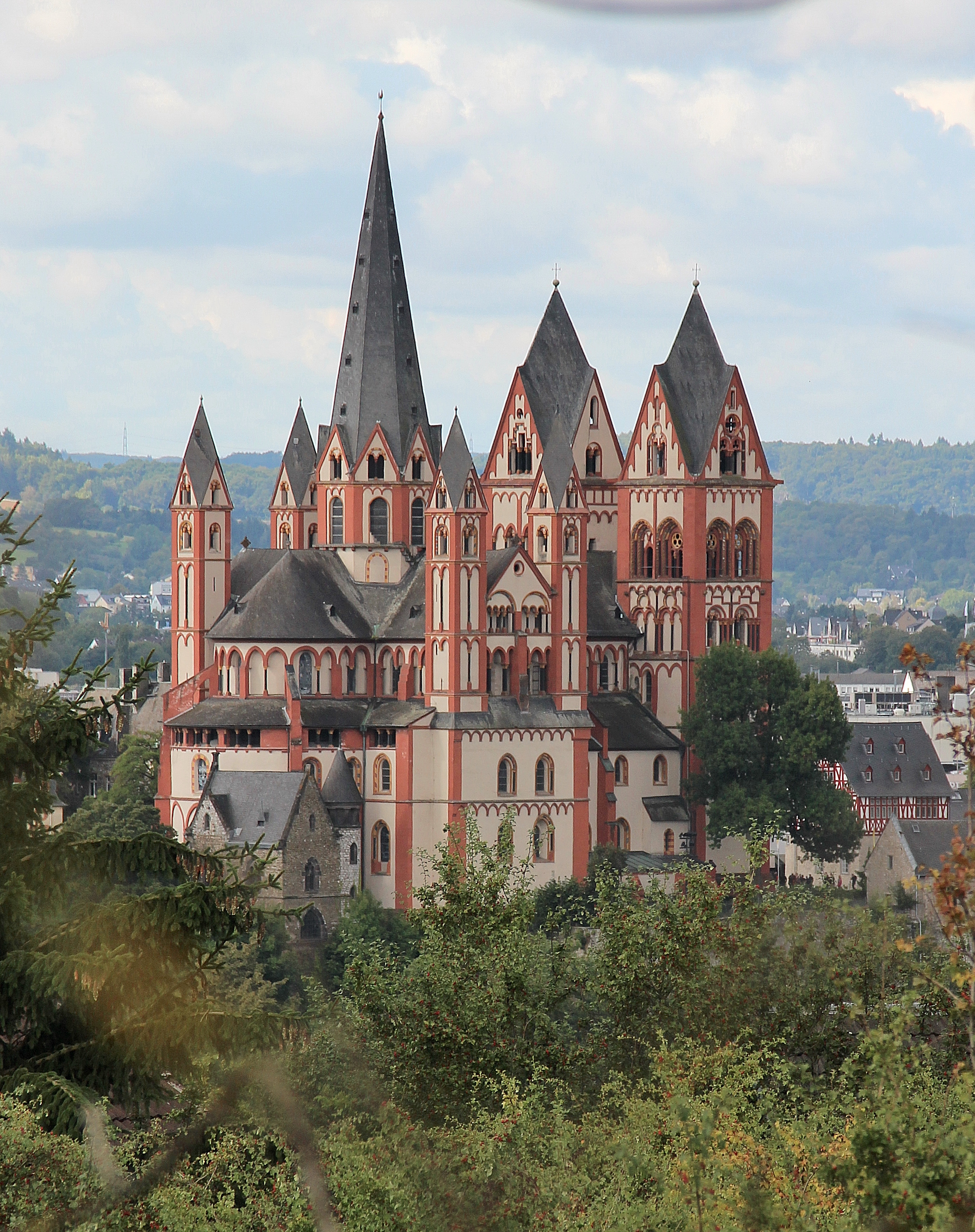
Limburger Dom
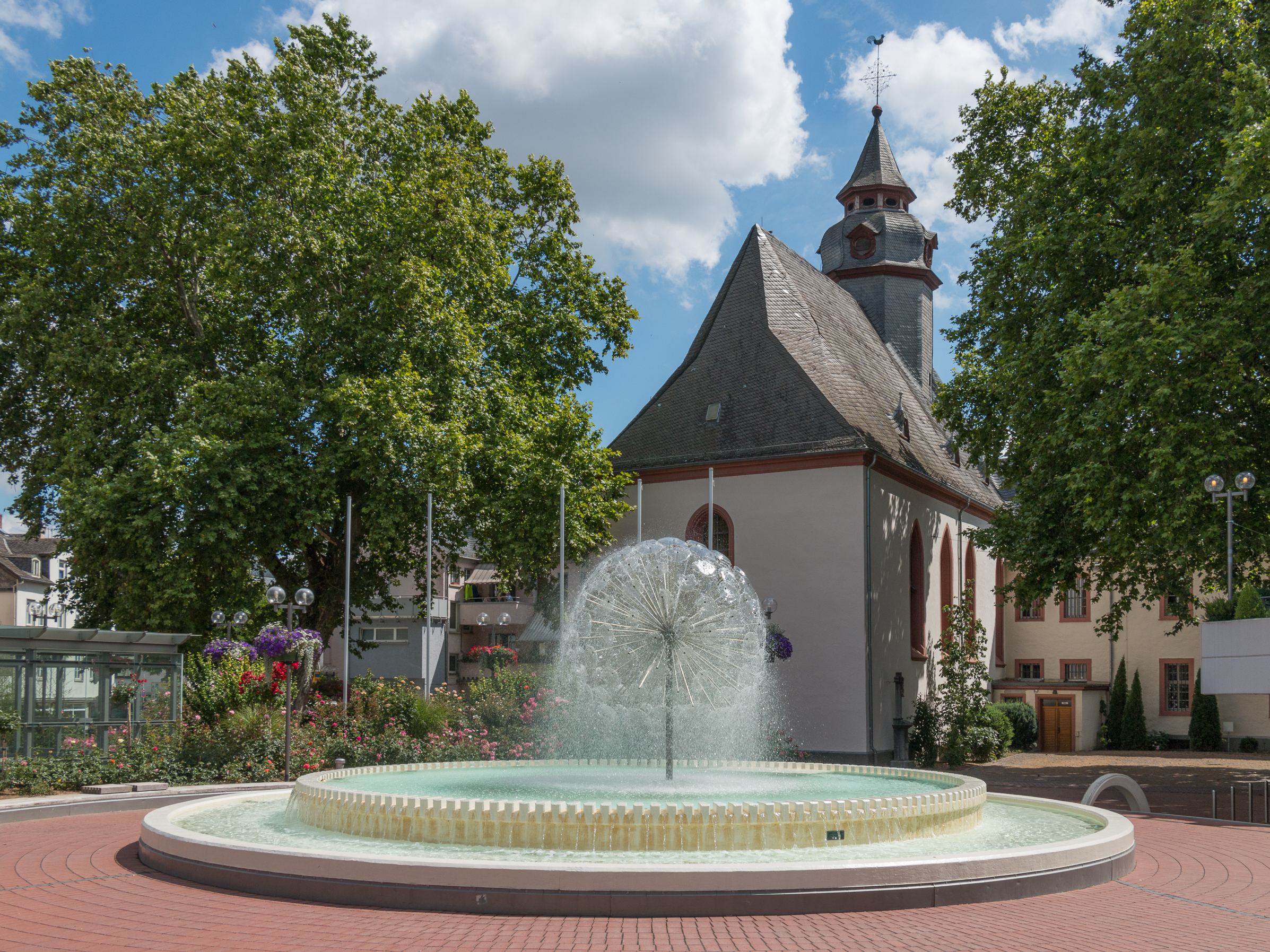
Hospitalkirche St. Anna, im Vordergrund die Pusteblume
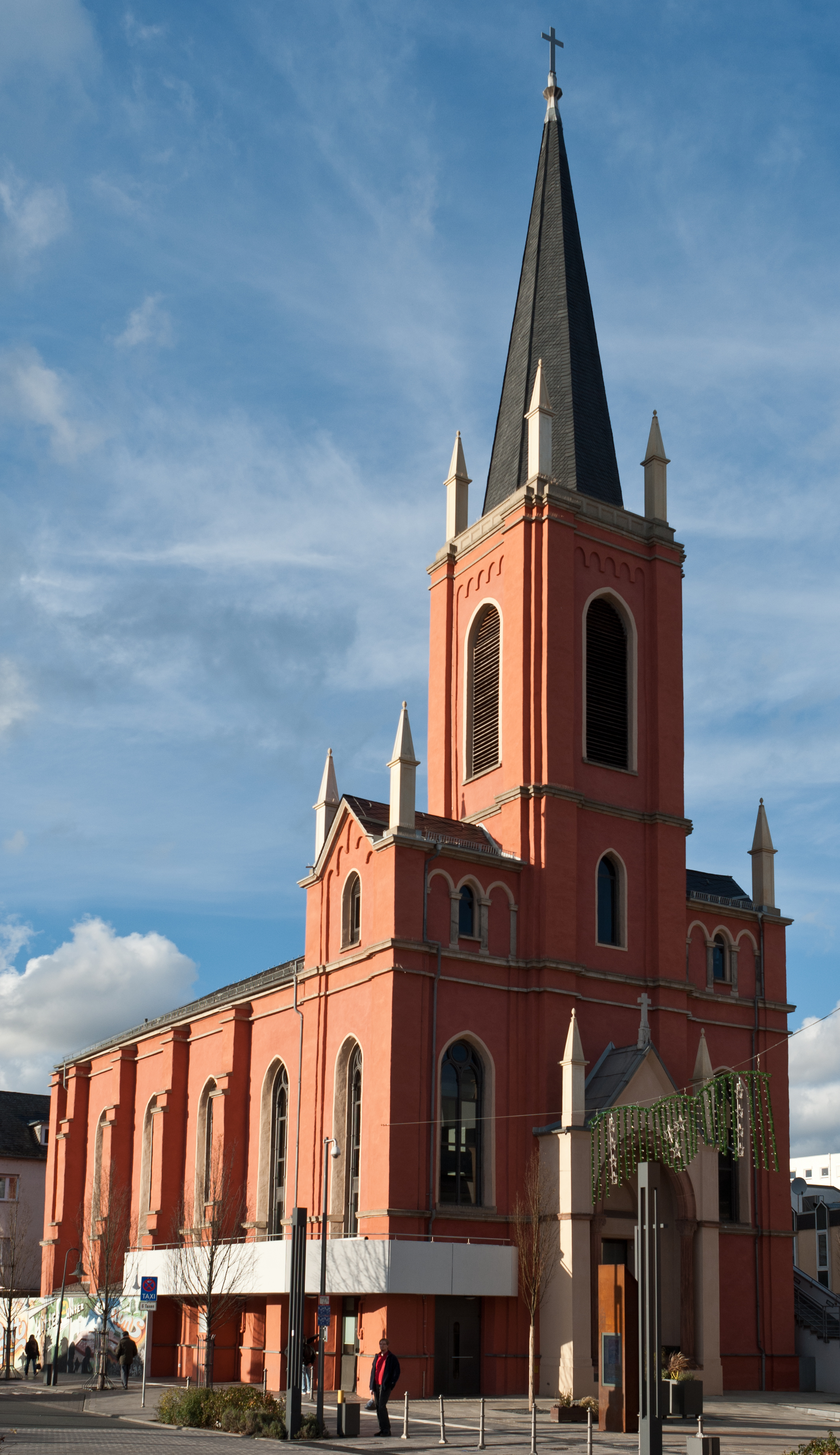
Evangelische Kirche
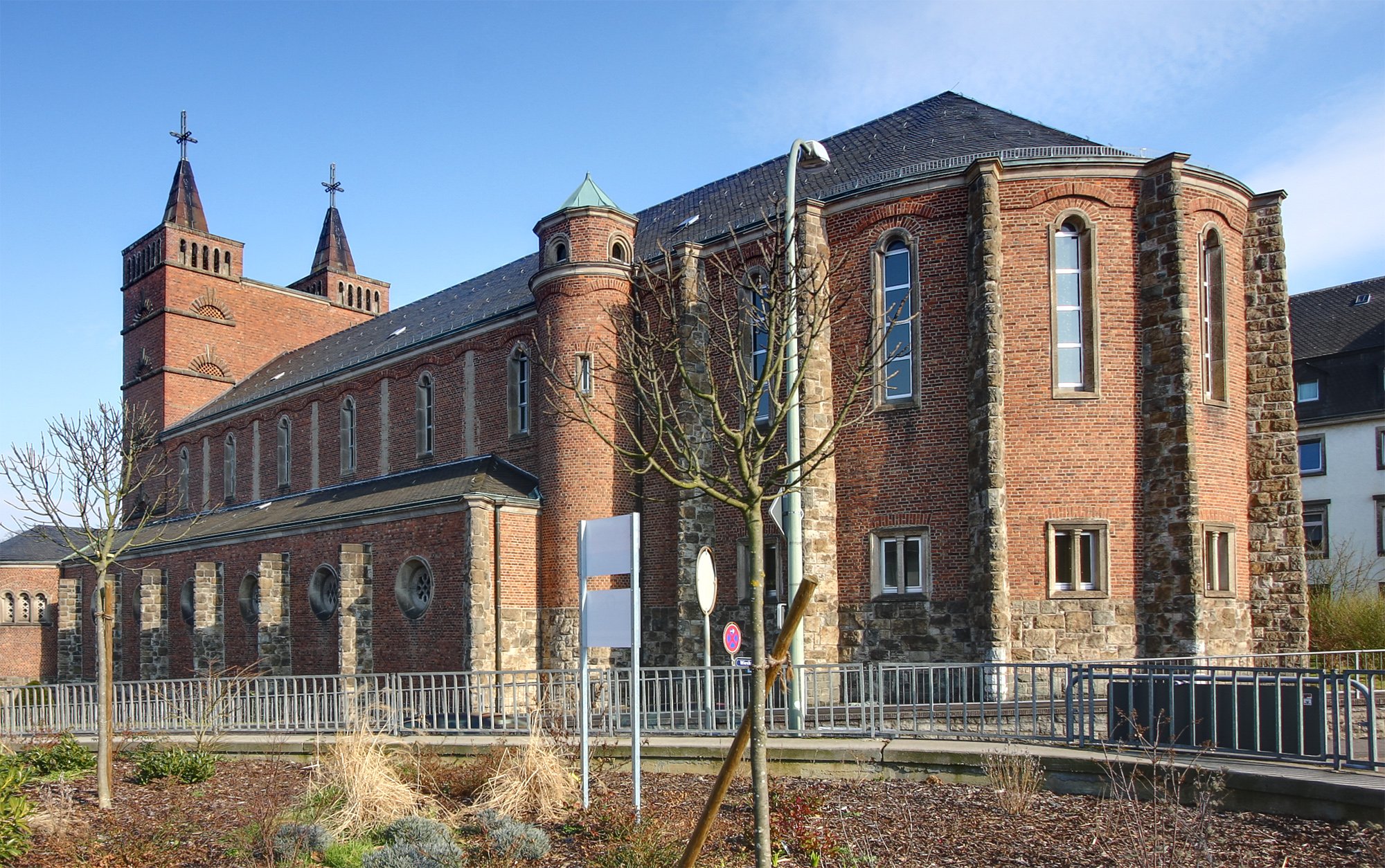
Kirche St. Marien
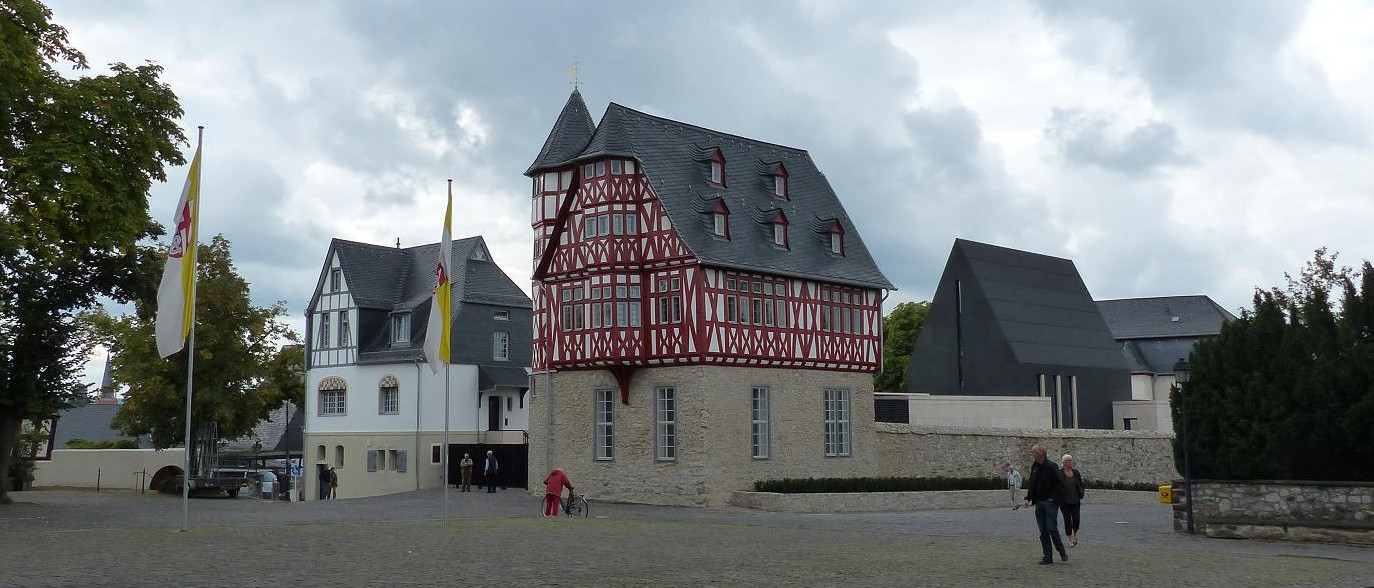
Diözesanes Zentrum Sankt Nikolaus mit (von links) Domküsterhaus, Altem Vikariat und St. Maria

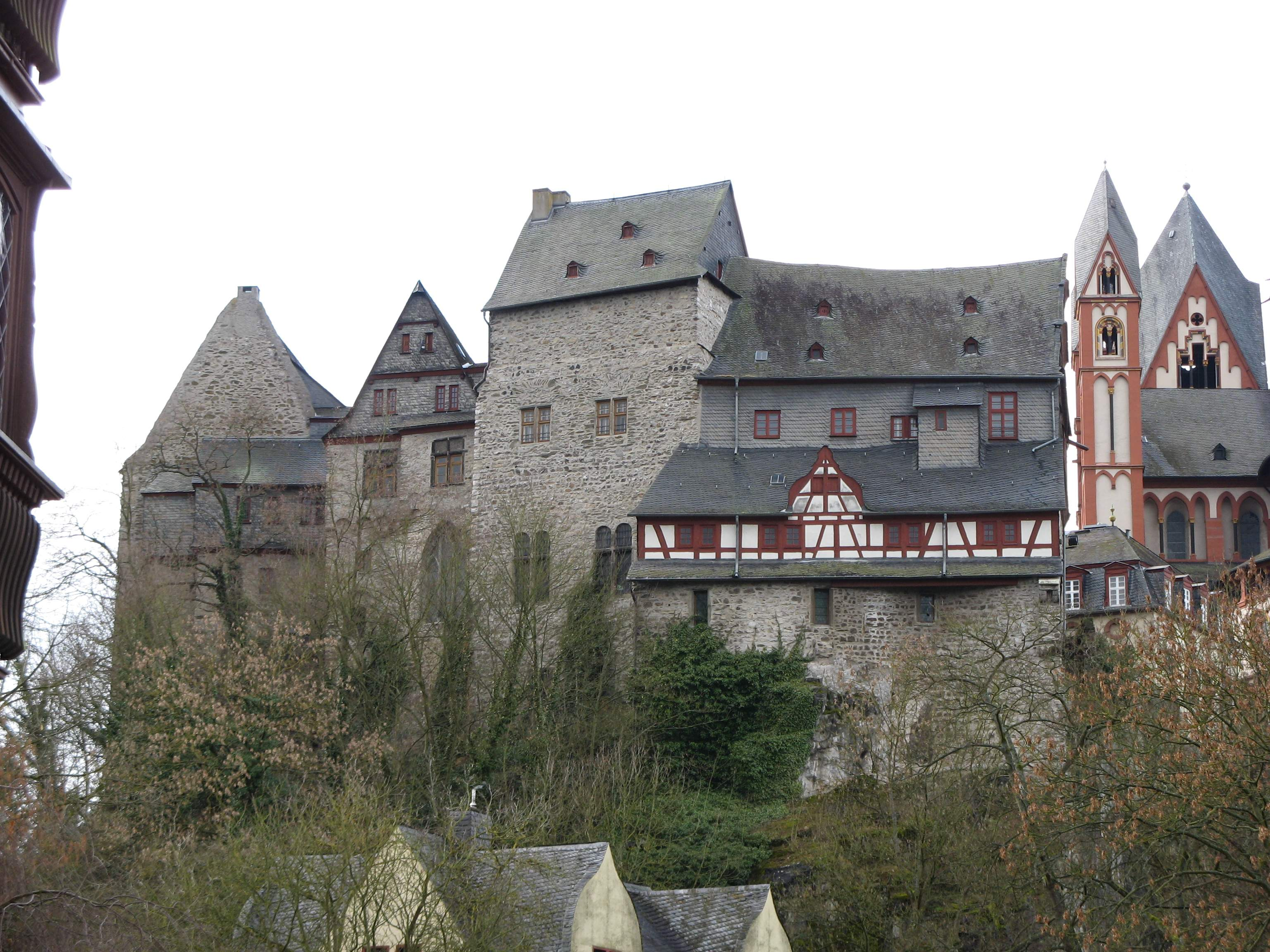
Burg Limburg von der Lahn aus gesehen

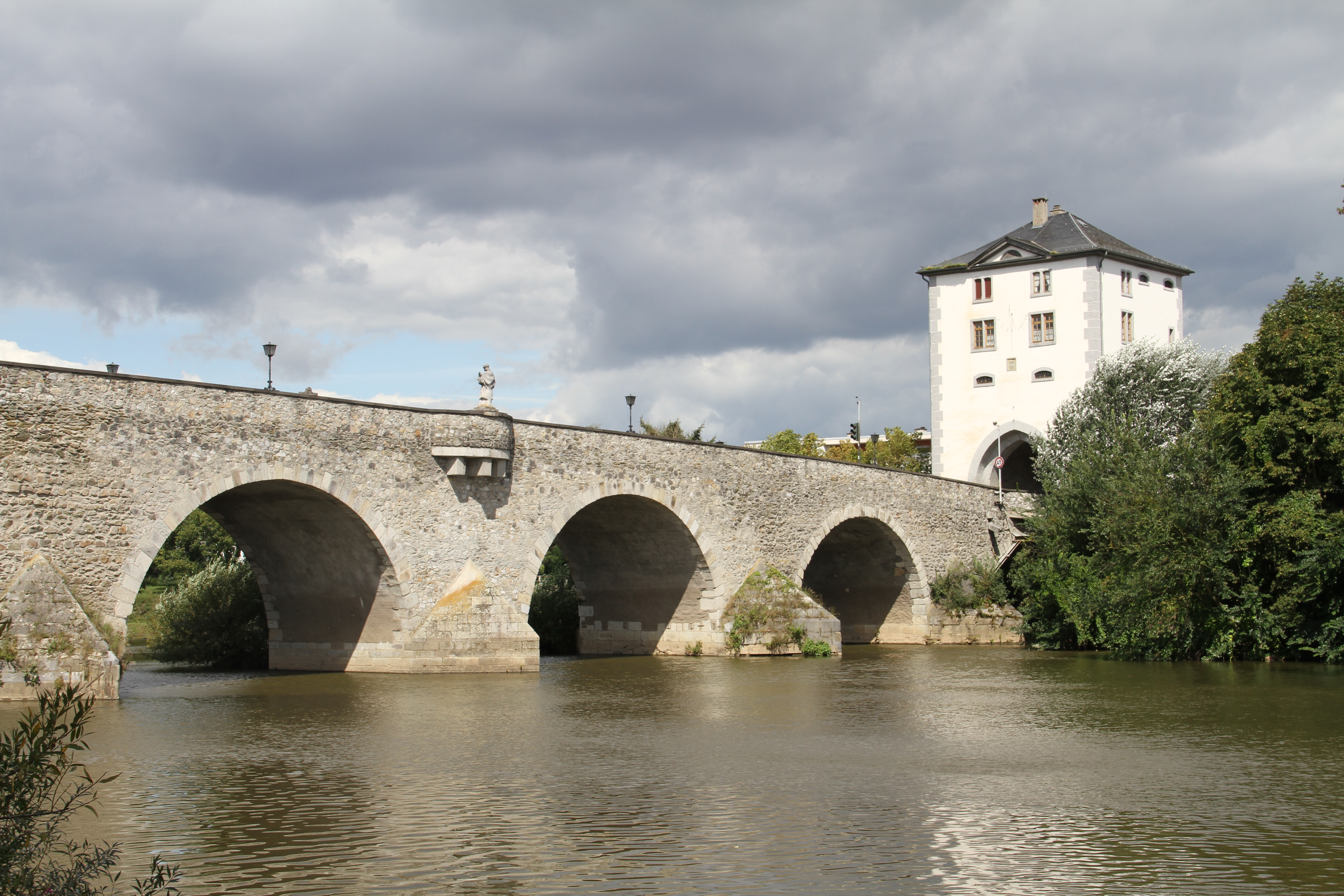
Alte Lahnbrücke

#### Öffentliche Bauten (Auswahl)
- Burg Limburg (Anfang des 13. Jahrhunderts von Gerlach von Ysenburg erbaut)
- „Huttig“ (Turmrest der Stadtmauer, deren Verlauf durch die Grabenstraße gekennzeichnet ist)
- Alte Lahnbrücke (aus dem Jahre 1315, Lahnüberquerung der Via Publica)
- Neues Rathaus (1898/99)
- Altes Gymnasium Limburg am Freiherr-vom-Stein-Platz 1

#### Profanbauten (Auswahl)
In der Altstadt stehen zahlreiche Fachwerkhäuser, erbaut vom 13. bis zum 19. Jahrhundert. Seit Beginn der Altstadtsanierung 1972 werden diese behutsam restauriert. Eine Besonderheit sind die mittelalterlichen Hallenhäuser, die im Erdgeschoss über eine große Halle verfügen. Zu den bekanntesten Häusern Limburgs gehören:
- Haus Kleine Rütsche 4 (schmalste Stelle des historischen Handelsweges zwischen Frankfurt und Köln, deren Breite am Heumarkt in Köln angeschrieben ist)
- Haus der sieben Laster (Brückengasse 9, erbaut 1567; Fachwerkhaus mit Schnitzereien, die die sieben Hauptlaster des Christentums darstellen)
- Werner-Senger-Haus (ältestes Haus der Limburger Altstadt aus dem 13. Jahrhundert)
- Häuser am Fischmarkt. Der Name des Platzes lautete im 13. Jahrhundert im Limburger Dialekt noch Fismart (= Faden-, Wollmarkt) und war das Handelszentrum der Limburger Wollweber.[102] Später diente er, 1317 erstmals urkundlich erwähnt, dem Fischverkauf.[103]
- Römer 2-4-6 (Fachwerkhaus des 13. Jahrhunderts)
- Zum goldenen Hirsch (erbaut um 1500, ehemaliges Gasthaus)
- Burgmannenhaus (um 1544 erbaut, heute Diözesanmuseum)
- Walderdorffer Hof (ehemaliger Adelshof der Grafen von Walderdorff)
- Villa Scheid (unter Denkmalschutz stehendes, großbürgerliches Wohnhaus)

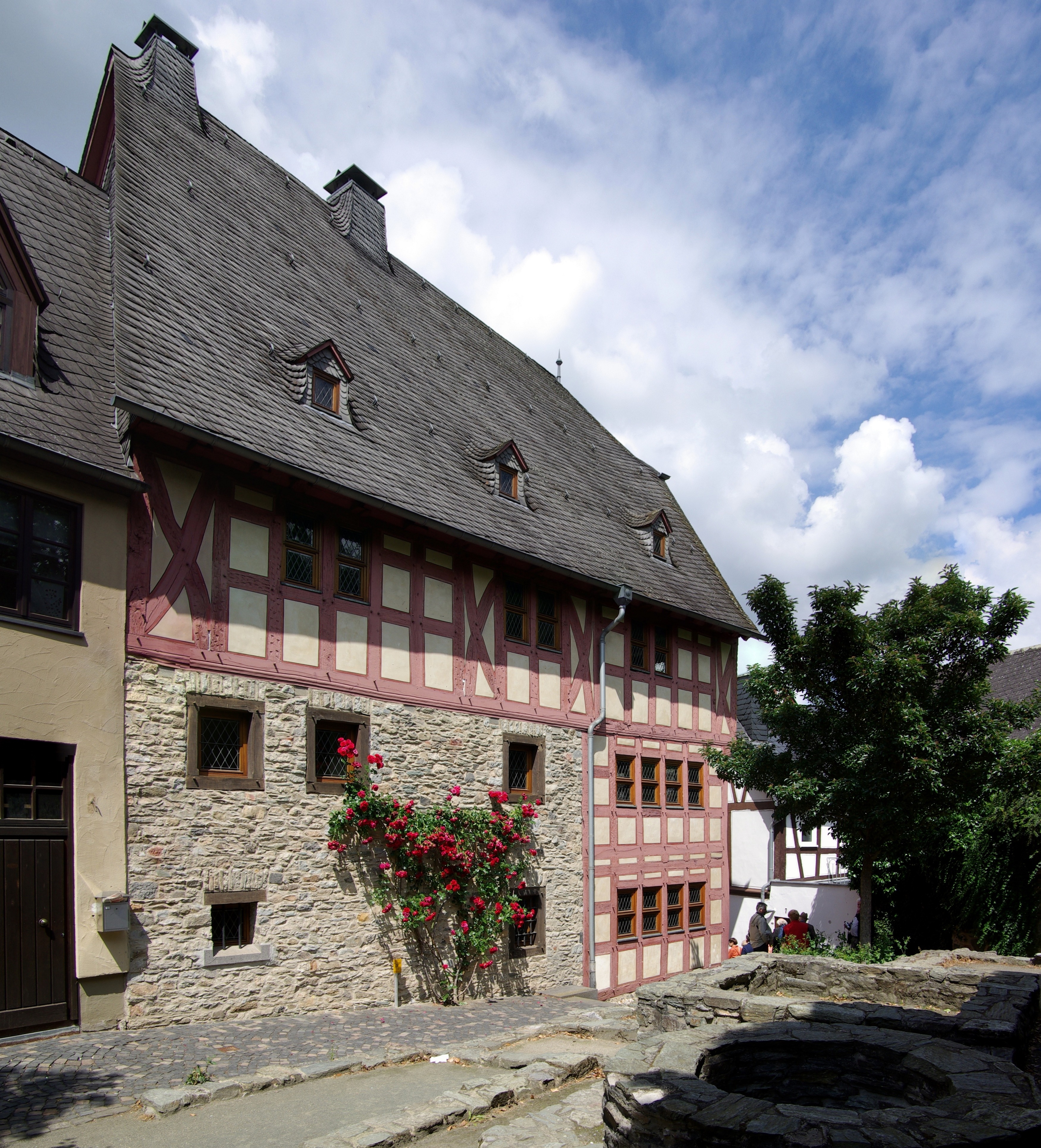
Römer 2-4-6
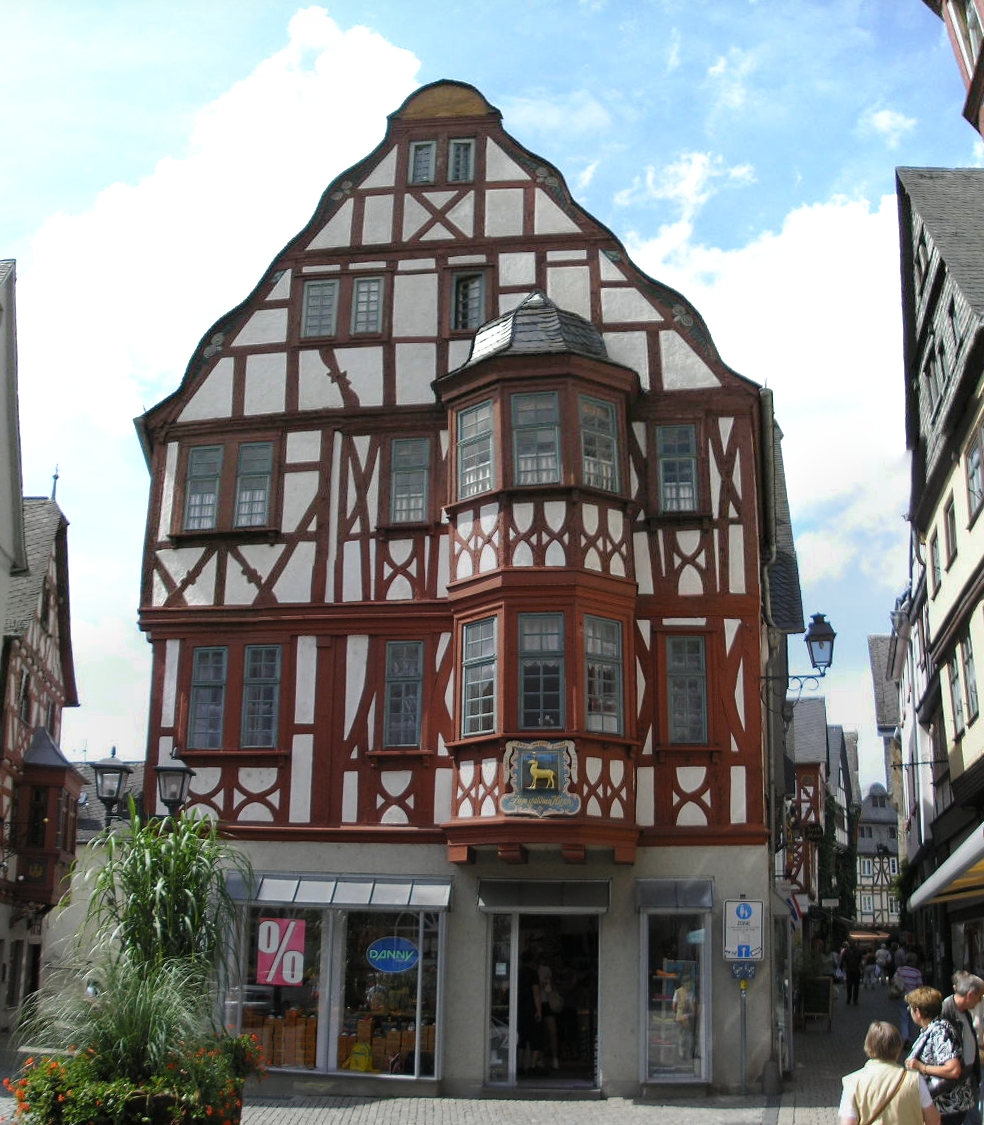
Zum goldenen Hirsch
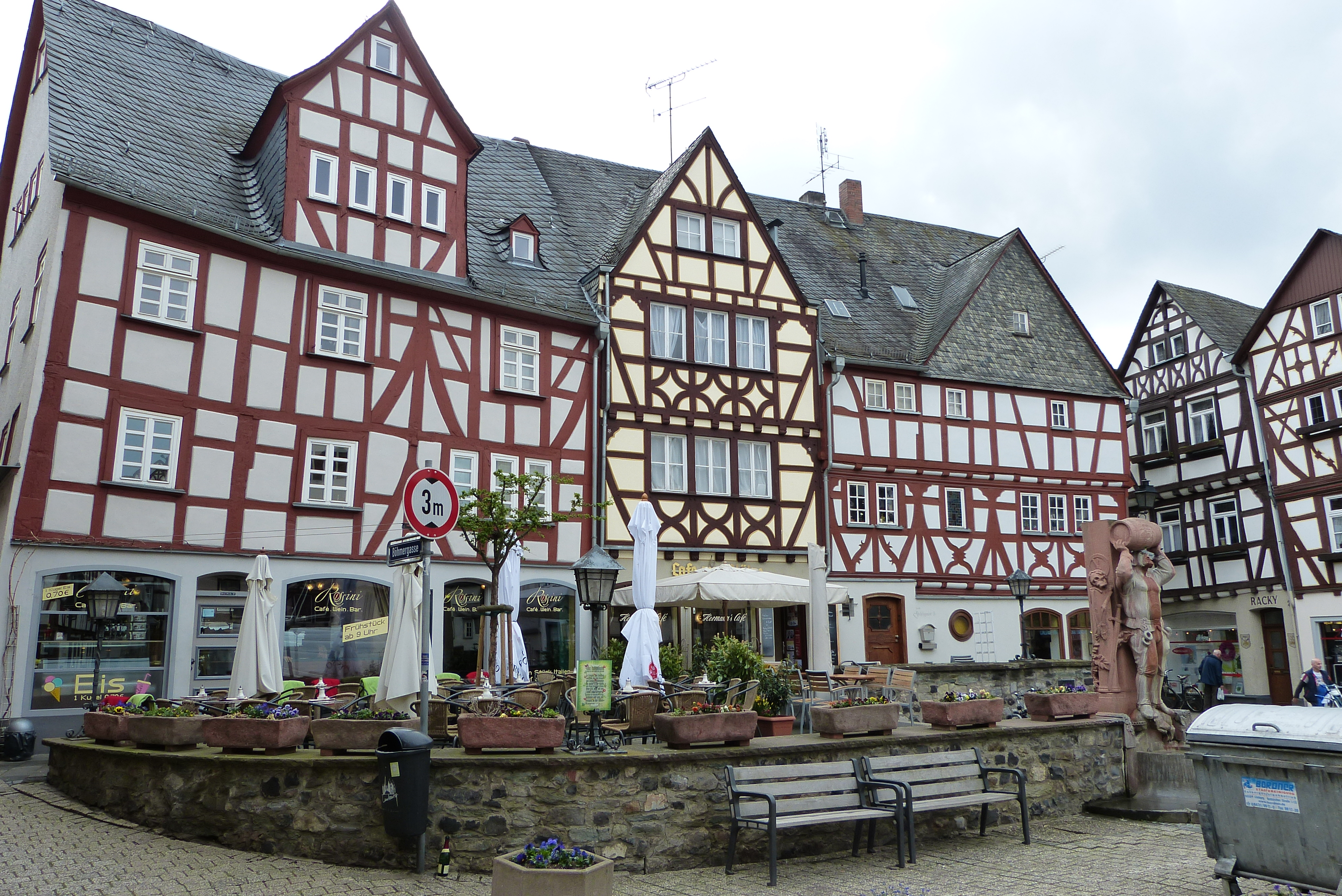
Fachwerkhäuser an der Plötze
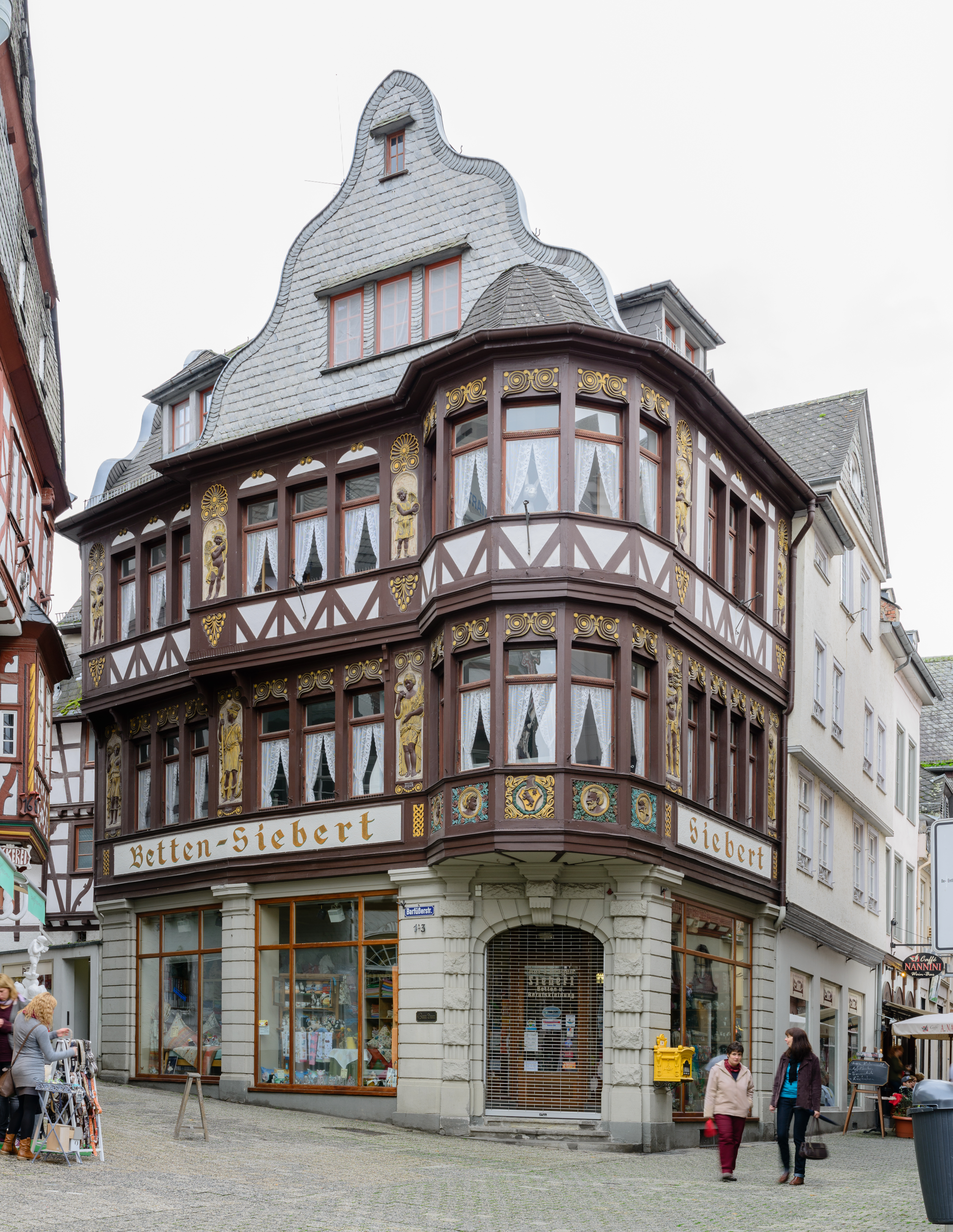
Barfüßerstraße 1–3
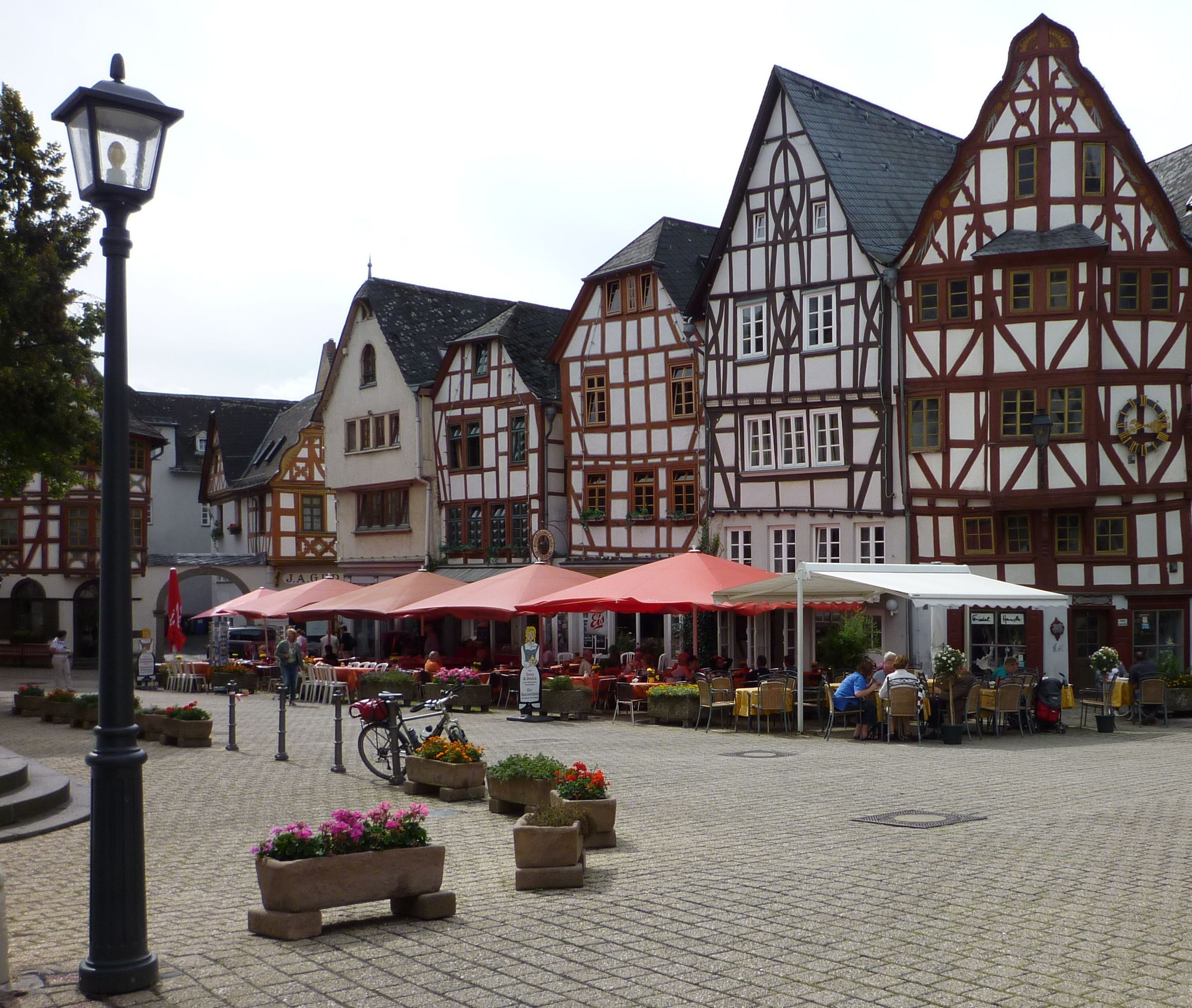
Fachwerkhäuser am Bischofsplatz

### Gedenkstätten

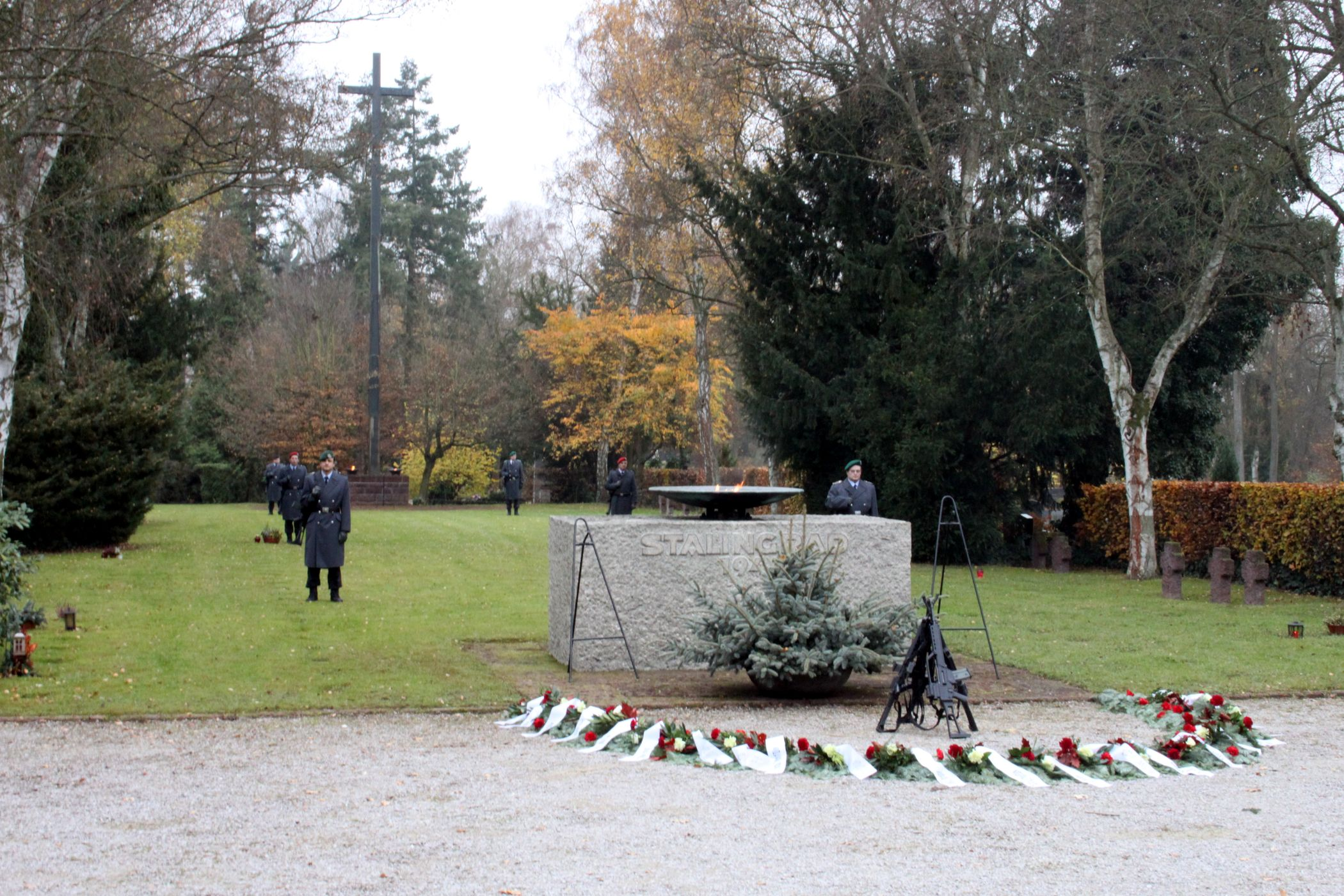
Stalingrad-Denkmal am Hauptfriedhof

Auf dem Limburger Hauptfriedhof befindet sich das zentrale deutsche Denkmal, das den in der Schlacht von Stalingrad gefallenen und in anschließender Gefangenschaft verstorbenen Soldaten gewidmet ist. Es wurde von einem ehemaligen Stalingradkämpfer entworfen und im Jahr 1964 errichtet.

## Persönlichkeiten

### Söhne und Töchter der Stadt
- Werner Senger (? – nach 1369), Kaufmann, Schöffe und Zustifter des Limburger Hospitals
- Anton Busch (1763–1836), Schöffe, Ratsherr, Stadtschultheiß und Bürgermeister
- Joseph Trombetta (1772–1841), Kaufmann und Mitglied des Nassauischen Landtags
- Jacob Busch (1786–nach 1824), Kaufmann und Mitglied des Nassauischen Landtags
- Heinrich Trombetta (1800–1859), Kaufmann, MdL Nassau, Mitglied des Vorparlaments
- Eduard Trombetta (1817–1886), Kaufmann und Mitglied des Nassauischen Landtags
- Peter Joseph Hammerschlag (1817–1888), Kaufmann, MdL Nassau, geboren und gestorben in Limburg
- Hubert Hilf (1820–1909), Unternehmer und Politiker, Mitglied des Reichstags
- Joseph Menges (1821–1877), Gutsbesitzer und Mitglied der zweiten Kammer der Landstände des Herzogtums Nassau
- Edmund Schmidt  (1844–1916), römisch-katholischer Geistlicher, Benediktiner, Forscher der Benediktusregel
- Josef Menges (1850–1910), Afrikaforscher
- Alois Anton Führer (1853–1930), Sanskritist und Geistlicher
- Anton Führer (1854–1929), Lehrer, Schulleiter, Historiker, Ehrenbürger der Stadt Rheine
- Louis Gotthardt (1870–1932), Kaufmann und Mitglied des Provinziallandtages der Provinz Hessen-Nassau
- Leo Sternberg (1876–1937), Schriftsteller
- Wilhelm Weirauch (1876–1945), Jurist und Generaldirektor der Reichsbahn
- Ludwig von Rößler (1877–1965), Ingenieur und Hochschullehrer
- Otfried Eberz (1878–1958), Philosoph
- Josef Eberz (1880–1942), Maler und Graphiker
- Willy Hof (1880–1956), Industrieller und Verkehrsplaner
- Friedrich Laibach (1885–1967), Botaniker
- Gregor Rosenbauer (1890–1966), Architekt
- Sebastian Wenz (1890–1915), Klassischer Archäologe
- Claire Lepère (1892–1956), deutsch-schweizerische Schriftstellerin
- Heinz Wolf (1908–1984), Landrat, Ehrenbürger 1975–2013. Am 24. Juni 2013 beschloss die Limburger Stadtverordnetenversammlung aufgrund der inzwischen bekannten Tiefe der Verstrickung Wolfs in das NS-Regime ihren Beschluss zur Verleihung der Ehrenbürgerwürde von 1975 aufzuheben.
- Hermann Kugelstadt (1912–2001), Regisseur
- Gerhard Müller (1912–1997), Präsident des Bundesarbeitsgerichts
- Kurt Kauter (1913–2002), Schriftsteller
- Siegfried Schmitt (1915–1988), Leichtathlet
- Maria Staudt (1920–2015), Leichtathletin
- Alois Schardt (1926–1998), Journalist, Programmdirektor des ZDF
- Werner Wenz (1926–2019), Chirurg
- Heinrich Hamm (1931–2021), Ordensgeistlicher, römisch-katholischer Theologe und Hochschullehrer
- Eberhard Kunkel (1931–2019), Comic-Krimiautor und Verleger
- Heinz Maibach (1933–2015), Stadtarchivar und Lokalhistoriker
- Senta Seip (* 1934), Politikerin (Grüne), ehemalige Abgeordnete des Hessischen Landtags
- Franz Josef Hamm (* 1936), Architekt
- Karl-Winfried Seif (1943–2023), Politiker
- Klaus Kleiter (* 1944), Hockey-Bundestrainer
- Franz Häuser (* 1945), Jurist, Professor, 2003–2010 Rektor der Universität Leipzig
- Beatrix Vogel (* 1945), Philosophin und Publizistin
- Dieter Thomas (1947–2016), Kabarettist und Mitbegründer des Frankfurter Fronttheaters
- Theo Geisel (* 1948), theoretischer Physiker und Hochschullehrer
- Hans-Jürgen Irmer (* 1952), Politiker (CDU) und ehemaliger Abgeordneter des Hessischen Landtags
- Hilde Barz-Malfatti (1953–2020), Architektin
- Peter Pörtner (* 1953), Japanologe und Hochschullehrer
- Mathias Bröckers (* 1954), Journalist und Autor
- Alexander Kirchner (* 1956), Gewerkschafter, im Aufsichtsrat der Deutschen Bahn
- Christoph Prégardien (* 1956), Sänger
- Christoph Ullrich (* 1960), Regierungspräsident des Regierungsbezirks Gießen
- Bernd Fuhr (* 1960), ehemaliger Fußballtorhüter
- Wilfried Rudloff (* 1960), Historiker
- Ute Schneider (* 1960), Buchwissenschaftlerin und Hochschullehrerin
- Christof Müller (* 1961), Fundamentaltheologe
- Jürgen Schmidt (* 1961), Brigadegeneral der Bundeswehr
- Olaf Zimmermann (* 1961), Publizist und Kunsthändler, Geschäftsführer des Deutschen Kulturrates
- Anke Olschewski (* 1962), Tischtennisspielerin
- Frank Puchtler (* 1962), Politiker (SPD), Landrat des Rhein-Lahn-Kreises
- Mechthild Bach (* 1963/70), Sängerin
- Manfred Königstein (* 1963), Ökonom und Hochschullehrer
- Heinz Voggenreiter (* 1963), Luft- und Raumfahrttechniker und Hochschullehrer
- Germar Rudolf (* 1964), verurteilter Holocaustleugner
- Veronika Winter (* 1965), Sopranistin
- Eckhard Krumpholz (* 1966), Fotokünstler
- Daniela Philippi (* 1966), Musikwissenschaftlerin, Hochschullehrerin
- Frank Schmidt (* 1966), Politiker (SPD)
- Stefan Saliger (* 1967), Hockeyspieler und Olympiasieger
- Stephan Hartmann (* 1968), Wissenschaftsphilosoph und Hochschullehrer
- Holger Horz (* 1968), Psychologe und Hochschullehrer
- Jörg Koch (* 1968), Historiker und Heimatforscher
- Mathias Beck (* 1971), Sportfunktionär und Unternehmer
- Marius Hahn (* 1971), Jurist, Politiker (SPD), Bürgermeister von Limburg an der Lahn
- Henning Türk (* 1974), Historiker, Hochschullehrer
- Michaela Hönig (* 1974), Betriebswirtin, Hochschullehrerin
- Claudia Bogedan (* 1975), Sozialwissenschaftlerin und Politikerin (SPD)
- Karsten Dahlem (* 1975), Schauspieler, Regisseur und Drehbuchautor
- Wolfgang Müller (* 1975), Musiker, Sänger und Songschreiber
- Tamara Bach (* 1976), Schriftstellerin
- Ikke Hüftgold (* 1976), Partyschlager-Sänger, Produzent und Unternehmer
- Julia Kleiter (* 1980), Sopranistin
- Christian Wendel (* 1980), Politiker (CDU)
- Oliver Geis (* 1991), Sportschütze, Welt- und Europameister

### Ehrenbürger
- Moritz Hilf (1819–1894), Erbauer der Lahntalbahn, Ehrenbürger seit 1862
- Andreas Schlitt (1833–1903), Bürgermeister, Ehrenbürger seit 1901
- Peter Paul Cahensly (1838–1923), Politiker und Sozialreformer, Ehrenbürger seit 1913
- Joseph Heppel (1849–1936), Gründer der Blechwarenfabrik Limburg, Beigeordneter und Stifter, Ehrenbürger seit 1919
- Heinrich Fendel (1878–1965), Stadtpfarrer, Ehrenbürger seit 1951
- Friedrich Hammerschlag (1888–1972), Unternehmer und Kommunalpolitiker, Ehrenbürger seit 1968
- Georg Brötz (1889–1959), Lehrer, Ehrenbürger der damals noch selbstständigen Gemeinde Eschhofen seit 1954
- Joseph Schneider (1890–1974), Bürgermeister, Ehrenbürger seit 1960
- Clemens Bruckner (1893–1976), Pfarrer, Ehrenbürger der damals noch selbstständigen Gemeinde Lindenholzhausen seit 1970
- Anna Ohl (1893–1987), Stifterin, Ehrenbürgerin seit 1986
- Wilhelm Breithecker (1897–1982), Pfarrer und Verfolgter des NS-Regimes, Ehrenbürger der damals noch selbstständigen Gemeinde Dietkirchen seit 1970
- Wilhelm Kempf (1906–1982), Bischof, Ehrenbürger seit 1974
- Josef Kohlmaier (1921–1995), Amtmann, Politiker, Bürgermeister von 1965 bis 1985, Ehrenbürger seit 1985
- Franz Kamphaus (1932–2024), Bischof, Ehrenbürger seit 2007

### Weitere Persönlichkeiten
- Tilemann Elhen von Wolfhagen (um 1347–nach 1402), Humanist, Verfasser der Limburger Chronik, gestorben in Limburg.
- Georg Hilpisch (1846–1928), Domkapitular, Generalvikar, Kirchenhistoriker und Redakteur, wirkte und starb in Limburg.
- Marcus Krüsmann (1879–1964), von 1919 bis zur Machtergreifung der Nationalsozialisten Bürgermeister der Stadt Limburg.
- Gerda Weiler (1921–1994), Psychologin und Pädagogin, 1948 bis 1951 unter dem Namen Gerda Arndt in Limburg als Lehrerin tätig.
- Hildegard Schirmacher (1924–2015; bis 1997 Ernst Schirmacher), Architektin und Stadtplanerin, lebte, arbeitete und starb in Limburg.
- Walter Neuhäusser (1926–2021), Architekt, lebte und arbeitete in Limburg.
- Ernst Eichinger (1929–2015), deutscher Künstler, verstorben in seiner letzten Wahlheimat Limburg.
- Robert Rosenthal (1933–2024), Psychologe, Professor an der University of California, verbrachte die ersten Lebensjahre in Limburg, floh mit seinen Eltern vor den Nationalsozialisten; Namensgeber des Rosenthal-Effekts.
- Frederik Hetmann (1934–2006), Schriftsteller, verbrachte die letzten Jahre seines Lebens in Limburg und ist dort gestorben.
- Sebastian Schaub (* 1970), Politiker (Bündnis 90/Die Grünen), Stadtverordneter von Limburg
- Katharina Saalfrank (* 1971), Diplom-Pädagogin und Musiktherapeutin, verbrachte die ersten sieben Lebensjahre in Limburg.